# Bahnstrecke Mannheim–Saarbrücken
| | |                                                                                 |                                                                                 |
| Streckennummer (DB): | 3250 (Saarbrücken Hbf – Homburg (Saar) Hbf) 3280 (Homburg (Saar) Hbf – Ludwigsh. (Rh) ÜbS) 3401 (Böhl-Iggelh Abzw – Mannheim Hbf) |                                                                                 |                                                                                 |
| Kursbuchstrecke (DB): | 279 (1949–1972) 670 (seit 1972) |                                                                                 |                                                                                 |
| Kursbuchstrecke: | 279a (Mannheim Hbf – Ludwigshafen (Rh) Hbf 1946) 279 (Ludwigshafen (Rh) Hbf – Saarbrücken Hbf 1946) 282a (Ludwigshafen (Rh) Hbf – Schifferstadt 1946) 272 (Hochspeyer – Kaiserslautern Hbf 1946) 279d (Kaiserslautern Hbf – Einsiedlerhof 1946) 280 (Rohrbach (Saar) – Saarbrücken Hbf 1946) |                                                                                 |                                                                                 |
| Streckenlänge: | 130,5 km |                                                                                 |                                                                                 |
| Spurweite: | 1435 mm (Normalspur) |                                                                                 |                                                                                 |
| Streckenklasse: | D4 |                                                                                 |                                                                                 |
| Stromsystem: | 15 kV 16,7 Hz ~ |                                                                                 |                                                                                 |
| Maximale Neigung: | (Saarbrücken – Homburg) 11,95 ‰ (Homburg – Neustadt) 9,6 ‰ (Neustadt – Ludwigshafen) 10,69 ‰ (Ludwigshafen – Mannheim) 16,99 ‰ |                                                                                 |                                                                                 |
| Minimaler Radius: | 281 m |                                                                                 |                                                                                 |
| Streckengeschwindigkeit: | 160 km/h |                                                                                 |                                                                                 |
| Zugbeeinflussung: | PZB (durchgehend), ETCS Level 2 (nicht durchgehend, ab 2029) |                                                                                 |                                                                                 |
| Zweigleisigkeit: | durchgehend, außer 3280 Limburgerhof Abzw – Ludwigsh. (Rh) ÜbS |                                                                                 |                                                                                 |
| | |                                                                                 |                                                                                 |
| Streckenverlauf \| \| \| von Heidelberg, von Stuttgart, von Karlsruhe, und von Frankfurt am Main Stadion \| \| \| \| \| \| \| \| \| 107,900 \| Mannheim Hbf \| 95 m \| \| \| \| \| \| \| \| \| Westliche Einführung der Riedbahn nach Frankfurt, Strecke nach Mannheim Hgbf \| \| \| \| \| \| \| \| \| 107,041 \| B 36 \| B 36 \| \| \| 107,005 \| Konrad-Adenauer-Brücke \| Konrad-Adenauer-Brücke \| \| \| \| \| \| \| \| 106,885 \| Rhein, Landesgrenze Baden-Württemberg/Rheinland-Pfalz \| Rhein, Landesgrenze Baden-Württemberg/Rheinland-Pfalz \| \| \| \| \| \| \| \| 106,737 \| \| \| \| \| 106,535 \| Ludwigshafen (Rhein) Hbf (bis 1969) \| Ludwigshafen (Rhein) Hbf (bis 1969) \| \| \| 106,442 \| Ludwigshafen (Rhein) Mitte \| 102 m \| \| \| 105,800 \| Bundesstraße 38 \| Bundesstraße 38 \| \| \| \| Zulaufstrecken zum Kopfbahnhof \| \| \| \| 105,758 \| Ludwigshafen (Rhein) Überleitung Süd (Bft) \| Ludwigshafen (Rhein) Überleitung Süd (Bft) \| \| \| \| nach Mainz \| \| \| \| 105,5000105,4890 \| Kilometrierungssprung \| Kilometrierungssprung \| \| \| \| von BASF und von Mainz \| \| \| \| 105,000 \| Ludwigshafen (Rhein) Hbf tief (Bft, seit 1969) \| 93 m \| \| \| 104,275 \| Ludwigshafen (Rhein) T51/52/53 (Bft) \| Ludwigshafen (Rhein) T51/52/53 (Bft) \| \| \| \| Strecke vom Ludwigshafener Güterbahnhof \| \| \| \| 103,171 \| Ludwigshafen-Mundenheim (Bft) \| 96 m \| \| \| \| Strecke zum Ludwigshafener Hafen \| \| \| \| 101,392 \| Ludwigshafen-Rheingönheim (Bft) \| 97 m \| \| \| 99,700 \| B 9 \| B 9 \| \| \| 99,337 \| Limburgerhof Abzw \| 97 m \| \| \| 98,600 \| L 533 \| L 533 \| \| \| 98,475 \| Limburgerhof \| 97 m \| \| \| 96,800 \| Floßgraben \| Floßgraben \| \| \| \| Umfahrung von Schifferstadt (seit 2003) \| \| \| \| 97,000 \| Eichelgarten (Bk) \| 99 m \| \| \| 96,03695,706 \| Kilometersprung (+330 m) \| Kilometersprung (+330 m) \| \| \| \| Überwerfungsbauwerk G-Bahn (1907–1945) \| \| \| \| 95,7 \| L 532 \| L 532 \| \| \| 95,455 \| L 532 \| L 532 \| \| \| 94,497 \| Schifferstadt \| 103 m \| \| \| \| nach Germersheim \| \| \| \| 92,500 \| Bundesautobahn 61 \| Bundesautobahn 61 \| \| \| 92,400 \| Bundesautobahn 61 \| Bundesautobahn 61 \| \| \| 91,800 \| L 532 \| L 532 \| \| \| 91,800 \| L 532 \| L 532 \| \| \| 90,918 \| Böhl-Iggelheim Abzw \| 105,5 m \| \| \| 90,000 \| L 528 \| L 528 \| \| \| 89,703 \| Böhl-Iggelheim \| 107 m \| \| \| 89,330 \| Holzweg (Üst) \| 107 m \| \| \| 86,700 \| L 530 \| L 530 \| \| \| 85,940 \| Haßloch (Pfalz) \| 115 m \| \| \| 82,836 \| Hinkelpfad (Üst) \| 124 m \| \| \| 82,370 \| Bk Pfalzmühle \| 124,5 m \| \| \| 81,800 \| Bundesautobahn 65 \| Bundesautobahn 65 \| \| \| 81,100 \| L 530 \| L 530 \| \| \| 80,500 \| Mußbach \| Mußbach \| \| \| 79,692 \| Bundesstraße 38 \| Bundesstraße 38 \| \| \| \| Pfälzische Nordbahn von Monsheim \| \| \| \| 78,979 \| Neustadt (Weinstr) Ülp Ost (Bft, ehemals Bk) \| 136 m \| \| \| 78,978 \| Rehbach \| Rehbach \| \| \| 78,910 \| Speyerbach \| Speyerbach \| \| \| 78,560 \| Neustadt (Weinstr)-Böbig (Bft) \| 136 m \| \| \| 77,400 \| Pfälzische Maximiliansbahn von Wissembourg \| Pfälzische Maximiliansbahn von Wissembourg \| \| \| 77,600 \| B 39 \| B 39 \| \| \| 77,203 \| Neustadt (Weinstr) Hbf \| 142 m \| \| \| \| Pfälzer Oberlandbahn \| \| \| \| 77,000 \| Landesstraße 512 (Deutsche Weinstraße) \| Landesstraße 512 (Deutsche Weinstraße) \| \| \| 75,097 \| B 39 \| B 39 \| \| \| 74,811 \| Neustadt (Weinstr) Schönthal \| 156 m \| \| \| 74,646 \| Hochspeyerbach \| Hochspeyerbach \| \| \| 74,382 \| Wolfsberg-Tunnel (320 m) \| Wolfsberg-Tunnel (320 m) \| \| \| 74,062 \| \| \| \| \| 73,298 \| Wolfsberg \| 162,5 m \| \| \| 72,600 \| Lindenberg-Knöckel \| 166 m \| \| \| 70,747 \| Lambrecht (Pfalz) \| 176 m \| \| \| 70,500 \| nach Elmstein \| nach Elmstein \| \| \| 68,707 \| B 39 \| B 39 \| \| \| 68,600 \| Hochspeyerbach \| Hochspeyerbach \| \| \| 67,995 \| Neidenfels Hp \| 184 m \| \| \| 67,429 \| Hochspeyerbach \| Hochspeyerbach \| \| \| 67,417 \| Weidenthal Glatz II (Awanst Papierfabrik) \| 187,5 m \| \| \| 67,390 \| B 39 \| B 39 \| \| \| 67,347 \| Lichtensteiner Kopf-Tunnel (92 m) \| Lichtensteiner Kopf-Tunnel (92 m) \| \| \| 67,255 \| \| \| \| \| 67,182 \| Hochspeyerbach \| Hochspeyerbach \| \| \| 67,141 \| B 39 \| B 39 \| \| \| 66,436 \| Bk Posten 95 \| 195 m \| \| \| 66,100 \| Neidenfels (Üst) \| 196 m \| \| \| 66,021 \| B 39 \| B 39 \| \| \| 65,969 \| Retschbach-Tunnel (196 m) \| Retschbach-Tunnel (196 m) \| \| \| 65,773 \| \| \| \| \| 65,705 \| B 39, Hochspeyerbach \| B 39, Hochspeyerbach \| \| \| 65,536 \| Hochspeyerbach \| Hochspeyerbach \| \| \| 65,504 \| B 39 \| B 39 \| \| \| 65,369 \| B 39 \| B 39 \| \| \| 65,343 \| Hochspeyerbach \| Hochspeyerbach \| \| \| 65,290 \| Schönberg-Langeck-Tunnel (366 m) \| Schönberg-Langeck-Tunnel (366 m) \| \| \| 64,924 \| \| \| \| \| 64,877 \| Hochspeyerbach \| Hochspeyerbach \| \| \| 64,509 \| Hochspeyerbach \| Hochspeyerbach \| \| \| 64,111 \| B 39, Hochspeyerbach \| B 39, Hochspeyerbach \| \| \| 64,074 \| Mainzer Berg-Tunnel (212 m) \| Mainzer Berg-Tunnel (212 m) \| \| \| 63,863 \| \| \| \| \| 63,834 \| B 39 \| B 39 \| \| \| 62,666 \| Weidenthal \| 218 m \| \| \| 62,145 \| Gipp-Tunnel (217 m) \| Gipp-Tunnel (217 m) \| \| \| 61,928 \| \| \| \| \| 61,857 \| Köpfle-Tunnel (158 m) \| Köpfle-Tunnel (158 m) \| \| \| 61,699 \| \| \| \| \| 61,146 \| Eisenkeil-Tunnel (65 m) \| Eisenkeil-Tunnel (65 m) \| \| \| 61,081 \| \| \| \| \| 60,990 \| B 39 \| B 39 \| \| \| 60,569 \| B 39 \| B 39 \| \| \| 60,488 \| Kehre-Tunnel (302 m) \| Kehre-Tunnel (302 m) \| \| \| 60,186 \| \| \| \| \| 59,682 \| Schlossberg-Tunnel (208 m) \| Schlossberg-Tunnel (208 m) \| \| \| 59,474 \| \| \| \| \| 59,226 \| Frankenstein (Pfalz) \| 242 m \| \| \| 58,050 \| Frankenstein (Pfalz) (Üst, geplant 2029) \| Frankenstein (Pfalz) (Üst, geplant 2029) \| \| \| 56,132 \| Franzosenwoog-Tunnel (79 m) \| Franzosenwoog-Tunnel (79 m) \| \| \| 56,053 \| \| \| \| \| 55,152 \| Hochspeyer Ost \| 261 m \| \| \| 54,350 \| von/nach Bingen \| von/nach Bingen \| \| \| 54,225 \| Hochspeyer \| 266 m \| \| \| 53,572 \| B 48 \| B 48 \| \| \| 52,300 \| Althochspeyer \| 277 m \| \| \| 51,935 \| Scheitelpunkt \| 278 m \| \| \| 51,415 \| Heiligenberg-Tunnel (1347 m) \| Heiligenberg-Tunnel (1347 m) \| \| \| 50,066 \| \| \| \| \| 49,580 \| Beilstein (Bk) \| 267,5 m \| \| \| 48,840 \| Kaiserslautern Ost (Üst, geplant 2029) \| Kaiserslautern Ost (Üst, geplant 2029) \| \| \| 47,700 \| Lauter \| Lauter \| \| \| 47,700 \| L 504 \| L 504 \| \| \| \| von Enkenbach \| \| \| \| 43,985 \| Bundesstraße 37 \| Bundesstraße 37 \| \| \| 43,701 \| Kaiserslautern Hbf \| 249 m \| \| \| \| \| \| \| \| 42,900 \| nach Pirmasens \| nach Pirmasens \| \| \| \| nach Lauterecken \| \| \| \| 41,300 \| L 395 \| L 395 \| \| \| \| zum AW Kaiserslautern \| \| \| \| \| \| \| \| \| 40,9+075,740,8+243,4 \| Kilometrierungssprung \| Kilometrierungssprung \| \| \| \| \| \| \| \| 40,8+160 \| Kennelgarten \| 250 m \| \| \| 40,194 \| Kaiserslautern AW (Üst) \| 250 m \| \| \| 40,230 \| Kaiserslautern Ausbesserungswerk \| 250 m \| \| \| \| vom AW Kaiserslautern \| \| \| \| 39,240 \| Kaiserslautern Stadtanschluss (Awanst) \| 246 m \| \| \| 39,100 \| B 270 \| B 270 \| \| \| \| \| \| \| \| 38,960 \| Vogelweh \| 245,5 m \| \| \| 37,870 \| Einsiedlerhof Ausfahrbezirk \| Einsiedlerhof Ausfahrbezirk \| \| \| \| Rangierbahnhof Einsiedlerhof \| 246 m \| \| \| 36,150 \| Einsiedlerhof Einfahrbezirk \| Einsiedlerhof Einfahrbezirk \| \| \| 35,658 \| Einsiedlerhof \| 246 m \| \| \| \| \| \| \| \| 32,000 \| Kindsbacher Graben \| Kindsbacher Graben \| \| \| 31,841 \| Kindsbach \| 246,5 m \| \| \| 28,376 \| Landstuhl \| 246 m \| \| \| 28,200 \| nach Kusel \| nach Kusel \| \| \| 26,100 \| Bundesautobahn 62 \| Bundesautobahn 62 \| \| \| 25,600 \| Neubauer Hübel (Üst) \| 242 m \| \| \| 22,670 \| Hauptstuhl \| 236 m \| \| \| 22,000 \| Anschlussgleis Miesau Army Depot \| Anschlussgleis Miesau Army Depot \| \| \| 20,300 \| Mühlbach \| Mühlbach \| \| \| 20,182 \| Frohnbach \| Frohnbach \| \| \| 18,632 \| Bruchmühlbach-Miesau \| 234 m \| \| \| 18,200 \| L 358 \| L 358 \| \| \| 17,300 \| Vogelbach (Üst) \| 235,5 m \| \| \| 17,000 \| Vogelbach (Üst, geplant 2029) \| Vogelbach (Üst, geplant 2029) \| \| \| 14,963 \| Landesgrenze Rheinland-Pfalz/Saarland \| Landesgrenze Rheinland-Pfalz/Saarland \| \| \| 13,500 \| L 223 \| L 223 \| \| \| 13,600 \| Eichelscheid \| 242 m \| \| \| 13,410 \| Bruchhof (Üst) \| 242 m \| \| \| \| von Glan-Münchweiler \| \| \| \| 9,441 \| Erbach \| Erbach \| \| \| 8,500 \| L 118 \| L 118 \| \| \| \| \| \| \| \| 8,37631,098 \| Homburg (Saar) Hbf \| 243 m \| \| \| \| \| \| \| \| 30,405 \| B 423 \| B 423 \| \| \| 30,800 \| nach Zweibrücken \| nach Zweibrücken \| \| \| \| Strecke nach Neunkirchen \| \| \| \| 29,800 \| \| \| \| \| 28,400 \| Homburg (Saar) West \| 233 m \| \| \| 27,500 \| L 114 \| L 114 \| \| \| 27,450 \| Büchenloch (Abzw) \| 233 m \| \| \| 27,100 \| Blies (Üst) \| 233 m \| \| \| 26,660 \| Blies und Landesstraße 222 \| Blies und Landesstraße 222 \| \| \| 26,369 \| Limbach (b Homburg, Saar) \| 233 m \| \| \| 25,100 \| Bundesautobahn 8 \| Bundesautobahn 8 \| \| \| 24,250 \| Kirkel (Üst, geplant 2029) \| Kirkel (Üst, geplant 2029) \| \| \| 21,442 \| Kirkel \| 258 m \| \| \| \| \| \| \| \| 20,411920,3491 \| Kilometrierungssprung \| Kilometrierungssprung \| \| \| \| \| \| \| \| 20,200 \| Kirkel (Üst) \| 259 m \| \| \| 19,600 \| L 119 \| L 119 \| \| \| 18,650 \| Scheitelpunkt \| 272 m \| \| \| \| Trasse 1904–2002 \| \| \| \| \| beziehungsweise seit 2002 \| \| \| \| 18,000 \| Geißbach \| Geißbach \| \| \| 17,100 \| Bundesautobahn 6 \| Bundesautobahn 6 \| \| \| 16,600 \| Schwarzbachtalbahn von Landau \| Schwarzbachtalbahn von Landau \| \| \| 16,039 \| Rohrbach (Saar) \| 258,5 m \| \| \| \| ehem. Würzbachbahn von Schwarzenacker (bis 1895) \| \| \| \| 12,537 \| St. Ingbert \| 229 m \| \| \| 11,066 \| L 126r \| L 126r \| \| \| 10,600 \| L 126 \| L 126 \| \| \| 9,482 \| Rentrisch \| 216 m \| \| \| 9,102 \| Kaiserstraße/L 119 \| Kaiserstraße/L 119 \| \| \| 9,005 \| Rohrbach \| Rohrbach \| \| \| 7,094 \| Scheidt (Saar) (Verlegung 2029) \| Scheidt (Saar) (Verlegung 2029) \| \| \| 6,950 \| Scheidt (Saar) \| 204 m \| \| \| 6,950 \| Scheidt (Saar) (Üst, geplant 2029) \| Scheidt (Saar) (Üst, geplant 2029) \| \| \| 6,144 \| Rohrbach \| Rohrbach \| \| \| 5,129 \| Schafbrücke \| 201,5 m \| \| \| 4,971 \| Rohrbach \| Rohrbach \| \| \| 4,100 \| Saarbrücken-Saarbasar (geplant 2029) \| Saarbrücken-Saarbasar (geplant 2029) \| \| \| 3,700 \| Halberg (Abzw, bis 1945) \| 205 m \| \| \| 2,700 \| nach bzw. von Sarreguemines \| nach bzw. von Sarreguemines \| \| \| 2,602 \| Saarbrücken Ost \| 201 m \| \| \| 1,136 \| Saarbrücken Hbf So (Bft) \| 208 m \| \| \| \| zur Nahetalbahn \| \| \| \| 0,816 \| Bundesstraße 41 \| Bundesstraße 41 \| \| \| \| Nahetalbahn von Neunkirchen \| \| \| \| 0,000 \| Saarbrücken Hbf \| 208 m \| \| \| \| nach Trier \| \| \| \| \| \| \| \| Quellen: [2][3] \| \| \| \| | |                                                                                 |                                                                                 |
| Strecke | | von Heidelberg, von Stuttgart, von Karlsruhe, und von Frankfurt am Main Stadion | von Heidelberg, von Stuttgart, von Karlsruhe, und von Frankfurt am Main Stadion |
| | |                                                                                 |                                                                                 |
| Bahnhof | 107,900 | Mannheim Hbf                                                                    | 95 m                                                                            |
| | |                                                                                 |                                                                                 |
| Abzweig geradeaus, nach links und nach rechts | | Westliche Einführung der Riedbahn nach Frankfurt, Strecke nach Mannheim Hgbf    | Westliche Einführung der Riedbahn nach Frankfurt, Strecke nach Mannheim Hgbf    |
| | |                                                                                 |                                                                                 |
| Brücke | 107,041 | B 36                                                                            | B 36                                                                            |
| Strecke Anfang Hochstrecke | 107,005 | Konrad-Adenauer-Brücke                                                          | Konrad-Adenauer-Brücke                                                          |
| | |                                                                                 |                                                                                 |
| | 106,885 | Rhein, Landesgrenze Baden-Württemberg/Rheinland-Pfalz                           | Rhein, Landesgrenze Baden-Württemberg/Rheinland-Pfalz                           |
| | |                                                                                 |                                                                                 |
| Strecke Ende Hochstrecke | 106,737 |                                                                                 |                                                                                 |
| Kopfbahnhof Streckenanfang (Strecke außer Betrieb) · Strecke | 106,535 | Ludwigshafen (Rhein) Hbf (bis 1969)                                             | Ludwigshafen (Rhein) Hbf (bis 1969)                                             |
| Strecke (außer Betrieb) · Haltepunkt / Haltestelle | 106,442 | Ludwigshafen (Rhein) Mitte                                                      | 102 m                                                                           |
| Strecke (außer Betrieb) · Brücke | 105,800 | Bundesstraße 38                                                                 | Bundesstraße 38                                                                 |
| Abzweig geradeaus, nach links und nach rechts (Strecke außer Betrieb) · Abzweig geradeaus und ehemals nach rechts | | Zulaufstrecken zum Kopfbahnhof                                                  | Zulaufstrecken zum Kopfbahnhof                                                  |
| Strecke (außer Betrieb) · Blockstelle | 105,758 | Ludwigshafen (Rhein) Überleitung Süd (Bft)                                      | Ludwigshafen (Rhein) Überleitung Süd (Bft)                                      |
| Kreuzung (Strecke geradeaus außer Betrieb) · Abzweig geradeaus und nach rechts | | nach Mainz                                                                      | nach Mainz                                                                      |
| Strecke · Kilometer-Wechsel | 105,5000105,4890 | Kilometrierungssprung                                                           | Kilometrierungssprung                                                           |
| Abzweig geradeaus und von rechts · Strecke | | von BASF und von Mainz                                                          | von BASF und von Mainz                                                          |
| Bahnhof · Bahnhof | 105,000 | Ludwigshafen (Rhein) Hbf tief (Bft, seit 1969)                                  | 93 m                                                                            |
| Dienststation / Betriebs- oder Güterbahnhof · Dienststation / Betriebs- oder Güterbahnhof | 104,275 | Ludwigshafen (Rhein) T51/52/53 (Bft)                                            | Ludwigshafen (Rhein) T51/52/53 (Bft)                                            |
| Abzweig geradeaus und von rechts · Strecke | | Strecke vom Ludwigshafener Güterbahnhof                                         | Strecke vom Ludwigshafener Güterbahnhof                                         |
| Dienststation / Betriebs- oder Güterbahnhof · Bahnhof | 103,171 | Ludwigshafen-Mundenheim (Bft)                                                   | 96 m                                                                            |
| Strecke · Abzweig geradeaus und nach links | | Strecke zum Ludwigshafener Hafen                                                | Strecke zum Ludwigshafener Hafen                                                |
| Dienststation / Betriebs- oder Güterbahnhof · Bahnhof | 101,392 | Ludwigshafen-Rheingönheim (Bft)                                                 | 97 m                                                                            |
| Strecke mit Straßenbrücke · Strecke mit Straßenbrücke | 99,700 | B 9                                                                             | B 9                                                                             |
| Blockstelle · Blockstelle | 99,337 | Limburgerhof Abzw                                                               | 97 m                                                                            |
| Strecke mit Straßenbrücke · Strecke mit Straßenbrücke | 98,600 | L 533                                                                           | L 533                                                                           |
| ehemaliger Bahnhof · Haltepunkt / Haltestelle | 98,475 | Limburgerhof                                                                    | 97 m                                                                            |
| Brücke über Wasserlauf · Brücke über Wasserlauf | 96,800 | Floßgraben                                                                      | Floßgraben                                                                      |
| Strecke | | Umfahrung von Schifferstadt (seit 2003)                                         | Umfahrung von Schifferstadt (seit 2003)                                         |
| Strecke · ehemalige Blockstelle | 97,000 | Eichelgarten (Bk)                                                               | 99 m                                                                            |
| Kilometer-Wechsel · Strecke | 96,03695,706 | Kilometersprung (+330 m)                                                        | Kilometersprung (+330 m)                                                        |
| Strecke · ehemalige Überleitstelle / Spurwechsel | | Überwerfungsbauwerk G-Bahn (1907–1945)                                          | Überwerfungsbauwerk G-Bahn (1907–1945)                                          |
| Strecke · Brücke | 95,7 | L 532                                                                           | L 532                                                                           |
| Strecke | 95,455 | L 532                                                                           | L 532                                                                           |
| Strecke · Bahnhof | 94,497 | Schifferstadt                                                                   | 103 m                                                                           |
| Strecke · Abzweig geradeaus und nach links | | nach Germersheim                                                                | nach Germersheim                                                                |
| Strecke mit Straßenbrücke · Strecke | 92,500 | Bundesautobahn 61                                                               | Bundesautobahn 61                                                               |
| Strecke · Strecke mit Straßenbrücke | 92,400 | Bundesautobahn 61                                                               | Bundesautobahn 61                                                               |
| Strecke mit Straßenbrücke · Strecke | 91,800 | L 532                                                                           | L 532                                                                           |
| Strecke · Strecke mit Straßenbrücke | 91,800 | L 532                                                                           | L 532                                                                           |
| Verschwenkung nach rechts | 90,918 | Böhl-Iggelheim Abzw                                                             | 105,5 m                                                                         |
| Strecke mit Straßenbrücke | 90,000 | L 528                                                                           | L 528                                                                           |
| Haltepunkt / Haltestelle | 89,703 | Böhl-Iggelheim                                                                  | 107 m                                                                           |
| ehemalige Überleitstelle / Spurwechsel | 89,330 | Holzweg (Üst)                                                                   | 107 m                                                                           |
| Strecke mit Straßenbrücke | 86,700 | L 530                                                                           | L 530                                                                           |
| Bahnhof | 85,940 | Haßloch (Pfalz)                                                                 | 115 m                                                                           |
| ehemalige Überleitstelle / Spurwechsel | 82,836 | Hinkelpfad (Üst)                                                                | 124 m                                                                           |
| ehemalige Blockstelle | 82,370 | Bk Pfalzmühle                                                                   | 124,5 m                                                                         |
| Strecke mit Straßenbrücke | 81,800 | Bundesautobahn 65                                                               | Bundesautobahn 65                                                               |
| Strecke mit Straßenbrücke | 81,100 | L 530                                                                           | L 530                                                                           |
| Brücke über Wasserlauf | 80,500 | Mußbach                                                                         | Mußbach                                                                         |
| Brücke | 79,692 | Bundesstraße 38                                                                 | Bundesstraße 38                                                                 |
| Abzweig geradeaus und von rechts | | Pfälzische Nordbahn von Monsheim                                                | Pfälzische Nordbahn von Monsheim                                                |
| Blockstelle | 78,979 | Neustadt (Weinstr) Ülp Ost (Bft, ehemals Bk)                                    | 136 m                                                                           |
| Brücke über Wasserlauf | 78,978 | Rehbach                                                                         | Rehbach                                                                         |
| Brücke über Wasserlauf | 78,910 | Speyerbach                                                                      | Speyerbach                                                                      |
| Haltepunkt / Haltestelle | 78,560 | Neustadt (Weinstr)-Böbig (Bft)                                                  | 136 m                                                                           |
| Abzweig geradeaus, ehemals nach links und von links | 77,400 | Pfälzische Maximiliansbahn von Wissembourg                                      | Pfälzische Maximiliansbahn von Wissembourg                                      |
| Brücke | 77,600 | B 39                                                                            | B 39                                                                            |
| Bahnhof | 77,203 | Neustadt (Weinstr) Hbf                                                          | 142 m                                                                           |
| Kreuzung geradeaus unten (Querstrecke außer Betrieb) | | Pfälzer Oberlandbahn                                                            | Pfälzer Oberlandbahn                                                            |
| Strecke mit Straßenbrücke | 77,000 | Landesstraße 512 (Deutsche Weinstraße)                                          | Landesstraße 512 (Deutsche Weinstraße)                                          |
| Brücke | 75,097 | B 39                                                                            | B 39                                                                            |
| ehemaliger Dienststation / Betriebs- oder Güterbahnhof | 74,811 | Neustadt (Weinstr) Schönthal                                                    | 156 m                                                                           |
| Brücke über Wasserlauf | 74,646 | Hochspeyerbach                                                                  | Hochspeyerbach                                                                  |
| Tunnelanfang | 74,382 | Wolfsberg-Tunnel (320 m)                                                        | Wolfsberg-Tunnel (320 m)                                                        |
| Tunnelende | 74,062 |                                                                                 |                                                                                 |
| ehemalige Blockstelle | 73,298 | Wolfsberg                                                                       | 162,5 m                                                                         |
| ehemaliger Dienststation / Betriebs- oder Güterbahnhof | 72,600 | Lindenberg-Knöckel                                                              | 166 m                                                                           |
| Bahnhof | 70,747 | Lambrecht (Pfalz)                                                               | 176 m                                                                           |
| Abzweig geradeaus und nach links | 70,500 | nach Elmstein                                                                   | nach Elmstein                                                                   |
| Brücke | 68,707 | B 39                                                                            | B 39                                                                            |
| Brücke über Wasserlauf | 68,600 | Hochspeyerbach                                                                  | Hochspeyerbach                                                                  |
| Haltepunkt / Haltestelle | 67,995 | Neidenfels Hp                                                                   | 184 m                                                                           |
| Brücke über Wasserlauf | 67,429 | Hochspeyerbach                                                                  | Hochspeyerbach                                                                  |
| Abzweig geradeaus und von rechts | 67,417 | Weidenthal Glatz II (Awanst Papierfabrik)                                       | 187,5 m                                                                         |
| Brücke | 67,390 | B 39                                                                            | B 39                                                                            |
| Tunnelanfang | 67,347 | Lichtensteiner Kopf-Tunnel (92 m)                                               | Lichtensteiner Kopf-Tunnel (92 m)                                               |
| Tunnelende | 67,255 |                                                                                 |                                                                                 |
| Brücke über Wasserlauf | 67,182 | Hochspeyerbach                                                                  | Hochspeyerbach                                                                  |
| Brücke | 67,141 | B 39                                                                            | B 39                                                                            |
| ehemalige Blockstelle | 66,436 | Bk Posten 95                                                                    | 195 m                                                                           |
| Überleitstelle / Spurwechsel | 66,100 | Neidenfels (Üst)                                                                | 196 m                                                                           |
| Brücke | 66,021 | B 39                                                                            | B 39                                                                            |
| Tunnelanfang | 65,969 | Retschbach-Tunnel (196 m)                                                       | Retschbach-Tunnel (196 m)                                                       |
| Tunnelende | 65,773 |                                                                                 |                                                                                 |
| Brücke | 65,705 | B 39, Hochspeyerbach                                                            | B 39, Hochspeyerbach                                                            |
| Brücke über Wasserlauf | 65,536 | Hochspeyerbach                                                                  | Hochspeyerbach                                                                  |
| Brücke | 65,504 | B 39                                                                            | B 39                                                                            |
| Brücke | 65,369 | B 39                                                                            | B 39                                                                            |
| Brücke über Wasserlauf | 65,343 | Hochspeyerbach                                                                  | Hochspeyerbach                                                                  |
| Tunnelanfang | 65,290 | Schönberg-Langeck-Tunnel (366 m)                                                | Schönberg-Langeck-Tunnel (366 m)                                                |
| Tunnelende | 64,924 |                                                                                 |                                                                                 |
| Brücke über Wasserlauf | 64,877 | Hochspeyerbach                                                                  | Hochspeyerbach                                                                  |
| Brücke über Wasserlauf | 64,509 | Hochspeyerbach                                                                  | Hochspeyerbach                                                                  |
| Brücke | 64,111 | B 39, Hochspeyerbach                                                            | B 39, Hochspeyerbach                                                            |
| Tunnelanfang | 64,074 | Mainzer Berg-Tunnel (212 m)                                                     | Mainzer Berg-Tunnel (212 m)                                                     |
| Tunnelende | 63,863 |                                                                                 |                                                                                 |
| Brücke | 63,834 | B 39                                                                            | B 39                                                                            |
| Bahnhof | 62,666 | Weidenthal                                                                      | 218 m                                                                           |
| Tunnelanfang | 62,145 | Gipp-Tunnel (217 m)                                                             | Gipp-Tunnel (217 m)                                                             |
| Tunnelende | 61,928 |                                                                                 |                                                                                 |
| Tunnelanfang | 61,857 | Köpfle-Tunnel (158 m)                                                           | Köpfle-Tunnel (158 m)                                                           |
| Tunnelende | 61,699 |                                                                                 |                                                                                 |
| Tunnelanfang | 61,146 | Eisenkeil-Tunnel (65 m)                                                         | Eisenkeil-Tunnel (65 m)                                                         |
| Tunnelende | 61,081 |                                                                                 |                                                                                 |
| Brücke | 60,990 | B 39                                                                            | B 39                                                                            |
| Brücke | 60,569 | B 39                                                                            | B 39                                                                            |
| Tunnelanfang | 60,488 | Kehre-Tunnel (302 m)                                                            | Kehre-Tunnel (302 m)                                                            |
| Tunnelende | 60,186 |                                                                                 |                                                                                 |
| Tunnelanfang | 59,682 | Schlossberg-Tunnel (208 m)                                                      | Schlossberg-Tunnel (208 m)                                                      |
| Tunnelende | 59,474 |                                                                                 |                                                                                 |
| Haltepunkt / Haltestelle | 59,226 | Frankenstein (Pfalz)                                                            | 242 m                                                                           |
| ehemalige Überleitstelle / Spurwechsel | 58,050 | Frankenstein (Pfalz) (Üst, geplant 2029)                                        | Frankenstein (Pfalz) (Üst, geplant 2029)                                        |
| Tunnelanfang | 56,132 | Franzosenwoog-Tunnel (79 m)                                                     | Franzosenwoog-Tunnel (79 m)                                                     |
| Tunnelende | 56,053 |                                                                                 |                                                                                 |
| Blockstelle | 55,152 | Hochspeyer Ost                                                                  | 261 m                                                                           |
| Abzweig geradeaus, nach rechts und von rechts | 54,350 | von/nach Bingen                                                                 | von/nach Bingen                                                                 |
| Bahnhof | 54,225 | Hochspeyer                                                                      | 266 m                                                                           |
| Brücke | 53,572 | B 48                                                                            | B 48                                                                            |
| ehemaliger Dienststation / Betriebs- oder Güterbahnhof | 52,300 | Althochspeyer                                                                   | 277 m                                                                           |
| Kulminations-/Scheitelpunkt | 51,935 | Scheitelpunkt                                                                   | 278 m                                                                           |
| Tunnelanfang | 51,415 | Heiligenberg-Tunnel (1347 m)                                                    | Heiligenberg-Tunnel (1347 m)                                                    |
| Tunnelende | 50,066 |                                                                                 |                                                                                 |
| ehemalige Blockstelle | 49,580 | Beilstein (Bk)                                                                  | 267,5 m                                                                         |
| ehemalige Überleitstelle / Spurwechsel | 48,840 | Kaiserslautern Ost (Üst, geplant 2029)                                          | Kaiserslautern Ost (Üst, geplant 2029)                                          |
| Brücke über Wasserlauf | 47,700 | Lauter                                                                          | Lauter                                                                          |
| Brücke | 47,700 | L 504                                                                           | L 504                                                                           |
| Abzweig geradeaus und von rechts | | von Enkenbach                                                                   | von Enkenbach                                                                   |
| Brücke | 43,985 | Bundesstraße 37                                                                 | Bundesstraße 37                                                                 |
| Bahnhof | 43,701 | Kaiserslautern Hbf                                                              | 249 m                                                                           |
| Verschwenkung von links · Verschwenkung von rechts | |                                                                                 |                                                                                 |
| Strecke · Abzweig ehemals geradeaus und nach links | 42,900 | nach Pirmasens                                                                  | nach Pirmasens                                                                  |
| Abzweig geradeaus und nach rechts · Strecke (außer Betrieb) | | nach Lauterecken                                                                | nach Lauterecken                                                                |
| Strecke mit Straßenbrücke · Strecke mit Straßenbrücke (Strecke außer Betrieb) | 41,300 | L 395                                                                           | L 395                                                                           |
| Strecke · Abzweig geradeaus und nach links (Strecke außer Betrieb) | | zum AW Kaiserslautern                                                           | zum AW Kaiserslautern                                                           |
| | |                                                                                 |                                                                                 |
| Kilometer-Wechsel · Strecke (außer Betrieb) | 40,9+075,740,8+243,4 | Kilometrierungssprung                                                           | Kilometrierungssprung                                                           |
| | |                                                                                 |                                                                                 |
| Haltepunkt / Haltestelle · Strecke (außer Betrieb) | 40,8+160 | Kennelgarten                                                                    | 250 m                                                                           |
| Überleitstelle / Spurwechsel · Strecke (außer Betrieb) | 40,194 | Kaiserslautern AW (Üst)                                                         | 250 m                                                                           |
| ehemaliger Haltepunkt / Haltestelle · Strecke (außer Betrieb) | 40,230 | Kaiserslautern Ausbesserungswerk                                                | 250 m                                                                           |
| Strecke · Abzweig ehemals geradeaus und von links | | vom AW Kaiserslautern                                                           | vom AW Kaiserslautern                                                           |
| Abzweig geradeaus und ehemals von rechts · Strecke | 39,240 | Kaiserslautern Stadtanschluss (Awanst)                                          | 246 m                                                                           |
| Strecke mit Straßenbrücke · Strecke mit Straßenbrücke | 39,100 | B 270                                                                           | B 270                                                                           |
| Abzweig geradeaus und ehemals nach links · Abzweig geradeaus und ehemals von rechts | |                                                                                 |                                                                                 |
| Haltepunkt / Haltestelle · Strecke | 38,960 | Vogelweh                                                                        | 245,5 m                                                                         |
| ehemaliger Haltepunkt / Haltestelle · ehemaliger Haltepunkt / Haltestelle | 37,870 | Einsiedlerhof Ausfahrbezirk                                                     | Einsiedlerhof Ausfahrbezirk                                                     |
| Strecke · Dienststation / Betriebs- oder Güterbahnhof | | Rangierbahnhof Einsiedlerhof                                                    | 246 m                                                                           |
| ehemaliger Haltepunkt / Haltestelle · ehemaliger Haltepunkt / Haltestelle | 36,150 | Einsiedlerhof Einfahrbezirk                                                     | Einsiedlerhof Einfahrbezirk                                                     |
| Bahnhof · Strecke | 35,658 | Einsiedlerhof                                                                   | 246 m                                                                           |
| Verschwenkung nach links · Verschwenkung nach rechts | |                                                                                 |                                                                                 |
| Brücke über Wasserlauf | 32,000 | Kindsbacher Graben                                                              | Kindsbacher Graben                                                              |
| Bahnhof | 31,841 | Kindsbach                                                                       | 246,5 m                                                                         |
| Bahnhof | 28,376 | Landstuhl                                                                       | 246 m                                                                           |
| Abzweig geradeaus und nach rechts | 28,200 | nach Kusel                                                                      | nach Kusel                                                                      |
| Strecke mit Straßenbrücke | 26,100 | Bundesautobahn 62                                                               | Bundesautobahn 62                                                               |
| Überleitstelle / Spurwechsel | 25,600 | Neubauer Hübel (Üst)                                                            | 242 m                                                                           |
| Bahnhof | 22,670 | Hauptstuhl                                                                      | 236 m                                                                           |
| Abzweig geradeaus und nach rechts | 22,000 | Anschlussgleis Miesau Army Depot                                                | Anschlussgleis Miesau Army Depot                                                |
| Brücke über Wasserlauf | 20,300 | Mühlbach                                                                        | Mühlbach                                                                        |
| Brücke über Wasserlauf | 20,182 | Frohnbach                                                                       | Frohnbach                                                                       |
| Haltepunkt / Haltestelle | 18,632 | Bruchmühlbach-Miesau                                                            | 234 m                                                                           |
| Strecke mit Straßenbrücke | 18,200 | L 358                                                                           | L 358                                                                           |
| ehemalige Überleitstelle / Spurwechsel | 17,300 | Vogelbach (Üst)                                                                 | 235,5 m                                                                         |
| ehemalige Überleitstelle / Spurwechsel | 17,000 | Vogelbach (Üst, geplant 2029)                                                   | Vogelbach (Üst, geplant 2029)                                                   |
| Grenze | 14,963 | Landesgrenze Rheinland-Pfalz/Saarland                                           | Landesgrenze Rheinland-Pfalz/Saarland                                           |
| Strecke mit Straßenbrücke | 13,500 | L 223                                                                           | L 223                                                                           |
| ehemaliger Bahnhof | 13,600 | Eichelscheid                                                                    | 242 m                                                                           |
| ehemalige Überleitstelle / Spurwechsel | 13,410 | Bruchhof (Üst)                                                                  | 242 m                                                                           |
| Abzweig geradeaus und ehemals von rechts | | von Glan-Münchweiler                                                            | von Glan-Münchweiler                                                            |
| Brücke über Wasserlauf | 9,441 | Erbach                                                                          | Erbach                                                                          |
| Strecke mit Straßenbrücke | 8,500 | L 118                                                                           | L 118                                                                           |
| | |                                                                                 |                                                                                 |
| Bahnhof | 8,37631,098 | Homburg (Saar) Hbf                                                              | 243 m                                                                           |
| | |                                                                                 |                                                                                 |
| Brücke | 30,405 | B 423                                                                           | B 423                                                                           |
| Abzweig geradeaus und ehemals nach links | 30,800 | nach Zweibrücken                                                                | nach Zweibrücken                                                                |
| Abzweig geradeaus und nach rechts | | Strecke nach Neunkirchen                                                        | Strecke nach Neunkirchen                                                        |
| Verschwenkung von links (Strecke außer Betrieb) · Verschwenkung von rechts | 29,800 |                                                                                 |                                                                                 |
| Dienststation / Betriebs- oder Güterbahnhof (Strecke außer Betrieb) · ehemaliger Haltepunkt / Haltestelle | 28,400 | Homburg (Saar) West                                                             | 233 m                                                                           |
| Strecke (außer Betrieb) · Strecke mit Straßenbrücke | 27,500 | L 114                                                                           | L 114                                                                           |
| Verschwenkung nach links (Strecke außer Betrieb) · Verschwenkung nach rechts | 27,450 | Büchenloch (Abzw)                                                               | 233 m                                                                           |
| ehemalige Überleitstelle / Spurwechsel | 27,100 | Blies (Üst)                                                                     | 233 m                                                                           |
| Brücke über Wasserlauf | 26,660 | Blies und Landesstraße 222                                                      | Blies und Landesstraße 222                                                      |
| Haltepunkt / Haltestelle | 26,369 | Limbach (b Homburg, Saar)                                                       | 233 m                                                                           |
| Strecke mit Straßenbrücke | 25,100 | Bundesautobahn 8                                                                | Bundesautobahn 8                                                                |
| ehemalige Überleitstelle / Spurwechsel | 24,250 | Kirkel (Üst, geplant 2029)                                                      | Kirkel (Üst, geplant 2029)                                                      |
| Haltepunkt / Haltestelle | 21,442 | Kirkel                                                                          | 258 m                                                                           |
| | |                                                                                 |                                                                                 |
| Kilometer-Wechsel | 20,411920,3491 | Kilometrierungssprung                                                           | Kilometrierungssprung                                                           |
| | |                                                                                 |                                                                                 |
| ehemalige Überleitstelle / Spurwechsel | 20,200 | Kirkel (Üst)                                                                    | 259 m                                                                           |
| Strecke mit Straßenbrücke | 19,600 | L 119                                                                           | L 119                                                                           |
| Kulminations-/Scheitelpunkt | 18,650 | Scheitelpunkt                                                                   | 272 m                                                                           |
| Verschwenkung von links (Strecke außer Betrieb) · Verschwenkung von rechts | | Trasse 1904–2002                                                                | Trasse 1904–2002                                                                |
| Verschwenkung nach links (Strecke außer Betrieb) · Verschwenkung nach rechts | | beziehungsweise seit 2002                                                       | beziehungsweise seit 2002                                                       |
| Brücke über Wasserlauf | 18,000 | Geißbach                                                                        | Geißbach                                                                        |
| Strecke mit Straßenbrücke | 17,100 | Bundesautobahn 6                                                                | Bundesautobahn 6                                                                |
| Abzweig geradeaus und von links | 16,600 | Schwarzbachtalbahn von Landau                                                   | Schwarzbachtalbahn von Landau                                                   |
| Bahnhof | 16,039 | Rohrbach (Saar)                                                                 | 258,5 m                                                                         |
| Abzweig geradeaus und ehemals von links | | ehem. Würzbachbahn von Schwarzenacker (bis 1895)                                | ehem. Würzbachbahn von Schwarzenacker (bis 1895)                                |
| Bahnhof | 12,537 | St. Ingbert                                                                     | 229 m                                                                           |
| Brücke | 11,066 | L 126r                                                                          | L 126r                                                                          |
| Strecke mit Straßenbrücke | 10,600 | L 126                                                                           | L 126                                                                           |
| Haltepunkt / Haltestelle | 9,482 | Rentrisch                                                                       | 216 m                                                                           |
| Brücke | 9,102 | Kaiserstraße/L 119                                                              | Kaiserstraße/L 119                                                              |
| Brücke über Wasserlauf | 9,005 | Rohrbach                                                                        | Rohrbach                                                                        |
| ehemaliger Haltepunkt / Haltestelle | 7,094 | Scheidt (Saar) (Verlegung 2029)                                                 | Scheidt (Saar) (Verlegung 2029)                                                 |
| Haltepunkt / Haltestelle | 6,950 | Scheidt (Saar)                                                                  | 204 m                                                                           |
| ehemalige Überleitstelle / Spurwechsel | 6,950 | Scheidt (Saar) (Üst, geplant 2029)                                              | Scheidt (Saar) (Üst, geplant 2029)                                              |
| Brücke über Wasserlauf | 6,144 | Rohrbach                                                                        | Rohrbach                                                                        |
| Haltepunkt / Haltestelle | 5,129 | Schafbrücke                                                                     | 201,5 m                                                                         |
| Brücke über Wasserlauf | 4,971 | Rohrbach                                                                        | Rohrbach                                                                        |
| ehemaliger Haltepunkt / Haltestelle | 4,100 | Saarbrücken-Saarbasar (geplant 2029)                                            | Saarbrücken-Saarbasar (geplant 2029)                                            |
| ehemalige Blockstelle | 3,700 | Halberg (Abzw, bis 1945)                                                        | 205 m                                                                           |
| Abzweig geradeaus, ehemals nach links und von links | 2,700 | nach bzw. von Sarreguemines                                                     | nach bzw. von Sarreguemines                                                     |
| Haltepunkt / Haltestelle | 2,602 | Saarbrücken Ost                                                                 | 201 m                                                                           |
| Blockstelle | 1,136 | Saarbrücken Hbf So (Bft)                                                        | 208 m                                                                           |
| Abzweig geradeaus und nach halbrechts | | zur Nahetalbahn                                                                 | zur Nahetalbahn                                                                 |
| Brücke | 0,816 | Bundesstraße 41                                                                 | Bundesstraße 41                                                                 |
| Abzweig geradeaus und von halbrechts | | Nahetalbahn von Neunkirchen                                                     | Nahetalbahn von Neunkirchen                                                     |
| Bahnhof | 0,000 | Saarbrücken Hbf                                                                 | 208 m                                                                           |
| Strecke | | nach Trier                                                                      | nach Trier                                                                      |
| | |                                                                                 |                                                                                 |
| Quellen: | |                                                                                 |                                                                                 |

Die Bahnstrecke Mannheim–Saarbrücken ist eine zweigleisige, elektrifizierte Hauptbahn in Baden-Württemberg, Rheinland-Pfalz und im Saarland. Sie verläuft von Mannheim über Ludwigshafen am Rhein, Neustadt an der Weinstraße, Kaiserslautern, Homburg und St. Ingbert nach Saarbrücken. Sie ist die wichtigste durch die Pfalz führende Bahnstrecke. Sie dient sowohl dem Personen- als auch dem Güterverkehr und fungiert als internationale Ost-West-Bahnstrecke. Sie ist Bestandteil der Magistrale POS (Paris – Ostfrankreich – Süddeutschland) Nord (TEN-V Projekt 17).
Die Strecke ging im Wesentlichen aus der im Zeitraum von 1847 bis 1849 eröffneten Pfälzischen Ludwigsbahn Ludwigshafen – Bexbach hervor, mit der sie zwischen Ludwigshafen und Homburg identisch ist. Aus diesem Grund wird sie oft mit dieser gleichgesetzt. Die restlichen Abschnitte gingen im Zeitraum von 1867 bis 1904 in Betrieb. Von 1960 bis 1964 fand die Elektrifizierung der Strecke statt. In ihrer jetzigen Form existiert die Strecke seit 1969, als die Deutsche Bundesbahn den Ludwigshafener Hauptbahnhof an seinen jetzigen Standort verlegte. Die Deutsche Bahn AG führt die Strecke im Kursbuch unter der Nummer 670. In einigen Streckenabschnitten ließ sie den Oberbau als Vorleistung bereits für die Höchstgeschwindigkeit von 200 Kilometern pro Stunde ausbauen. In den Jahren 2003 und 2006 folgte in zwei Etappen die Integration des Abschnitts Mannheim – Homburg in das Netz der S-Bahn RheinNeckar.
Vom 7. Juli 2028 bis zum 8. Dezember 2028 soll die Strecke im Rahmen der Generalsanierung des Hochleistungsnetzes für fünf Monate vollgesperrt werden.

## Geschichte

### Übersicht
Bauhistorisch ist die Magistrale von Mannheim nach Saarbrücken ein Konglomerat unterschiedlicher Strecken, da vor allem die ehemalige bayerisch-preußische Staatsgrenze und später die Interessen der Orte entlang der Blies und des Würzbachs die kürzestmögliche Verbindung zwischen Homburg und Saarbrücken verhinderten. Zwischen Ludwigshafen und Mannheim musste der Rhein überquert werden, der die Landesgrenze zwischen Baden und Bayern bildete. Aus diesen Gründen wurde die Strecke in ihrer jetzigen Form erst 1904 vollendet, abgesehen von der Verlegung des Ludwigshafener Hauptbahnhofs 1969. Dies spiegelt sich in der Kilometrierung wider. Keimzelle der Strecke war die von 1847 bis 1849 schrittweise eröffnete Pfälzische Ludwigsbahn Ludwigshafen – Bexbach. Mit Ausnahme des westlichen Abschnitts Homburg – Bexbach ist sie inzwischen Teil der Magistrale Mannheim – Saarbrücken.

#### Ludwigshafen–Homburg
Die anfänglichen Planungen einer Bahnstrecke in Nord-Süd-Richtung innerhalb der seit 1816 zu Bayern gehörenden Pfalz wurden zugunsten einer solchen in Ost-West-Richtung zurückgestellt, die hauptsächlich pfälzische Unternehmer forcierten, da sie vor allem den Transport von Saarkohle an den Rhein erleichtern sollte. Die Planer revidierten auf Druck Preußens ihre anfänglichen Erwägungen, St. Ingbert als westlichen Endpunkt festzulegen, da Preußen die langfristig angestrebte Durchbindung bis Saarbrücken möglichst lange über das eigene Territorium haben wollte. Deshalb visierten die Planer Bexbach an; von dort aus sollte später die Verlängerung über Neunkirchen und das Sulzbachtal erfolgen. Ein Vorschlag, die Bahnstrecke über Zweibrücken und von dort aus entlang des Schwarzbach über Rodalben, Annweiler und Langenkandel an den Rhein zu führen, setzte sich nicht durch. Als östliche Endpunkte kamen die Hauptstadt Speyer und der aufstrebende Hafen- und Handelsplatz Rheinschanze infrage. Eine entsprechende Denkschrift argumentierte, dass Speyer ein alter Handelsplatz sei, während die Rheinschanze als bloßer Militärstützpunkt lediglich dem Übergang von Waren dienen würde. Die Bestrebungen waren ohne Erfolg, da der rechtsrheinische Teil der aufstrebenden Rhein-Neckar-Region, vor allem Mannheim, im Fokus der Aufmerksamkeit stand und der Export der Kohle ins Gebiet jenseits des Rheins für wichtiger erachtet wurde. Ebenso wenig wurden Pläne realisiert, die Strecke entlang des Dürkheimer Tals verlaufen zu lassen, da dessen Seitentäler zu tief lagen und vor allem die Frankensteiner Steige ein zu hohes Gefälle aufwies. Eine entsprechende Trassierung hätte stehende Maschinen mit Seilzügen erfordert, um die Höhenunterschiede zu überwinden. Aus diesem Grund fiel die Wahl zugunsten des Verlaufs entlang des Neustadter Tals.
Am 30. März 1838 gründeten die Unternehmer die Bayerische Eisenbahngesellschaft der Pfalz-Rheinschanz-Bexbacher Bahn, ab 1844 Pfälzische Ludwigsbahn-Gesellschaft, die das Bahnprojekt forcieren sollte. Ab März 1845 begann der Bau unter der Leitung von Paul Denis. Über die Strecke sollte Kohle aus dem Bexbacher Revier über die Rheinschanze in die Industriezentren im Süden Deutschlands und der Schweiz gelangen. Sowohl für die Strecke als auch für die in der Folgezeit aus der Rheinschanze hervorgegangene Stadt Ludwigshafen am Rhein war der bayerische König Ludwig I. Namensgeber. Die Eröffnung des Streckenabschnitts Ludwigshafen – Neustadt fand am 11. Juni 1847 statt, der Abschnitt Homburg – Kaiserslautern folgte am 2. Juli 1848 und am 2. Dezember des Jahres die Durchbindung bis Frankenstein. Am 6. Juni des Folgejahres erreichte die Ludwigsbahn in westlicher Richtung Bexbach. Ab August 1849 war sie von Ludwigshafen über Neustadt, Kaiserslautern und Homburg bis Bexbach durchgängig befahrbar. 1850 war die Durchbindung der Magistrale bis Neunkirchen und zwei Jahre später bis Saarbrücken beendet. Das zweite Gleis zwischen Ludwigshafen und Homburg war 1856 durchgehend verlegt.

#### Mannheim–Ludwigshafen
Weil das Verkehrsaufkommen auf beiden Seiten des Rheins rasch anstieg, entstand ab Ende der 1850er Jahre der Bedarf für eine Strecke zwischen Ludwigshafen und dem badischen Mannheim. Zudem gab es Pläne für eine Badische Odenwaldbahn Heidelberg – Würzburg, die 1866 auf voller Länge in Betrieb ging. In Kombination mit dieser sollte eine Schienenverbindung über den Rhein die Ludwigsbahn mit dem bayerischen Unterfranken verbinden, ohne württembergisches Gebiet zu durchqueren. Hinzu kam, dass der Ludwigsbahn durch die Errichtung der Mainzer Schiffbrücke und der Verlängerung der Bahnstrecke Appenweier – Kehl bis Strasbourg 1861 der Verlust der Konkurrenzfähigkeit drohte.

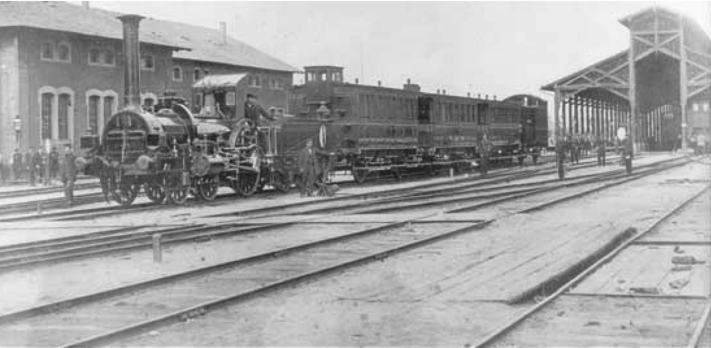
Der Eröffnungszug des Streckenabschnitts Mannheim–Ludwigshafen am 25. Februar 1867

In einem Anfang 1862 geschlossenen Staatsvertrag kamen die beiden Länder überein, dass Baden die Errichtung der Strompfeiler und Widerlager übernahm. Bayern war für den Oberbau mit Gleisen und Bodenbelag zuständig. Im Juli des Jahres erzielten badische und bayerische Vertreter eine Einigung über den Standort der Brücke. Der Lückenschluss machte die Verlegung des seit 1840 bestehenden Mannheimer Bahnhofs am Tattersall, der seit 1840 den westlichen Endpunkt der Badischen Hauptbahn bildete, erforderlich. Konsens herrschte über diese Maßnahme zunächst nicht, sodass die weiteren Pläne erst Anfang 1864 verwirklicht werden konnten. Als Provisorium diente bereits seit 1863 der Trajekt Ludwigshafen–Mannheim. Die Fährverbindung stieß rasch an ihre Leistungsgrenzen, sodass in beiden Städten Bestrebungen für eine feste Verbindung gab. Der Bau begann im Februar 1865 und die Arbeiten kamen gut voran. Das Material für das Mauerwerk entstammte den Steinbrüchen entlang der Haardt; die Bahn bezog etwa 24.000 Kubikmeter Quader. Im Juli 1866 wurde der eiserne Überbau montiert. Am 21. und 22. Januar 1867 folgte die Belastungsprobe der Brücke und am 25. Februar befuhr der erste Zug den Rheinübergang. Festlichkeiten blieben jedoch aus. Die Rheinbrücke war zunächst eingleisig, ehe am 10. August 1867 das zweite Gleis hinzu kam. Der südliche Teil der Brücke diente dem Eisenbahnverkehr, der nördliche der Straßenverbindung. Mit der neuen Strecke erhielt Mannheim 1876 einen neuen Bahnhof.

#### St. Ingbert–Saarbrücken
Bereits Ende der 1860er Jahre engagierten sich lokale Komitees für eine Verbindung von St. Ingbert nach Saarbrücken. St. Ingbert hatte bereits seit 1867 durch die in Schwarzenacker beginnende Würzbachbahn Anschluss ans Bahnnetz erhalten. 1869 konfrontierten sowohl die bayerische als auch die preußische Regierung die Komitees mit entsprechenden Plänen. Aufgrund finanzieller Engpässe lehnte Bayern ein direktes Eingreifen ab. Das Saarbrücker Komitee erklärte sich jedoch bereit, die Kosten zu übernehmen unter der Bedingung, die Strecke an die Bahnstrecke Saarbrücken–Sarreguemines anzubinden. Der Deutsch-Französische Krieg verhinderte jedoch das Zustandekommen eines Staatsvertrages.
Nach Kriegsende war die Errichtung einer Magistrale von Bruchsal über Germersheim, Landau und Zweibrücken bis St. Ingbert geplant, die schließlich im Zeitraum von 1872 bis 1877 entstand. Die Pfälzischen Eisenbahnen, zu denen die Ludwigsbahn-Gesellschaft seit 1870 gehörte, bewirkten am 28. April 1872 die Verabschiedung eines Zinsgarantiegesetzes. Dennoch gestalteten sich die Gespräche mit Saarbrücken schwierig, da die Einführung in den sehr stark frequentierten Bahnhof St. Johann-Saarbrücken und die Aufteilung des Bahnbetriebs Probleme bereiteten. 1877 kam ein Staatsvertrag zustande, der den Bau der Strecke garantierte. Dies machte einen grundlegenden Umbau des Bahnhofs St. Ingbert erforderlich. Dieser erhielt ein neues Empfangsgebäude, seine Gleise wurden einen Meter höher gelegt. Im Winter des Jahres war der Grund erworben und im März des Folgejahres begannen die Bauarbeiten. Die Verbindung war insgesamt 12,568 Kilometer lang. Teilweise lag das Terrain auf Felsen, zudem waren größere Eingriffe ins Erdmassiv notwendig.
Am 15. Oktober 1879 wurde die Verbindung eröffnet. Sie bildete zunächst die unmittelbare Fortsetzung der in den Jahren 1866 und 1867 fertiggestellten und von der Bahnstrecke Homburg–Zweibrücken abzweigenden Würzbachbahn Schwarzenacker – St. Ingbert. Sie hatte in erster Linie die Funktion, den Kohlezügen aus dem Bereich Saarbrücken, die über die 1875 eröffnete Südpfalzstrecke Landau–Zweibrücken führten, den Umweg über Neunkirchen und Bexbach sowie den Fahrtrichtungswechsels im Bahnhof Homburg zu ersparen. Auf diese Weise verkürzte und verbilligte sich der Transport von Kohle. Dasselbe galt für Produkte aus den Industriestandorten Dillingen und Saarlouis sowie aus dem benachbarten Lothringen. Zudem entstand auf diese Weise eine kürzere Verbindung zwischen Homburg und Saarbrücken als die bisherige Route über Bexbach und Neunkirchen.

#### Homburg–St. Ingbert

Bahnhof St. Ingbert um 1900

Entlang der Würzbachbahn stellte der Hasseler Tunnel östlich von St. Ingbert aufgrund seiner geologischen Instabilität zunehmend ein betriebliches Problem dar. Insgesamt drei Optionen standen zur Auswahl: Die erste sah eine neue Ausmauerung des Bestandstunnels vor, die zweite einen neuen Tunnel und die dritte eine komplett neue Trasse, die über Rohrbach ohne einen Tunnel ausgekommen wäre. Aufgrund der strategischen Bedeutung der Strecke mischte sich die Reichsregierung in die Angelegenheit ein; auf ihren Druck fiel die Wahl auf die letztgenannte Variante. Da die Pfälzischen Eisenbahnen außerstande waren, sie voll zu finanzieren, bezuschusste das Kaiserreich das Projekt. Zwischen Würzbach und St. Ingbert entstand eine um 5,7 Kilometer längere Umgehungsstrecke über Rohrbach, die am 7. September 1895 in Betrieb ging. Im Anschluss folgten die Stilllegung und der Abbau der Direktverbindung von Würzbach nach St. Ingbert, alle Züge fuhren fortan über die neue Verbindungsstrecke zwischen Hassel und Rohrbach.
Bereits im Zuge der Planungen der Würzbachstrecke hatten sowohl Homburg als auch St. Ingbert ursprünglich eine Verbindung auf kürzestem Weg anvisiert, was jedoch die Gemeinden entlang der Blies und des Würzbachs verhindert hatten. Aus strategischen Gründen fiel um die Jahrhundertwende der Beschluss, eine Direktverbindung von Homburg über Limbach und Kirkel nach Rohrbach zu schaffen. Ihre Eröffnung folgte am 1. Januar 1904; zeitgleich erhielt der Abschnitt Scheidt – Rohrbach ein zweites Gleis. Die Verbindung bildete anfangs mit der am 1. Mai desselben Jahres eröffneten und ebenfalls als strategische Strecke errichteten Glantalbahn eine Einheit.

### Weitere Entwicklung (1904–1919)
Am 29. Juli 1905 folgte zwischen Scheidt und dem Saarbrücker Stadtteil Halberg die Inbetriebnahme einer Verbindungskurve nach Brebach an der Strecke nach Saargemünd (vormals Sarreguemines). 1907 ging für den seit 1899 viergleisig ausgebauten Streckenabschnitt Schifferstadt – Ludwigshafen zwischen den Bahnhöfen Mutterstadt und Schifferstadt ein Überwerfungsbauwerk in Betrieb. Dies vermied die bis dahin erforderlichen Wartezeiten für mehrere Züge in Schifferstadt. Auf den Abschnitten Kaiserslautern – Homburg und St. Ingbert – Saarbrücken wurden in dieser Zeit Streckenfernsprecher installiert. Am 1. Januar 1909 ging der Streckenabschnitt Ludwigshafen – St. Ingbert zusammen mit den übrigen Bahnstrecken innerhalb der Pfalz in das Eigentum der Bayerischen Staatseisenbahnen über.

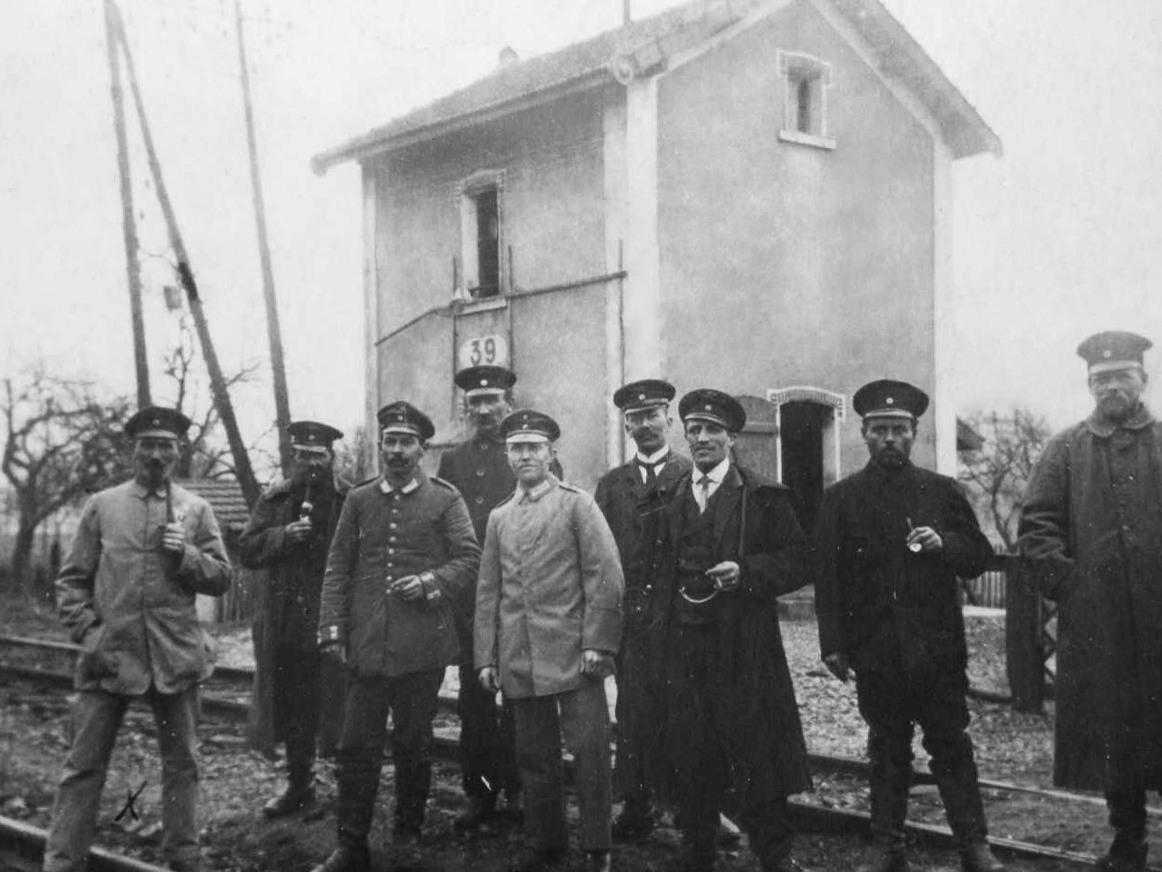
Eisenbahner im Bahnhof Einsiedlerhof im Jahr 1914

1914 gab es Planungen, die gesamte Magistrale viergleisig auszubauen. Der Ausbruch des Ersten Weltkriegs verhinderte dies. Zu Kriegsbeginn fuhren über die Strecke vom 9. bis 16. August zahlreiche Militärzüge. 40 Züge kamen täglich aus Richtung Mannheim, 20 davon gelangten nach Saarbrücken, die restlichen wechselten in Neustadt auf die Maximiliansbahn über. Zwischen Kaiserslautern und Saarbrücken gab es pro Tag 20 Züge von Worms aus. Aus dem Glantal kam dieselbe Zahl an Zügen, die bis nach Saarbrücken gelangten. In Germersheim starteten täglich 40 Züge, die den Abschnitt Rohrbach – Saarbrücken befuhren. Der planmäßige Verkehr musste vor allem im Einzugsgebiet von Saarbrücken zeitweise zurückstehen. Erst nachdem die Truppentransporte nachgelassen hatten, fand wieder Personenverkehr statt. Der weitere Kriegsverlauf zog die Strecke und einige ihrer Kunstbauten in Mitleidenschaft.
Nachdem Deutschland den Krieg verloren hatte und das französische Militär einmarschiert war, wurde am 1. Dezember 1918 der Streckenabschnitt westlich von Hauptstuhl für den Personenverkehr gesperrt, drei Tage später jedoch wieder freigegeben. Ab 6. Dezember war der Verkehr über den Rhein nach Mannheim gesperrt. Ab Mai des Folgejahres war der Güterverkehr nach Baden wieder erlaubt, ab 10. August fuhren wieder Personenzüge zwischen Mannheim und Ludwigshafen.

### Zwischenkriegszeit und Zweiter Weltkrieg (1920–1945)

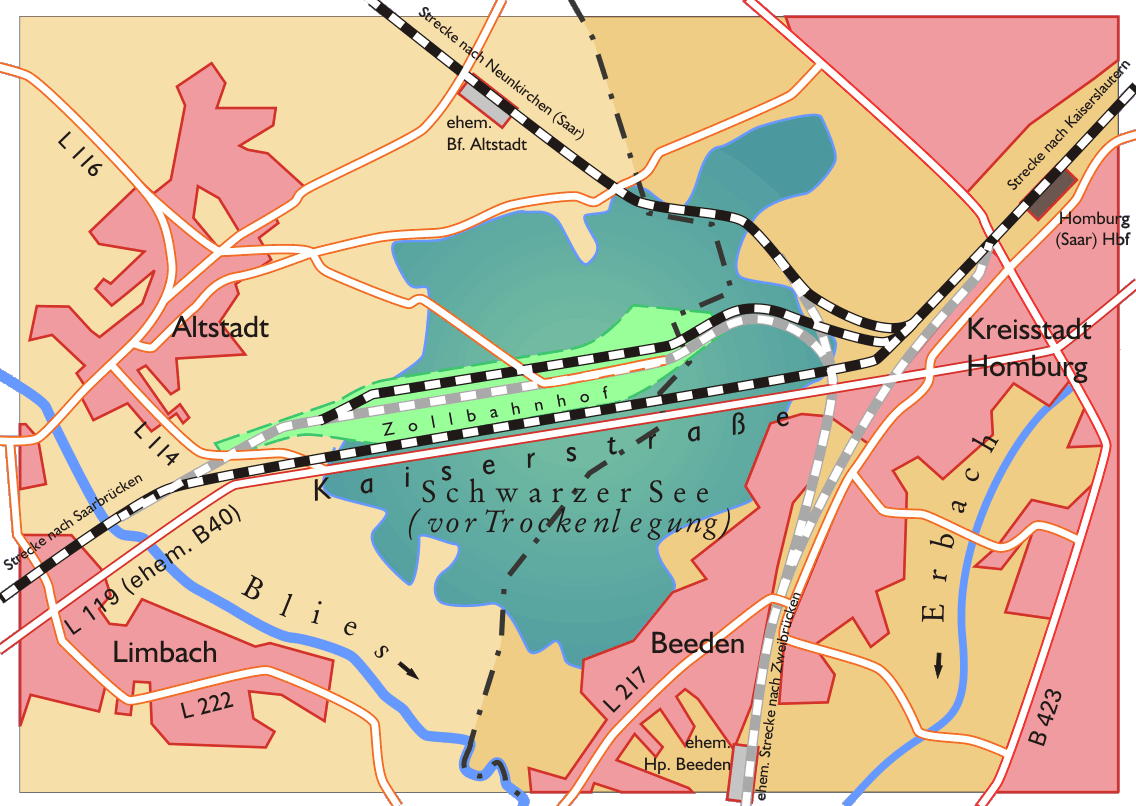
Zollbahnhof Homburg (Saar) West

Mit Wirkung vom 10. März 1920 wurde der Abschnitt Homburg –Saarbrücken Teil des neu geschaffenen Saargebiets, das auf Initiative der Siegermächte für die Dauer von 15 Jahren der Kontrolle durch den Völkerbund unterstand und während dieser Zeit französisches Zollgebiet war. Folglich war für ihn die Saareisenbahn zuständig, die aus der vormaligen preußischen Eisenbahndirektion Saarbrücken hervorging. In diesem Zusammenhang entstand der für den Güterverkehr zuständige Zollbahnhof Homburg (Saar) West. In den Bahnhöfen Homburg und Eichelscheid fanden im Personenverkehr Zollkontrollen statt. Die neu gegründete Deutsche Reichsbahn (DR) verwaltete den restlichen Streckenteil und gliederte ihn zwei Jahre später in die neu gegründete Reichsbahndirektion Ludwigshafen ein. Bereits 1920 hatte die DR den Rangierbahnhof Einsiedlerhof in Betrieb genommen, der den in Kaiserslautern ersetzte. Die beiden Streckengleise unmittelbar westlich von Kaiserslautern erhielten wegen der beengten Platzverhältnisse eine neue Trasse unmittelbar nördlich des Rangierbahnhofs.
Am 7. März 1923 folgte der bis Anfang 1924 dauernde so genannte Regiebetrieb, für den Frankreich zuständig war. In diesem Zusammenhang war die Rheinbrücke vom 30. Mai bis 7. Juni gesperrt. 1926 entstand eine zweigleisige Güterstrecke zwischen Kaiserslautern und dem Rangierbahnhof Einsiedlerhof. Es folgten dort mehrere Haltepunkte, die überwiegend bahndienstliche Bedeutung hatten. Es zeigte sich, dass die Rheinbrücke den schwerer gewordenen Lokomotiven nicht mehr gewachsen war. Aus diesem Grund entstand ab 1930 eine neue Eisenbahnbrücke unmittelbar neben der von 1867; 1932 wurde sie eröffnet. Ab 1933 benutzten kommunistische Widerstandskämpfer gegen den Nationalsozialismus vor allem den Zollbahnhof Homburg (Saar) West für ihre Zwecke. Mit der Rückgliederung des Saargebiets in das Deutsche Reich im Jahr 1935 war die Reichsbahn für die Gesamtstrecke zuständig, die Zollkontrollen entfielen. Die Saareisenbahn firmierte fortan als Reichsbahndirektion Saarbrücken. Dies zog die schrittweise Auflösung der Ludwigshafener Direktion in den beiden Folgejahren nach sich. Der Abschnitt Saarbrücken – Hochspeyer kam 1936 zur Saarbrücker Direktion, der Rest mit Wirkung zum 1. April 1937 zur Reichsbahndirektion Mainz.
Nach dem Ausbruch des Zweiten Weltkriegs am 1. September 1939 diente die Strecke erneut zahlreichen Militärtransporten; bereits 1938 hatten in Kaiserslautern und Ludwigshafen Deportationen nach Dachau stattgefunden. Ab 1943 war die Strecke regelmäßig Bombardements ausgesetzt, zunächst waren die Gleisanlagen in Saarbrücken und Ludwigshafen betroffen. 1944 folgten die in Kaiserslautern und Homburg und gegen Ende des Jahres in St. Ingbert. Die Bahnanlagen gerieten dadurch erheblich in Mitleidenschaft. Das Empfangsgebäude des Kaiserslauterer Hauptbahnhof wurde beispielsweise 1944 durch Angriffe am 28. September und 18. Dezember fast vollständig zerstört. Dasselbe galt für den Hauptbahnhof Homburg. Der Bahnhof Lambrecht (Pfalz) wurde im März 1945 durch Brandstiftung zerstört.
Am 20. März 1945 sprengte die Wehrmacht die Rheinbrücke, um den Alliierten den Vormarsch zu erschweren. Nachdem die Westfront im März 1945 die Pfalz erreicht hatte, richtete die US Army den Verkehr auf dem linksrheinischen Streckenteil wieder ein, um den Nachschub zu sichern. Die ersten Züge fuhren am 25. März von Pirmasens über Landau und Neustadt, um Ludwigshafen zu erreichen. Ab Ende März entstand zwischen Mannheim und Ludwigshafen eine eingleisige Pfahljochbrücke für den Bahnverkehr, die die Seventh United States Army Ende April in Betrieb nahm. Ab Juni musste die Brücke von 1867 provisorisch den Bahnverkehr erneut übernehmen. Das durch die Kampfhandlungen in Mitleidenschaft gezogene Überwerfungsbauwerk zwischen Schifferstadt und Limburgerhof wurde außer Betrieb genommen, die Strecke war in diesem Bereich fortan nur zweigleisig befahrbar. Die seit 1905 bestehende Verbindungskurve Halberg – Brebach östlich von Saarbrücken wurde stillgelegt und in der Folgezeit abgebaut.

### Nachkriegszeit

#### Wiederaufbau

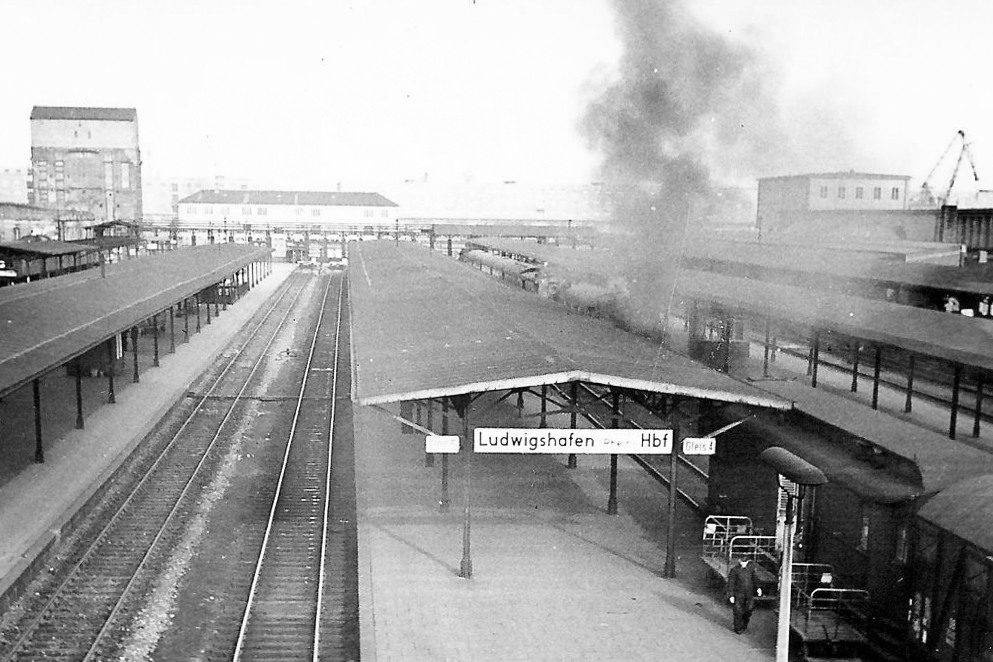
Alter Hauptbahnhof von Ludwigshafen, 1958

Im August 1945 wurde die Strecke nach dem Zweiten Weltkrieg für den Personenverkehr freigegeben. Der kurze rechtsrheinische Abschnitt Ludwigshafen–Mannheim gehörte zur amerikanischen Besatzungszone und der Eisenbahndirektion Karlsruhe. Der linksrheinische Streckenabschnitt lag in der Französischen Besatzungszone. Soweit er im Bereich des späteren Landes Rheinland-Pfalz verlief, kam zur Eisenbahndirektion Mainz und – über Zwischenschritte – zur Betriebsvereinigung der Südwestdeutschen Eisenbahnen (SWDE). Der Abschnitt zwischen Homburg und Saarbrücken lag dagegen im Saarland, das zunächst einer besonderen Verwaltung mit eigener Eisenbahnverwaltung, die sich zunächst als Saarländische Eisenbahnen (SEB) und ab 1951 Eisenbahnen des Saarlandes (EdS) nannte. Homburg wurde wieder Zollbahnhof.
Die Deutsche Bundesbahn (DB) verwaltete ab 1949 den Abschnitt östlich von Homburg. Mit der Eingliederung des Saarlandes 1957 in die Bundesrepublik Deutschland war sie nun für die gesamte Strecke zuständig, an die Stelle der EdS trat die Bundesbahndirektion Saarbrücken.
Die im März 1945 gesprengte Germersheimer Rheinbrücke, die erst 1967 wieder aufgebaut wurde, trug dazu bei, dass der Transitverkehr sich zunehmend auf die Magistrale von Mannheim nach Saarbrücken konzentrierte. Im Mai 1959 nahm die Bundesbahn eine Verbindungskurve zwischen Mundenheim und Mannheim zur Umfahrung des Ludwigshafener Hauptbahnhofs in Betrieb.

#### Elektrifizierung
Aufgrund der großen Bedeutung für den Fernverkehr begann 1960 die Elektrifizierung der Strecke. Entsprechende Pläne gab es bereits unmittelbar nach dem Krieg von französischer Seite für den saarländischen Streckenabschnitt, um ihn stärker mit Frankreich zu verbinden. Ab dem 8. März 1960 konnten Elektrolokomotiven den Abschnitt Saarbrücken – Homburg befahren, der Abschnitt Homburg – Kaiserslautern folgte am 18. Mai 1961. Die Elektrifizierung des Abschnitts über den Pfälzer Wald war besonders aufwändig: Zahlreiche Tunnel mussten aufgeweitet werden, was viel Zeit kostete. Der Abschnitt war im Bereich der Baustellen nur eingleisig und mit höchstens 40 Kilometer pro Stunde befahrbar. Ab dem 20. März 1960 wurden aufgrund der eingeschränkten Kapazität mehrere Güterzüge über die Bahnstrecke Landau–Rohrbach und die Bahnstrecke Langmeil–Monsheim in Richtung Worms umgeleitet. Am 29. Februar 1964 wurde die Oberleitung unter Spannung gesetzt und der planmäßige elektrische Betrieb – nun auf der gesamten Strecke – am 12. März 1964 aufgenommen. Die Verbindungskurven zur Bahnstrecke Mainz–Mannheim und der Rangierbahnhof Ludwigshafen folgten etwas später.
Mit der Elektrifizierung verschwand das seit 1907 existierende Überwerfungsbauwerk nördlich von Schifferstadt. Bereits zu diesem Zeitpunkt waren zwischen Limburgerhof und Ludwigshafen die seit 1899 ausschließlich für den Durchgangsgüterverkehr genutzten Gleise dafür aufgegeben worden und dienten nur noch dem Abstellen von Güterwagen.

#### Neuer Hauptbahnhof für Ludwigshafen

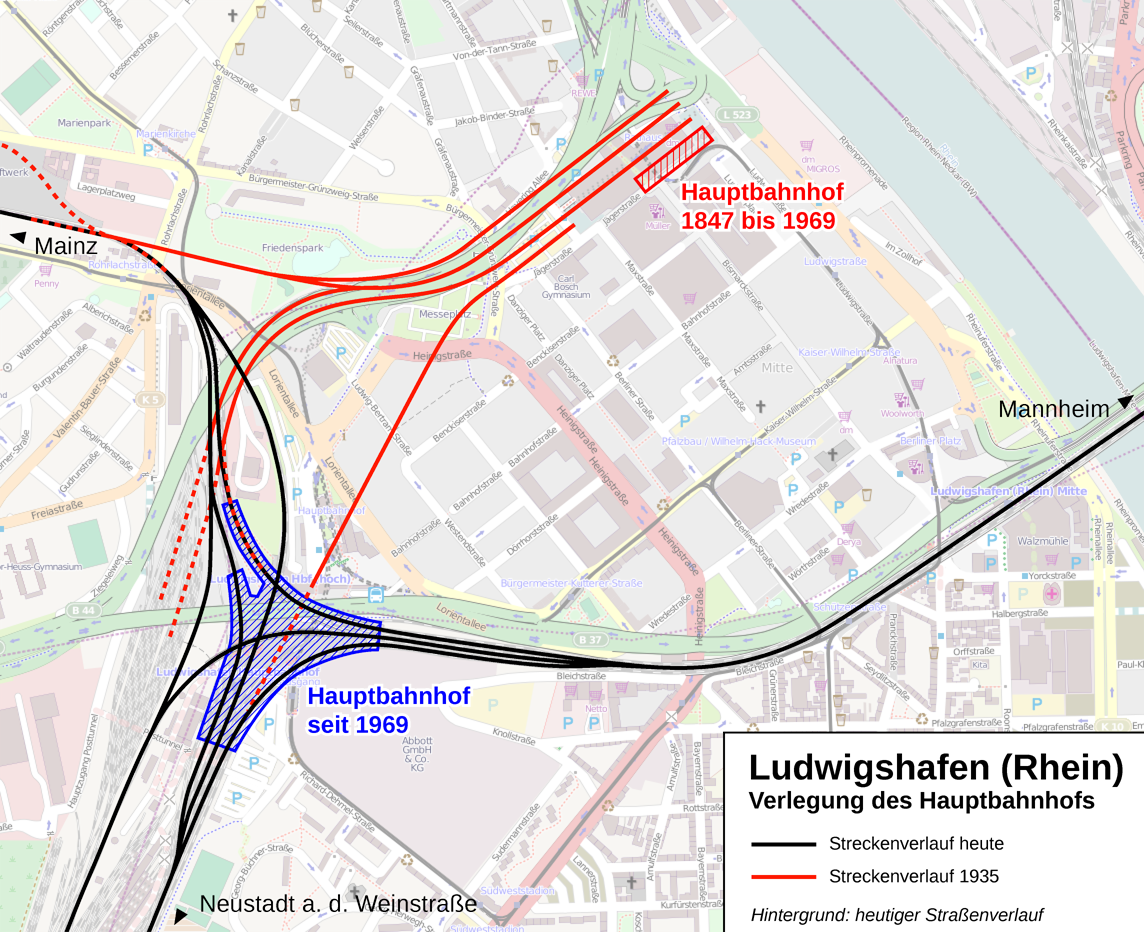
Ludwigshafen (Rhein) Hauptbahnhof vor und nach seiner Verlegung im Jahr 1969

Der Ludwigshafener Hauptbahnhof stellte als Kopfbahnhof ein betriebliches Hindernis dar. Anfang der 1960er Jahre begannen die Arbeiten für einen Durchgangsbahnhof an einem neuen Standort. Die DB nahm ihn im Mai 1969 in Betrieb, am 1. Juni wurde er offiziell eröffnet. Sein Vorgänger wurde anschließend samt zugehörigen Gleisanlagen abgerissen.

#### Auflösung der Direktion Mainz
Im Zuge der Auflösung der Direktion Mainz wechselte der Abschnitt Ludwigshafen – Frankenstein am 1. Juni 1971 in den Zuständigkeitsbereich der Bundesbahndirektion Karlsruhe. Ab 1. August des Jahres war die Saarbrücker Behörde für den gesamten Streckenabschnitt unmittelbar westlich von Frankenstein zuständig.

### Ausbaupläne in den 1970er bis 1990er Jahren
Das 1970 vorgelegte Ausbauprogramm für das Netz der Deutschen Bundesbahn sah eine Neubaustrecke zwischen Hochspeyer und Ludwigshafen in gestreckter Linienführung bis 1985 vor. Sie sollte zehn Kilometer kürzer sein als die Bestandsstrecke. Im Bereich Frankenthal sollte eine Verknüpfung mit der Bahnstrecke Mainz – Ludwigshafen entstehen. In der Planung von Mitte 1971 gehörte das Neubauvorhaben, das bis 1985 realisiert werden sollte, zur zweithöchsten Prioritätsstufe. Der Bundesverkehrswegeplan 1973 enthielt ebenfalls Pläne für eine Neubaustrecke zwischen Kaiserslautern und Ludwigshafen. Eine Realisierung blieb aus.
1985 und 1986 erarbeitete eine deutsch-französische Arbeitsgruppe sechs Varianten für die Linienführung der LGV Est européenne und der zuführenden Strecken aus Deutschland. Sie untersuchte verschiedene Neu- und Ausbauvarianten zwischen Saarbrücken und Ludwigshafen. Der alleinige Ausbau der Bestandsstrecke sollte bei Investitionen von 415 Millionen D-Mark eine Fahrzeitverkürzung von 21 Minuten ermöglichen. Eine zweite Variante sah eine zusätzliche Neubaustrecke im Pfälzerwald mit mehreren Tunneln vor; weiteren sieben Minuten Fahrzeitverkürzung wären dabei geschätzten Mehrkosten von 865 Millionen D-Mark gegenübergestanden. Eine dritte Variante mit einer Neubaustrecke zwischen Saarbrücken und Hochspeyer weitgehend parallel zur Bundesautobahn 6 versprach bei Mehrinvestitionen von 1,8 Milliarden D-Mark einen Reisezeitgewinn von 18 Minuten. Eine Umsetzung dieser Pläne blieb aus. Der 1989 gegründete Verkehrsverbund Rhein-Neckar (VRN) integrierte den Streckenabschnitt Mannheim – Weidenthal. Vom 12. bis 18. September 1990 fand zwischen Hauptstuhl und Ludwigshafen die Aktion Lindwurm statt.
Die Verkehrsminister Deutschlands und Frankreichs vereinbarten am 22. Mai 1992 die Realisierung der Schnellbahnachse Paris – Ostfrankreich – Süddeutschland (POS), unter Einbeziehung der Strecke Mannheim – Saarbrücken. In der Folgezeit kam es zu einem begrenzten Ausbau. Mitte 1993 wurde erneut ein Gutachten im Auftrag des Landes Rheinland-Pfalz und des Bundesverkehrsministeriums vorgelegt, das vier verschiedene Neu- und Ausbauvarianten für den Abschnitt Hochspeyer – Neustadt untersuchte. Die zu erzielenden Fahrzeitverbesserungen lagen zwischen 1,43 Minuten bei punktuellen Ausbauten mit Kosten von 10 Millionen D-Mark und bis zu acht Minuten bei einem Neubau von 1,39 Milliarden D-Mark.

### Entwicklung seit der Bahnreform
Im Zuge der Bahnreform ging die Strecke zum 1. Januar 1994 in das Eigentum der Deutschen Bahn über. Ab 1995 war der seit 1974 existierende, im östlichen Bereich des Neustadter Hauptbahnhofs liegende Haltepunkt Neustadt (Weinstr) Böbig von Zügen der Relation Ludwigshafen – Neustadt befahrbar, während dies zuvor ausschließlich der in Richtung Norden abzweigenden Nordbahn vorbehalten war. 1996 wurde der VRN-Tarif bereits bis Kaiserslautern anerkannt. Von 1993 bis 1999 stiegen hierdurch die Fahrgastzahlen im Abschnitt Weidenthal – Neustadt von 1500 auf 3270 pro Tag. 1998 ging zwischen Lambrecht und Weidenthal der Haltepunkt Neidenfels in Betrieb. Im Mai desselben Jahres schlossen Bund und Deutsche Bahn eine Finanzierungsvereinbarung über 351,4 Millionen DM zum Ausbau der Strecke zwischen Mannheim und Saarbrücken. Mit der Fertigstellung rechneten sie bis 2004. Die erste Ausbaustufe sah eine Ertüchtigung für Neigetechnikzüge mit einer Höchstgeschwindigkeit von 160 km/h vor. Der Oberbau in den Abschnitten St. Ingbert – Kirkel und Neustadt an der Weinstraße – Ludwigshafen ermöglichte eine Streckengeschwindigkeit von 200 Kilometern pro Stunde. Es entstand eine Umgehungstrecke, die seit 2003 Fern- und Güterzügen die Umfahrung von Schifferstadt erlaubt.

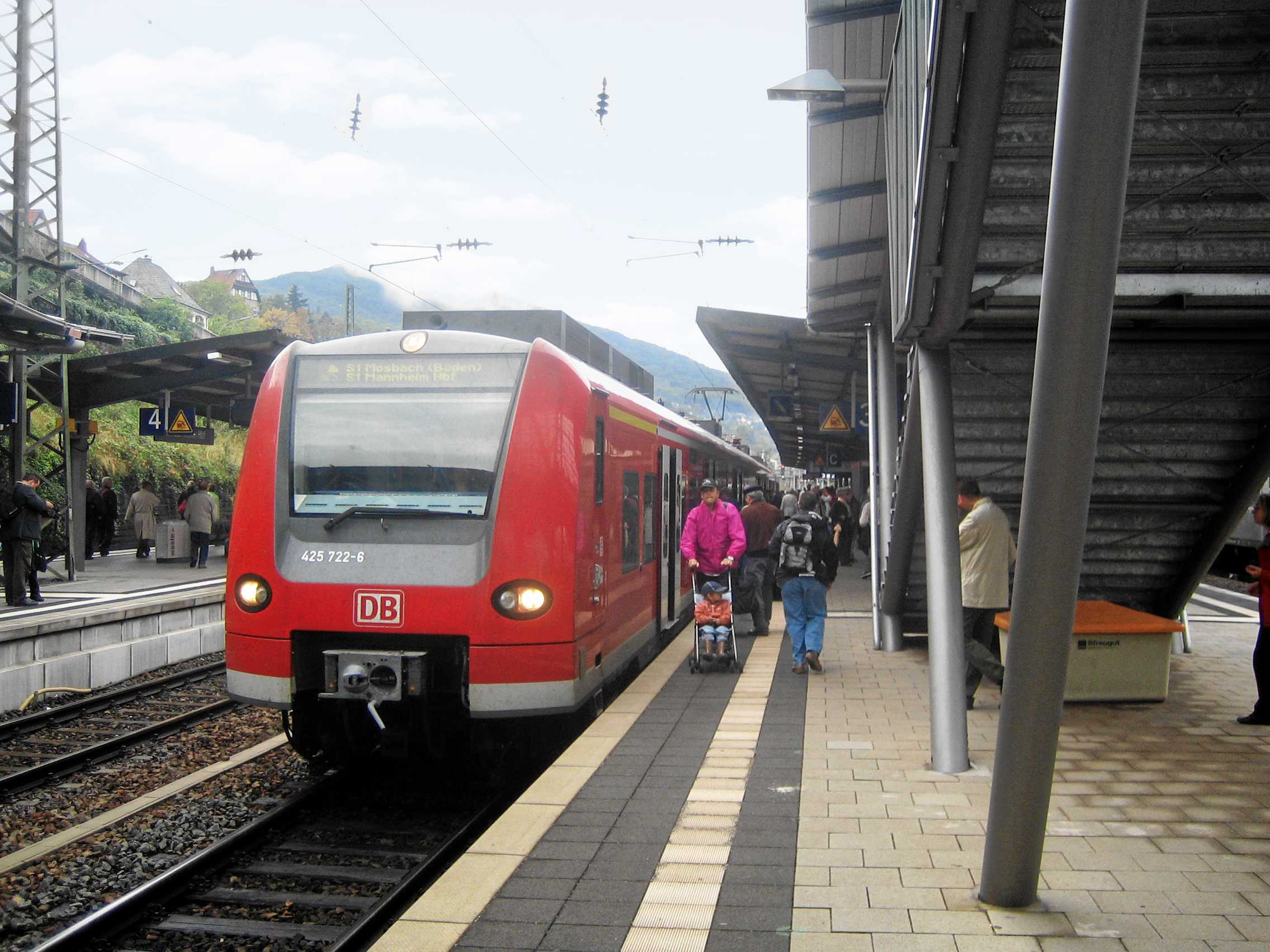
Zug der Linie S1 der S-Bahn RheinNeckar auf dem Weg nach Mosbach (Baden) im Neustadter Hauptbahnhof

2000 wurde der Streckenabschnitt Bruchmühlbach-Miesau – Frankenstein Bestandteil des neu gegründeten Westpfalz-Verkehrsverbundes (WVV). Dieser ging 2006 in den VRN über. Bereits 2002 wurde die Kurve beim zu Kirkel gehörenden Geistkircher Hof entschärft. Im Dezember 2003 ging die S-Bahn RheinNeckar in Betrieb, in die der Streckenabschnitt Mannheim – Kaiserslautern integriert wurde. Bereits 1997 hatte der Bau einer zweiten zweigleisigen Rheinbrücke zwischen Mannheim und Ludwigshafen begonnen. 2006 erreichte die S-Bahn Homburg, das seither den westlichen Endpunkt des VRN bildet. Die Einführung des S-Bahn-Betriebes zog die Modernisierung der Bahnhöfe und Haltepunkte entlang der Strecke nach sich; die Bahnsteige haben seither eine Höhe von 76 Zentimetern, um einen ebenerdigen Einstieg in die Züge zu ermöglichen. Die Bahnsteige sind zwischen Ludwigshafen und Kaiserslautern im Durchschnitt 210 Meter, ab Kaiserslautern 140 Meter lang. Zwischen den Hauptbahnhöfen von Mannheim und Ludwigshafen entstand der Bahnhof Ludwigshafen (Rhein) Mitte, der die große Entfernung des 1969 verlegten städtischen Hauptbahnhofs zur Innenstadt kompensieren soll. Innerhalb des Bahnhofs Weidenthal entstanden etwa 800 Meter in Richtung Frankenstein zwei neue Bahnsteige.
Am 14. Mai 2004 unterzeichneten die DB und der damalige französische Infrastrukturbetreiber RFF eine Absichtserklärung über die Ausrüstung des Korridors Paris – Saarbrücken – Ludwigshafen (später weiter nach Frankfurt) mit ERTMS und ETCS. Die Einrichtung der für Geschwindigkeiten über 160 km/h erforderlichen Zugsicherung mit ETCS Level 2 sollte bis Ende 2008 erfolgen und wurde auf später verschoben. Die damaligen Pläne sahen eine Fernsteuerung der Strecke aus der Betriebszentrale Karlsruhe vor. Die ETCS-Ausrüstung der Strecke wurde im Dezember 2007 an Ansaldo vergeben.
2007 wurden rund 50 Millionen Euro in den Ausbau investiert. Die Strecke durch den Pfälzerwald mit ihren zahlreichen Tunneln zwischen Neustadt an der Weinstraße und Kaiserslautern blieb entgegen den ursprünglichen Planungen baulich unverändert. Anfang 2005 wurde der Saarländische Verkehrsverbundes (SaarVV) gegründet, der für den Abschnitt Homburg – Saarbrücken zuständig ist. Ab Mitte 2010 erhielt der Abschnitt zwischen Ludwigshafen und Limburgerhof ein drittes Gleis, das Ende 2014 in Betrieb ging. Die seit 1900 existierenden Gütergleise wurden zurückgebaut.
Die Ausrüstung der Strecke mit ETCS Level 2 begann im Jahr 2008 und wurde zu Gunsten des Verkehrsprojekts Deutsche Einheit Nr. 8 und des Güterverkehrskorridors A zurückgestellt. Die Planung befand sich 2014 in Überarbeitung. Grund für die Verzögerung waren Änderungen im ETCS-Lastenheft, welche den Bau von neuen Elektronischen Stellwerken in Landstuhl, Kaiserslautern Hbf und Hochspeyer erfordern. Die Stellwerke sollen im Jahr 2025 in Betrieb gehen und aus Bedienplätzen in der Betriebszentrale Karlsruhe gesteuert werden. Die ETCS-Ausrüstung war nunmehr für 2025 geplant und wurde im Rahmen der ETCS-Migrationsstrategie auf das Jahr 2028 verschoben. Im Juli 2021 wurde Hitachi Rail STS damit beauftragt, die Strecke nunmehr nach SRS 3.4.0 statt 2.3.0d auszurüsten und in Betrieb zu nehmen.
Vom 7. Juli 2028 bis zum 8. Dezember 2028 soll die Strecke im Rahmen der Generalsanierung des Hochleistungsnetzes für sechs Monate vollgesperrt werden. Neben Gleis- und Weichenerneuerungen sind der Neubau mehrerer Weichenverbindungen in bestehenden Bahnhöfen, der Neubau bzw. die Reaktivierung mehrerer Überleitstellen, der Neubau des Haltepunkts Saarbrücken-Saarbasar, die Ausrüstung der Strecke mit ETCS Level 2 und damit die Erhöhung der Höchstgeschwindigkeit auf 200 km/h vorgesehen. Weiterhin werden Teile der Elektronischen Stellwerke (EAM, AZA) und der Oberleitung erneuert.

## Verkehr

### Personenverkehr

#### Zeit bis zur Vollendung der Strecke
Da die Ludwigsbahn nicht kontinuierlich von Osten nach Westen eröffnet wurde, mussten bis zum Lückenschluss 1849 Kutschen, damals als Omnibusse bezeichnet, den Verkehr zwischen den beiden Streckenteilen übernehmen. Ab 1850 verkehrten die Züge im Westen bis Neunkirchen und zwei Jahre später bis Saarbrücken. Nach Fertigstellung der Bahnstrecke Mainz – Ludwigshafen im Jahr 1853 verkehrten zwischen Homburg und Ludwigshafen täglich drei Personenzüge der Relation Mainz–Paris, ehe Preußen diese 1860 mit Inbetriebnahme der Rhein-Nahe-Bahn übernahm. Die Züge der Ludwigsbahn endeten von da an in Neunkirchen. Von einem überregionalen Verkehr in Ost-West-Richtung konnte in den Folgejahrzehnten keine Rede sein, da die Schnellzüge der Relation Ludwigshafen – Neunkirchen an fast allen Unterwegsbahnhöfen hielten. 1860 fuhren zwischen Ludwigshafen und Neustadt erstmals Schnellzüge der Relation Basel – Köln. Durch den Ausbruch des Deutsch-Französischen Kriegs kam der Zugverkehr am 23. Juli 1870 zum Erliegen. Am 19. August nahmen ihn die Pfälzischen Eisenbahnen mit Einschränkungen wieder auf; Schnellzüge durften ausschließlich fahren, wenn keine Militärzüge die Strecke belegten. Nahverkehrszüge mussten in den Intervallen verkehren, die die Militärzüge freihielten.

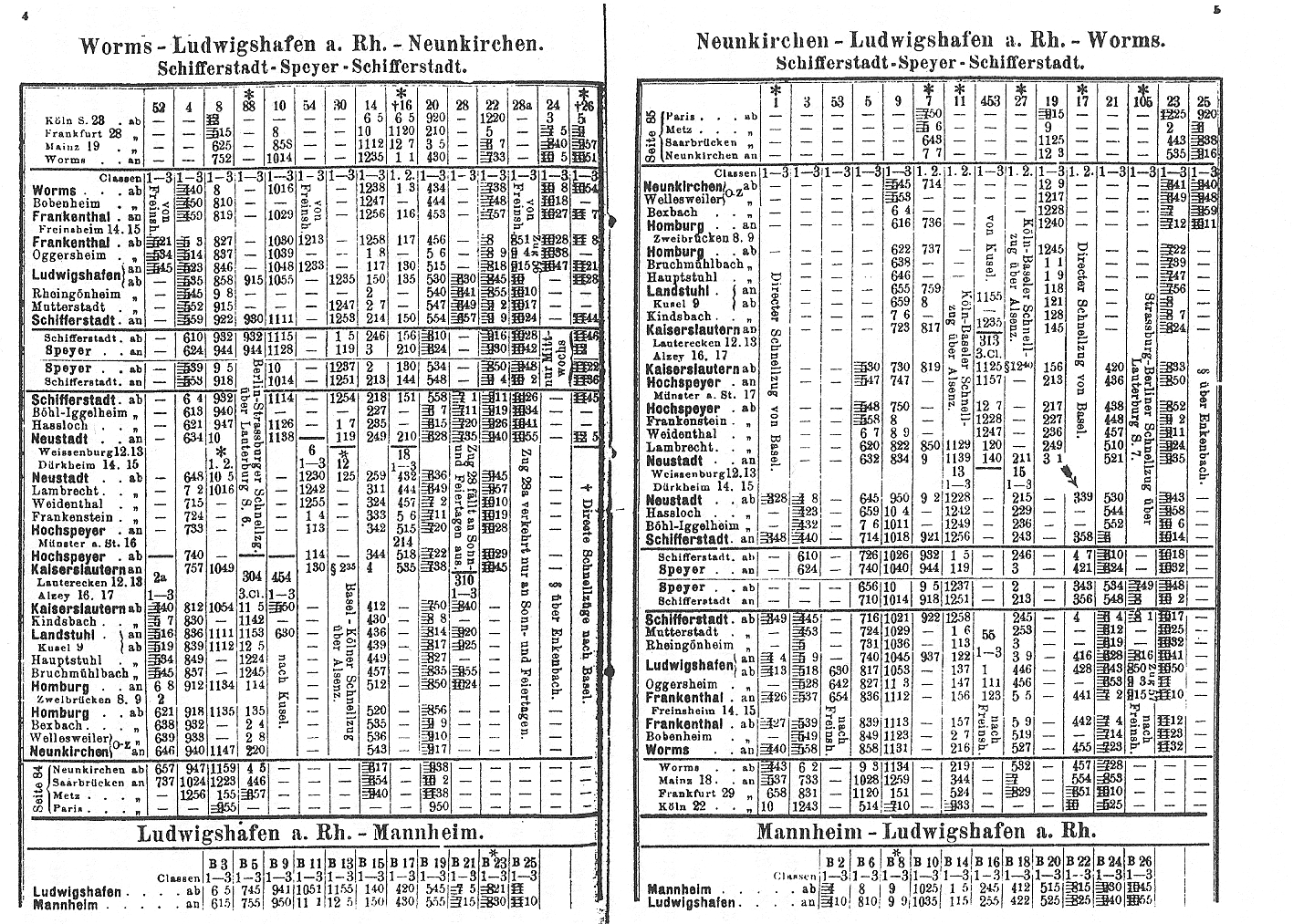
Fahrplan im Jahr 1884

Ab Mitte 1872 fuhren die Schnellzüge zwischen Köln und Basel teilweise über den Abschnitt Neustadt – Hochspeyer und entlang der ein Jahr zuvor vollendeten Alsenztalbahn. 1875 existierte ein Schnellzug der Relation Ludwigshafen – Neustadt – Metz – Paris. Da der 1867 eröffnete Abschnitt Ludwigshafen – Mannheim vorrangig dem Güterverkehr diente, gab es lediglich Pendelfahrten zwischen den beiden Bahnhöfen. 1879 bestand mit der Eröffnung der Strecke St. Ingbert – Saarbrücken über Schwarzenacker und Bierbach eine kürzere Verbindung nach Saarbrücken, die die Züge der Relation Ludwigshafen – Saarbrücken befuhren. Dennoch gab es Verbindungen nach Neunkirchen über die alte Ludwigsbahn. Die meisten Schnellzüge beschränkten sich auf die Relation Mainz – Ludwigshafen – Homburg – Neunkirchen. In der Folgezeit verkehrten zwischen Saarbrücken und St. Ingbert Fernverkehrszüge der Relation München – Oostende über die 1875 freigegebene Bahnstrecke Landau – Zweibrücken. Im Jahr 1884 fuhren die Nahverkehrszüge der Relation Neunkirchen – Worms zwischen Homburg und Ludwigshafen.

#### Nach Vollendung der Strecke
Nach Fertigstellung der kürzestmöglichen Verbindung von Homburg nach Saarbrücken über Limbach und Kirkel zog diese den Durchgangsverkehr an. Die Zahl der Personenzüge stieg dadurch deutlich an. Züge aus Neunkirchen gelangten nur bis Kaiserslautern. Auf dem Abschnitt Saarbrücken – St. Ingbert – Rohrbach verkehrten Schnellzüge bis Landau und darüber hinaus. Ab 1906 war die in Schifferstadt abzweigende Strecke nach Wörth einschließlich ihrer Fortsetzung bis Straßburg zweigleisig befahrbar. Die meisten Schnellzüge nach Straßburg, die zuvor bis Neustadt und dort nach einem Richtungswechsel über die Maximiliansbahn ins Elsass fuhren, benutzten ab Schifferstadt die Route über Speyer, Germersheim, Wörth und Lauterburg. Die Personenzüge der in Landstuhl abzweigenden Strecke nach Kusel fuhren meist bis Kaiserslautern. Während des Ersten Weltkriegs verringerte sich aufgrund der vorherrschenden Prioritäten das Zugangebot deutlich. So gab es beispielsweise keinen durchgehenden Personenzug von Ludwigshafen bis Saarbrücken. Der Nahverkehr beschränkte sich weitgehend auf die Einzelabschnitte Homburg – Kaiserslautern und Kaiserslautern – Neustadt mit teilweiser Weiterführung bis Ludwigshafen. Zwischen Homburg und Saarbrücken verkehrten die Regionalzüge sowohl über die seit 1904 existierende Verbindung über Limbach und Kirkel als auch über die ältere Strecke der Relation Schwarzenacker – Bierbach.
1920 fuhren zwischen Saarbrücken und Homburg Züge, die anschließend über die Glantalbahn bis Bad Münster am Stein oder Kusel gelangten. Die Angliederung des Saargebiets 1935 bewirkte einen Aufschwung des Personennahverkehrs, da die Zugläufe fortan nicht mehr in Homburg gebrochen werden mussten.
Ab den 1930er Jahren fuhren wieder Fernzüge zunächst auf der Relation Berlin – Neunkirchen in Ost-West-Richtung. Der Ausbruch des Zweiten Weltkriegs hatte anfangs keine Auswirkungen auf den Personenverkehr. 1941 fuhr ein Schnellzug von Berlin über Paris nach Madrid über die Strecke. 1944 gab es für Fronturlauber über die Magistrale von Mannheim nach Saarbrücken die Verbindungen Stuttgart – Saarbrücken, Frankfurt – Paris, Stuttgart – Calais und Wien – Metz. Im Zweiten Weltkrieg verkehrten mit wenigen Ausnahmen keine durchgehenden Nahverkehrszüge von Ludwigshafen nach Saarbrücken. Zwischen dem Kaiserslauterer Hauptbahnhof und Einsiedlerhof fanden bahndienstliche Pendelfahrten statt, die die Reichsbahn mit der Kursbuchnummer 279d bezeichnete.

#### Nachkriegszeit und Deutsche Bundesbahn
Mit der erneuten Abtrennung des fortan Saarland genannten Gebietes, in dem sich wiederum der Abschnitt Eichelscheid – Saarbrücken befand, verkehrten nur wenige Züge, die die Grenze zwischen Bruchmühlbach und Eichelscheid passierten. Sie dienten lediglich den im Saarland beschäftigen Arbeitern. Zwischen Homburg und Saarbrücken verkehrten wie im Ersten Weltkrieg die Regionalzüge sowohl über Limbach und Kirkel als auch über Schwarzenacker und Bierbach. Zu Beginn der 1950er Jahre fuhr vormittags ein sogenannter „Städteschnellzug“ der Relation Kusel – Heidelberg zwischen Landstuhl und Mannheim. Bereits 1954 stufte ihn die DB ihn als Eilzug herunter. 1979 wurde er eingestellt. Der 1951 reaktivierte und bis 1976 verkehrende „Bundenthaler“, der vor dem Zweiten Weltkrieg in Neustadt seinen Ausgangspunkt hatte, befuhr fortan ab Ludwigshafen die Strecke bis Neustadt, um nach einem Richtungswechsel bis Landau die Maximiliansbahn und benutzte danach bis Hinterweidenthal die Bahnstrecke Landau – Rohrbach. Zwischen Ludwigshafen und Neustadt bediente er alle Unterwegshalte. Ab Ende der 1950er Jahre verlegte die DB den Schnellzugverkehr nach Paris auf die Alsenztalbahn östlich von Kaiserslautern. Zur selben Zeit verkehrten Kurswagen bis Rom. Von Heidelberg bis Saarbrücken gab es einen Eilzug.
Zunächst gab es weiterhin keinen Taktverkehr im eigentlichen Sinne. Zwischen Mannheim und Kaiserslautern bestand eine Eilzugverbindung der Relation Würzburg – Pirmasens. Von 1970 bis 1975 verkehrte auf der Strecke der TEE 50/51 Goethe. Eine deutliche Verbesserung gab es im Fernverkehr ab Mai 1985. Mit dem Saar-Pfalz-Takt wurde der Stundentakt zwischen Mannheim und Saarbrücken mit Intercitys, Schnellzügen und Eilzügen eingeführt. 1989 brachten aufgrund eines Rahmenvertrags des Saarlandes mit der DB die CityBahn-Linie Saarbrücken–Kaiserslautern mit weniger Unterwegshalten und eine Citybahnlinie Saarbrücken – Homburg mit Halten auf allen Bahnhöfen neue Angebote im Nahverkehr. Ab 1991 verkehrte die Interregio-Linie IR 27 Saarbrücken – Stuttgart mit Weiterführung bis Lindau und Bregenz im Zwei-Stunden-Takt. Gleichzeitig gab es die ersten IC-Züge der Relation Saarbrücken – Dresden und EuroCity-Züge zwischen Paris und Frankfurt am Main. Beide Fernverkehrslinien bildeten zusammen ebenfalls einen Zwei-Stunden-Takt. Ein Jahr später ersetzten IC-Züge alle Schnellzüge.

#### Deutsche Bahn (seit 1994)

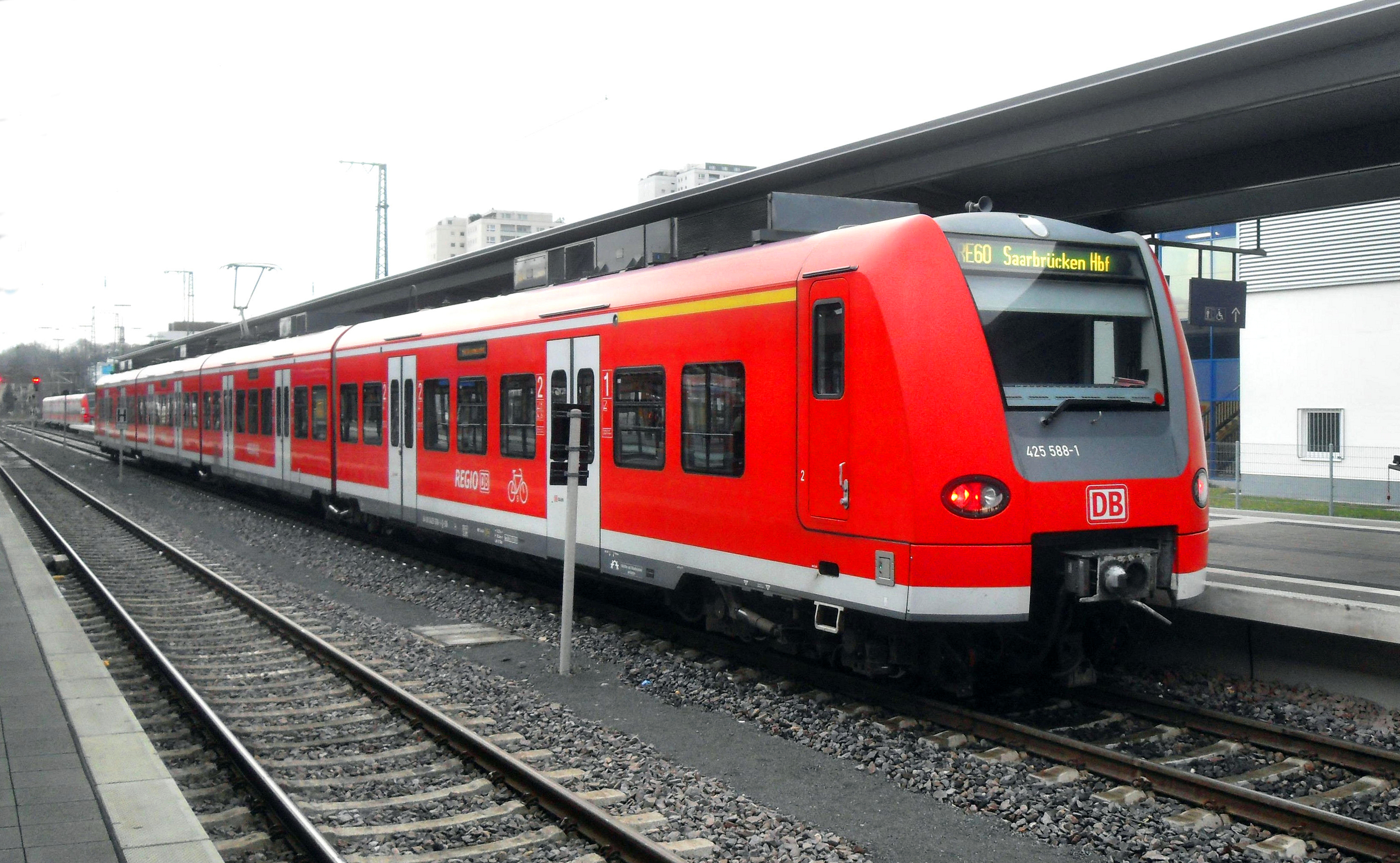
RE im Kaiserslauterer Hauptbahnhof

Der Abschnitt Mannheim – Homburg ist Teil der Linien S1 (Homburg – Kaiserslautern – Neustadt – Schifferstadt – Ludwigshafen – Mannheim – Heidelberg – Neckargemünd – Eberbach – Mosbach – Osterburken) und S2 (gleicher Streckenverlauf, jedoch erst ab Kaiserslautern und nur bis Mosbach) der S-Bahn RheinNeckar. Zwischen Mannheim und Kaiserslautern ergibt sich auf diese Weise ein Halbstundentakt. Zwischen Kaiserslautern und Merzig fährt eine Regionalbahn, welche zwischen Kaiserslautern und Kindsbach nicht hält. Seit 2014 verkehrt zwischen Mannheim und Koblenz der SÜWEX, ein Regionalexpress, der im Stundentakt mit einer vierstündigen Fahrt über Kaiserslautern, Saarbrücken und Trier fährt.
| An Sonn- und Feiertagen von Mai bis Oktober verkehrende Regionalfern- und Ausflugszugpaare | An Sonn- und Feiertagen von Mai bis Oktober verkehrende Regionalfern- und Ausflugszugpaare | An Sonn- und Feiertagen von Mai bis Oktober verkehrende Regionalfern- und Ausflugszugpaare | An Sonn- und Feiertagen von Mai bis Oktober verkehrende Regionalfern- und Ausflugszugpaare | An Sonn- und Feiertagen von Mai bis Oktober verkehrende Regionalfern- und Ausflugszugpaare |
| Name                                                                                       | Befahrener Streckenabschnitt                                                               | Ausgangspunkt                                                                              | Endpunkt                                                                                   |                                                                                            |
| ------------------------------------------------------------------------------------------ | ------------------------------------------------------------------------------------------ | ------------------------------------------------------------------------------------------ | ------------------------------------------------------------------------------------------ | ------------------------------------------------------------------------------------------ |
| Bundenthaler                                                                               | Mannheim–Neustadt                                                                          | Mannheim                                                                                   | Bundenthal-Rumbach                                                                         |                                                                                            |
| Weinstraßen-Express                                                                        | Neustadt–Hochspeyer                                                                        | Koblenz                                                                                    | Wissembourg                                                                                |                                                                                            |
| Rheintal-Express                                                                           | Neustadt–Hochspeyer                                                                        | Karlsruhe                                                                                  | Koblenz                                                                                    |                                                                                            |
| Glantal-Express                                                                            | Neustadt–Landstuhl                                                                         | Neustadt                                                                                   | Kusel                                                                                      |                                                                                            |
| Kuckucksbähnel                                                                             | Neustadt–Lambrecht                                                                         | Neustadt                                                                                   | Elmstein                                                                                   |                                                                                            |

Ab November 2000 wurde die Strecke im Intercity-Express-Verkehr mit Neigetechnikzügen befahren. Zum Fahrplanwechsel im Mai 2001 wurde der Stundentakt von der DB ausgedünnt und nur noch in der Hauptlastrichtung stündlich gefahren (morgens nach Mannheim, abends nach Saarbrücken). Einige IR-Züge wurden durch RE-Züge ersetzt. Ab 14. Dezember 2002 lösten IC-Züge die letzten IR-Züge ab, das Fernverkehrsangebot wurde nochmals reduziert. Eine Aufwertung der Strecke erfolgte ab Juni 2007 durch ICE-Züge der Relation Frankfurt am Main – Paris. Die Halte in Neustadt und Homburg entfielen. Infolge der geringen Reisegeschwindigkeit (zwischen Mannheim und Saarbrücken nur etwa 100 km/h) ist die Führung dieser Hochgeschwindigkeitszüge über diesen Weg nicht auf Dauer gesichert. Eine Führung über Strasbourg und Karlsruhe wird erwogen, sobald die TGV-Strecke zwischen Metz und Strasbourg fertiggestellt ist.
Auf der Strecke verkehren ICE, EC und Intercity von Saarbrücken in Richtung Frankfurt und Stuttgart mit Zwischenhalten in Homburg, Landstuhl, Kaiserslautern und Neustadt (nicht alle IC beziehungsweise ICE halten an allen genannten Unterwegsbahnhöfen). Seit 9. Dezember 2007 verkehrt der ICE 3 im Wechsel mit dem TGV von Frankfurt nach Paris, der zwischen Mannheim und Saarbrücken ausschließlich in Kaiserslautern hält; Neustadt und Homburg verloren dadurch als Fernverkehrsbahnhöfe an Bedeutung. Die Strecke war zeitweise die einzige innerhalb der Pfalz, auf der Fernzüge verkehrten. Die ICE-Züge verkehren in der Relation Frankfurt – Saarbrücken–Paris, einige ICE und IC fahren nach Frankfurt, Stuttgart und München.

### Güterverkehr
In den ersten Jahrzehnten diente die damalige Ludwigsbahn in erster Linie als Abfuhrstrecke für Kohle aus der Saargegend. Danach entwickelte sich die Magistrale zu einem Schwerpunkt des Montanverkehrs zwischen Frankreich und Deutschland. Die Bahnstrecke von Mannheim nach Saarbrücken gehört zu den am stärksten frequentierten Güterverkehrsstrecken in Deutschland. Inzwischen dominieren die Züge des kombinierten Ladungsverkehrs innerhalb der Europäischen Union mit Containern, Wechselbrücken, Aufliegern und anderen hochtarifierten Gütern. Güterzüge fahren zwischen Mannheim und Homburg von beziehungsweise nach Neunkirchen und komplett entlang der historischen Ludwigsbahn. Beförderten die Züge früher Kohle aus der Saargegend bis an den Rhein, so geschieht dies inzwischen in die umgekehrte Richtung. Täglich verkehren über die Strecke mehr als 120 Güterzüge.
Der regionale Güterverkehr entlang der Strecke sank nach dem Zweiten Weltkrieg. Bereits in den 1980er Jahren dominierten dort Übergaben das Betriebsgeschehen. Bis Anfang der 1990er Jahre hatten die Bahnhöfe zwischen Ludwigshafen und Neustadt sowie zwischen Landstuhl und Bruchmühlbach-Miesau eine große Bedeutung für den Transport von Rüben. Der geringer werdende Güterverkehr führte ab 1990 unter anderem zum Rückbau des Rangierbahnhofs Einsiedlerhof. Weitere Rangierbahnhöfe, die Ausgangspunkt für Nahgüterzüge waren, befanden sich in Saarbrücken, Homburg, Neustadt und Ludwigshafen. In Neustadt an der Weinstraße, Kaiserslautern – dort vor allem durch das Opel-Werk bedingt –, Homburg (Saar) und am Endpunkt in Saarbrücken bestehen große Güterverkehrsanlagen. Mittlerweile stillgelegt sind alle Güterumschlagshallen. Entlang des Abschnitts Ludwigshafen – Schifferstadt fahren zusätzlich Güterzüge der BASF nach Speyer beziehungsweise Germersheim. Zwischen Weidenthal und Neidenfels befindet sich der Gleisanschluss Glatz II, der die gleichnamige Neidenfelser Papierfabrik versorgt. Östlich des Haltepunkts Neidenfels besaß die Strecke früher ein weiteres Anschlussgleis, Glatz I genannt. Der Abschnitt Homburg – Saarbrücken weist geringen Verkehr auf. Übergaben gelangen nach St. Ingbert, das Anlagen für den Güterverkehr besitzt. Vereinzelt finden Transporte innerhalb der Kaiserslautern Military Community über die Strecke statt.

### Zwischenfälle
- Am 28. Oktober 1863 fuhr beim Eisenbahnunfall von Frankenstein ein Personenzug auf einen anfahrenden Güterzug auf. Am Ende des Güterzugs war ein Packwagen eingereiht, in dem 50 Arbeiter mitfuhren. Der Unfall forderte sieben Todesopfer.

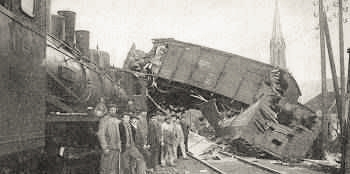
Eisenbahnunfall in Weidenthal 1912

- Eisenbahnunfall in Weidenthal 19121912 ereignete sich ein Eisenbahnunfall in Weidenthal. Ein Mensch starb, außerdem gab es mehrere Verletzte.[120][121]
- Bei Homburg (Saar) entgleiste am 9. Februar 1917 der D 32 nach einem Luftangriff.[122]
- Bei Bruchmühlbach fuhr in dichtem Schneetreiben am 7. Januar 1918 ein Urlauberzug auf einen Güterzug. Die Angaben zu den Opferzahlen variieren. Einige Quellen nennen 33 Tote und 121 Verletzte,[122] andere 12 Tote und 87 Verletzte.[123]
- 1968 fuhr kurz vor Mitternacht der Schnellzug Frankfurt – Paris wegen einer falsch gestellten Weiche in Hauptstuhl in das Anschlussgleis des Miesau Army Depot ein. In dieser Kurve entgleiste er aufgrund seiner Fahrgeschwindigkeit. Dabei gab es einen Toten und vier Verletzte.[124]
- Am 28. Juni 1988 ereignete sich ein Eisenbahnunfall im Heiligenberg-Tunnel. Im Schnellzug D 2754 Heidelberg – Saarbrücken kam dadurch ein Fahrgast zu Tode, es gab 10 Schwer- und 28 Leichtverletzte. Nach heftigem Gewitterregen stürzte ein Teil der Stützmauer östlich des Heiligenbergtunnels auf die Gleise in Fahrtrichtung Mannheim. Ein mit Schüttgut beladener Güterzug aus Saarbrücken fuhr in die Schuttmassen und entgleiste teilweise; die Lok und drei Wagen schoben sich aufs Gegengleis. Dort fuhr unmittelbar danach der entgegenkommende Schnellzug in die havarierten Fahrzeuge.[125]
- Am 17. August 2010 prallte bei Lambrecht in der Pfalz der Triebzug 4681 als ICE 9556 Frankfurt/Main–Paris auf einen kurz zuvor ins Gleisbett gestürzten Müllwagen. Zwei Wagen des ICE entgleisten und trugen Sachschäden davon, der führende Wagen wurde seitlich auf ganzer Länge aufgeschlitzt.[126] Von den 320 Fahrgästen wurden 15 verletzt; der Fahrer des Müllwagens hatte sich trotz schwerer Verletzungen vor dem Aufprall aus seinem Fahrzeug retten können.[127][128] Infolge des Unfalls kam es zu größeren betrieblichen Störungen sowie Umleitungen im Fern- und Güterverkehr.[129]

## Fahrzeugeinsatz

### Dampflokomotiven
Die jeweiligen Bahnverwaltungen setzten stets leistungsfähige Lokomotiven auf dieser Strecke ein. Zuständig waren in der Anfangszeit zwischen Homburg und Ludwigshafen entlang der damaligen Ludwigsbahn die Werkstätten, später Bahnbetriebswerke, in Kaiserslautern, Ludwigshafen und Neustadt.
Weitere kamen in Homburg, Mannheim und Saarbrücken hinzu. In den ersten Jahren nach der Eröffnung der damaligen Ludwigsbahn fuhren wahlweise Lokomotiven der Maschinenfabrik Emil Keßler beziehungsweise Maffei, die die Nummern 1 bis 8 und 21 und 9 bis 20 erhielten. Sie trugen Namen wie Haardt, Vogesus, Denis und Alwens. In den 1850er Jahren kamen Crampton-Lokomotiven mit den Nummern 26 bis 63 hinzu. Für den Güterverkehr kamen unter anderem die G 1.I und die G 2.II zum Einsatz. Für den Vorort- und den Güterverkehr fand die T 1 Verwendung.

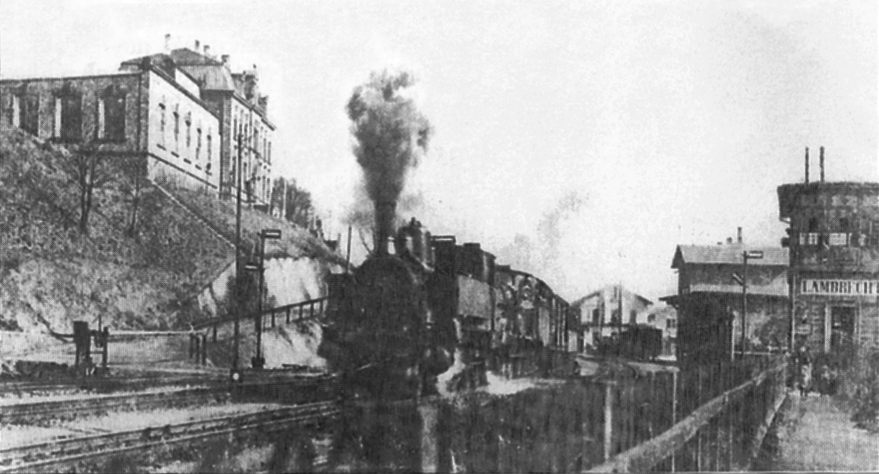
Dampfloks der Baureihen P 2.II und P 3.1 bei der Durchfahrt durch Lambrecht

Anfang des 20. Jahrhunderts wurden vor allem die Baureihen P 2.I, P 2.II, P 3, P 4 und P 5 für Fernzüge eingesetzt, manche von ihnen auch als Nahverkehrszüge. Speziell dem Nahverkehr dienten die P 1.I, die P 1.II, die P 1.III und die T 1. Den Güterverkehr übernahmen die G 2.I, G 2.II, die G 4.I, die G 4.II und die G 5. Zwischen Mannheim und Ludwigshafen waren dafür Loks der Baureihe T 3 eingesetzt.
In der Reichsbahnzeit kamen vorwiegend weiterhin die Dampfbaureihen der alten Pfälzischen Eisenbahnen zum Einsatz. Neu hinzu kamen die Einheitslokomotiven der Reihen 01, 03, 44 und 64, zudem verkehrten die Baureihen 58.0, 75.0 und 75.4. Diese Dampfloks bestimmten nach dem Zweiten Weltkrieg das Geschehen zwischen Mannheim und Saarbrücken. In den 1950er Jahren waren es im Schnellzugverkehr 01er aus Trier und 03er aus Ludwigshafen und Kaiserslautern. Im Nahverkehr dominierten Dampfloks der Baureihen 23, 38, 71 und 78, im Güterverkehr 44er und 50er. Im Rangierdienst wurden unter anderem die Baureihen 93.5-12 94.5 verwendet.

### Elektrische Fahrzeuge
Mit der Elektrifizierung, die die Schließung der Werke in Neustadt und Homburg nach sich zog, kamen die DB-Neubauloks auf diese Strecke. Im Güterverkehr dominierten jahrzehntelang Loks der Baureihe E 40, im Nahverkehr E-Loks der Baureihe E 41 mit Wendezügen mit damals neuen Silberling-Nahverkehrswagen. Die Loks der Baureihe E 10/110 zogen überwiegend Schnellzüge. Ab 1966 kamen die Zweisystem-Prototypen der Baureihe E 310/181.0 des Bahnbetriebswerks Saarbrücken meist vor Schnellzügen nach Frankreich zum Einsatz. Ab 1971 fand vor einigen Zügen die Baureihe 103 Verwendung.

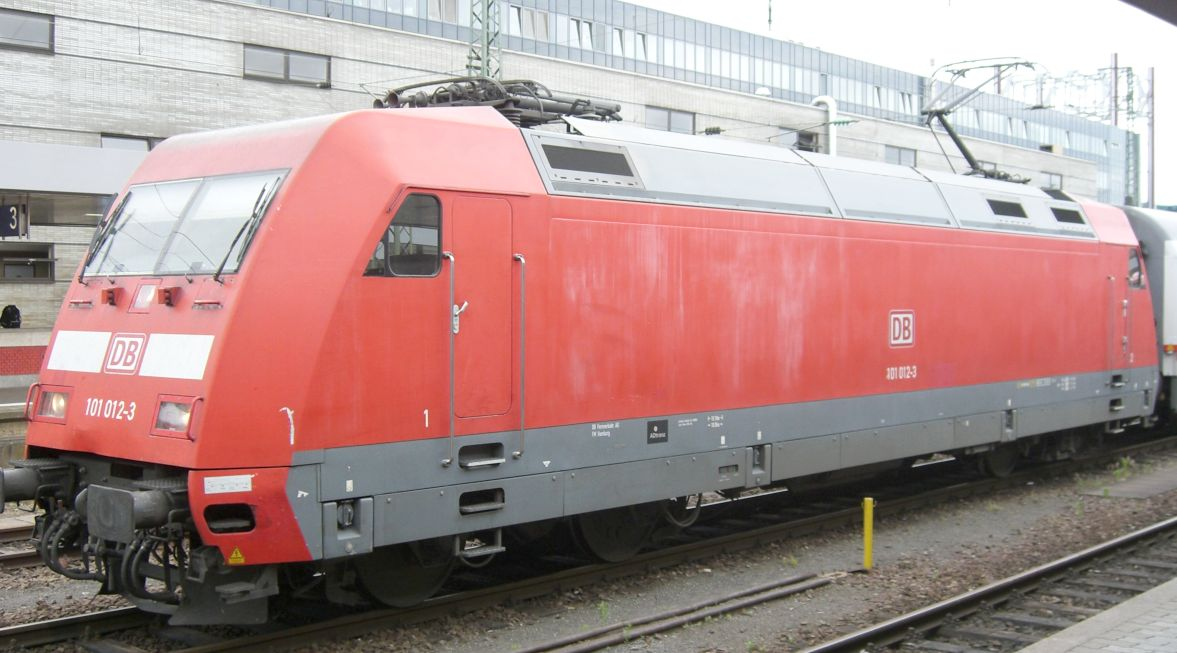
E-Lok Baureihe 101 vor IC-Zug im Saarbrücker Hauptbahnhof

Mit der Indienststellung der ebenfalls bis 2006 in Saarbrücken beheimateten Zweisystemlokomotiven der Baureihe 181.2 ab 1974 waren diese Maschinen vor fast allen Schnell- und Eilzügen zwischen Metz, Saarbrücken, Mannheim, Frankfurt und Heidelberg im Einsatz. Nach der Einführung des ICE-Verkehrs Frankfurt–Saarbrücken–Paris verloren sie zunehmend an Bedeutung. Österreichische Lokomotiven der Baureihen 1016/1116 sind für den EC-Verkehr zuständig, der innerdeutsche ICE-Verkehr wird mit ICE-1-LDV-Triebzügen, der internationale mit Mehrsystem-ICE der Baureihe 407 und TGV-Euroduplex-Triebzügen betrieben. Im Nah- und Regionalverkehr überwiegt der Einsatz von Triebzügen der Baureihen 425 und 1440 (Homburg–Kaiserslautern) sowie 429 (RE1). Auf dem ICE der Relation Saarbrücken–München und zurück (563/562) werden Triebzüge der Baureihe 408 eingesetzt.
Im Cargobereich setzt DB Cargo vorzugsweise auf Zweisystemtechnik mit E-Loks der Baureihe 185. Diese befördern heute die Güterzüge durchgehend von Mannheim bis nach Metz, teilweise bis vor die Tore Lyons und Paris. Die früher üblichen Grenz- und Umspannaufenthalte in Saarbrücken Rbf und Forbach sind entfallen. Die ebenso auf dieser Strecke im hohen Maße vertretenen Schweizerischen Bundesbahnen (SBB) setzen überwiegend Lokomotiven der Reihe Re 4/4 neben der Reihe Re 482 im Güterverkehr ein. Loks der Baureihe E 40, der Baureihe 155 sowie Siemens ES64F finden für Güterzüge Verwendung, die das Opel-Werk in Kaiserslautern sowie die Übergaben nach Saarbrücken, Homburg, Einsiedlerhof, Neustadt und Mannheim bedienen.

### Sonstige Fahrzeuge

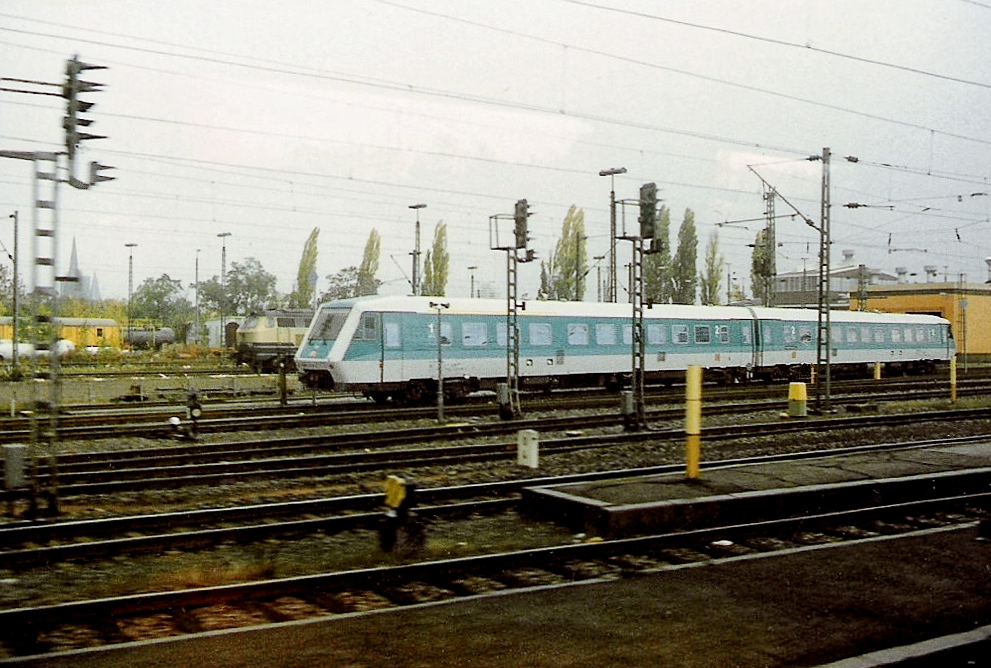
Triebwagen der Baureihe 611 in Kaiserslautern

Ab 1897 waren zwischen Ludwigshafen und Neustadt Triebwagen der Typen MC und MBCC eingesetzt. Von 1926 bis etwa 1952 fuhren vor allem zwischen Kaiserslautern und Landstuhl Wittfeld-Akkumulatortriebwagen, die in Kaiserslautern stationiert waren.
In den 1950er und 1960er Jahren kamen für Schnellzüge Triebwagen der Baureihen VT 08 und VT 12.5 zum Einsatz. Von 1956 bis 1989 war auf Teilabschnitten die Baureihe 515 anzutreffen. Von 1964 bis 1980 übernahm die Baureihe VT 24 einen Teil der Leistungen im Nahverkehr. Ab den 1980er Jahren fuhren für den Schülerverkehr gegen Mittag Dieseltriebwagen der Baureihe 628. Von 1967 bis 1973 verkehrten zwischen Neustadt und Hochspeyer Diesellokomotiven der Baureihe 220. Für einen Teil der Güterzüge, die in der Vergangenheit zwischen Ludwigshafen und Schifferstadt und zwischen Neustadt und Hochspeyer verkehrten, kamen die Baureihen 212 und 218 zum Einsatz. Für die Bedienung der Anschlussgleise, die nicht elektrifiziert sind, fanden Diesellokomotiven der Baureihen V 60 und V 90 Verwendung. Für den Rangierdienst in Neidelfels ist eine eigene Werklok zuständig. In St. Ingbert bewerkstelligt ihn ein privates Unternehmen mit einer aus Tschechien importierten Dieselkleinlok. Seit 2014 kommt der Stadler Flirt auf der Linie RE1 des SÜWEX zum Einsatz.

## Streckenverlauf

### Geografischer Verlauf

#### Mannheim – Neustadt
Die Strecke beginnt im Mannheimer Hauptbahnhof und verläuft zunächst mehrere Kilometer lang viergleisig. Sie führt kurz nach dem Hauptbahnhof am Schloss Mannheim vorbei, wo sie von der westlichen Einführung der Riedbahn abzweigt, um anschließend nach einem engen Bogen den Rhein und damit gleichzeitig die Landesgrenze zwischen Baden-Württemberg und Rheinland-Pfalz zu überqueren. Auf Höhe der Walzmühle (Ludwigshafen) passiert sie den seit 2003 existierenden Haltepunkt Ludwigshafen (Rhein) Mitte und danach den Hauptbahnhof; aus nördlicher Richtung mündet dort die Strecke aus Mainz ein. Nach der Durchfahrt von Ludwigshafen, biegt die Strecke nach Südwest ab und verläuft geradlinig nach Schifferstadt.
Die 2003 eröffnete Umfahrung von Schifferstadt zweigt nördlich von Limburgerhof ab und verläuft zunächst parallel zu den Nahverkehrsgleisen. Südlich von Limburgerhof kürzt sie die über Schifferstadt verlaufende Schleife jedoch ab. Nach dem Bahnhof Schifferstadt, wo die Strecke nach Wörth nach links abzweigt, wendet sich die Trasse nach Westen. Kurz vor dem Bahnhof Böhl-Iggelheim mündet die Neubau- wieder in die Altbaustrecke. Letztere führt in einer längeren Gerade bis kurz vor den Haltepunkt Neustadt (Weinstr) Böbig. Dort mündet die Pfälzische Nordbahn aus Monsheim ein und bevor der Neustadter Hauptbahnhof erreicht wird, kommt aus Süden die Maximiliansbahn aus Wissembourg hinzu. Hinter Neustadt führt die Strecke in den Pfälzerwald und verlässt somit die Oberrheinische Tiefebene.

#### Neustadt – Kaiserslautern

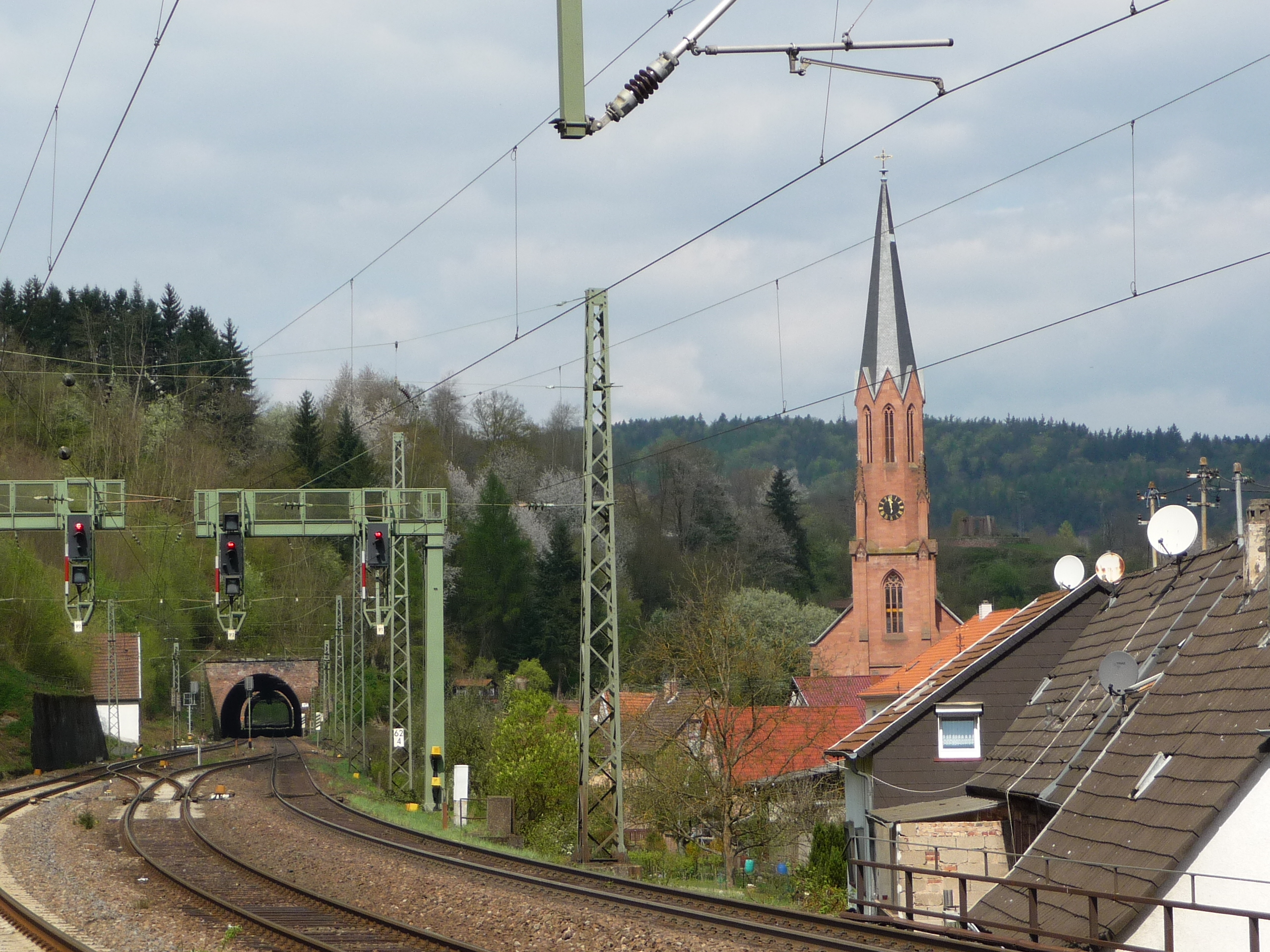
Streckenverlauf innerhalb von Weidenthal, im Hintergrund der Gipp-Tunnel

Innerhalb des Pfälzerwaldes nimmt entlang der Strecke die Zahl der Kurven deutlich zu. Durch das Mittelgebirge verläuft parallel zur Strecke die Bundesstraße 39, die in diesem Bereich mehrfach überbrückt wird. Auf dem 33,5 Kilometer langen Abschnitt zwischen Neustadt an der Weinstraße und Kaiserslautern überwindet die Bahnstrecke einen Höhenunterschied von 109 Metern und passiert insgesamt zwölf Tunnel. Entlang dieses Abschnitts säumen mehrere Sandsteinfelsen die Strecke. Westlich von Neustadt durchquert die Strecke zunächst den Wolfsberg-Tunnel. Bis Lambrecht, wo das seit 1984 als Museumsstrecke betriebene Kuckucksbähnel abzweigt, verläuft die Strecke entlang des Speyerbach.
Westlich von Lambrecht folgt die Strecke in Form mehrerer Einschnitte dem Tal des Hochspeyerbachs, dessen Schleifen sie mittels der Tunnel Lichtensteiner-Kopf, Retschbach, Schönberg-Langeck, Mainzer Berg, Gipp, Köpfle, Eisenkeil, Kehre abkürzt. In diesem Bereich führen ebenso mehrere Brücken über besagten Fluss beziehungsweise die Bundesstraße 39. Bei Neidenfels passiert sie die gleichnamige Burg sowie die Burg Lichtenstein. In diesem Bereich liegt die Überleitstelle (Üst) Neidenfels als Überbleibsel von Bauweichen. Kurz vor Frankenstein schließt sich der Schlossberg-Tunnel mit der Burg Frankenstein an. Westlich von Frankenstein ändert sich die Fahrtrichtung von Nordwesten nach Westen, das Tal ist in diesem Bereich breiter. Dort befindet sich der Franzosenwoog-Tunnel. Zwischen Frankenstein und Hochspeyer zweigt die Alsenztalbahn nach Norden ab. Westlich des Bahnhofs Hochspeyer überbrückt die Strecke die Bundesstraße 48 und unterquert einige Kilometer weiter in Form des längsten Eisenbahntunnels innerhalb der Pfalz, dem Heiligenberg-Tunnel, die Wasserscheide zwischen Speyerbach und Lauter, die oft als Teil der Pfälzischen Hauptwasserscheide gilt. Kurz vor Erreichen des Kaiserslauterer Hauptbahnhofs mündet aus nördlicher Richtung die Strecke aus Enkenbach ein.

#### Kaiserslautern – Saarbrücken
Unmittelbar westlich von Kaiserslautern zweigen die Lautertalbahn nach Norden und die Biebermühlbahn nach Süden ab. Die Strecke ist in diesem Bereich wieder geradlinig und passiert den Rangierbahnhof Einsiedlerhof. Dort tritt sie aus dem Pfälzerwald und führt durch die Westpfälzische Moorniederung über Landstuhl. Kurz vor Hauptstuhl führt sie entlang einer unter Naturschutz stehenden Nasswiese. Im Norden verläuft die Bundesautobahn 6 parallel zur Strecke. Nachdem sie den Bahnhof Bruchmühlbach-Miesau sowie die inzwischen demontierte Überleitstelle Vogelbach passiert hat, überschreitet sie die Landesgrenze zwischen Rheinland-Pfalz und dem Saarland.

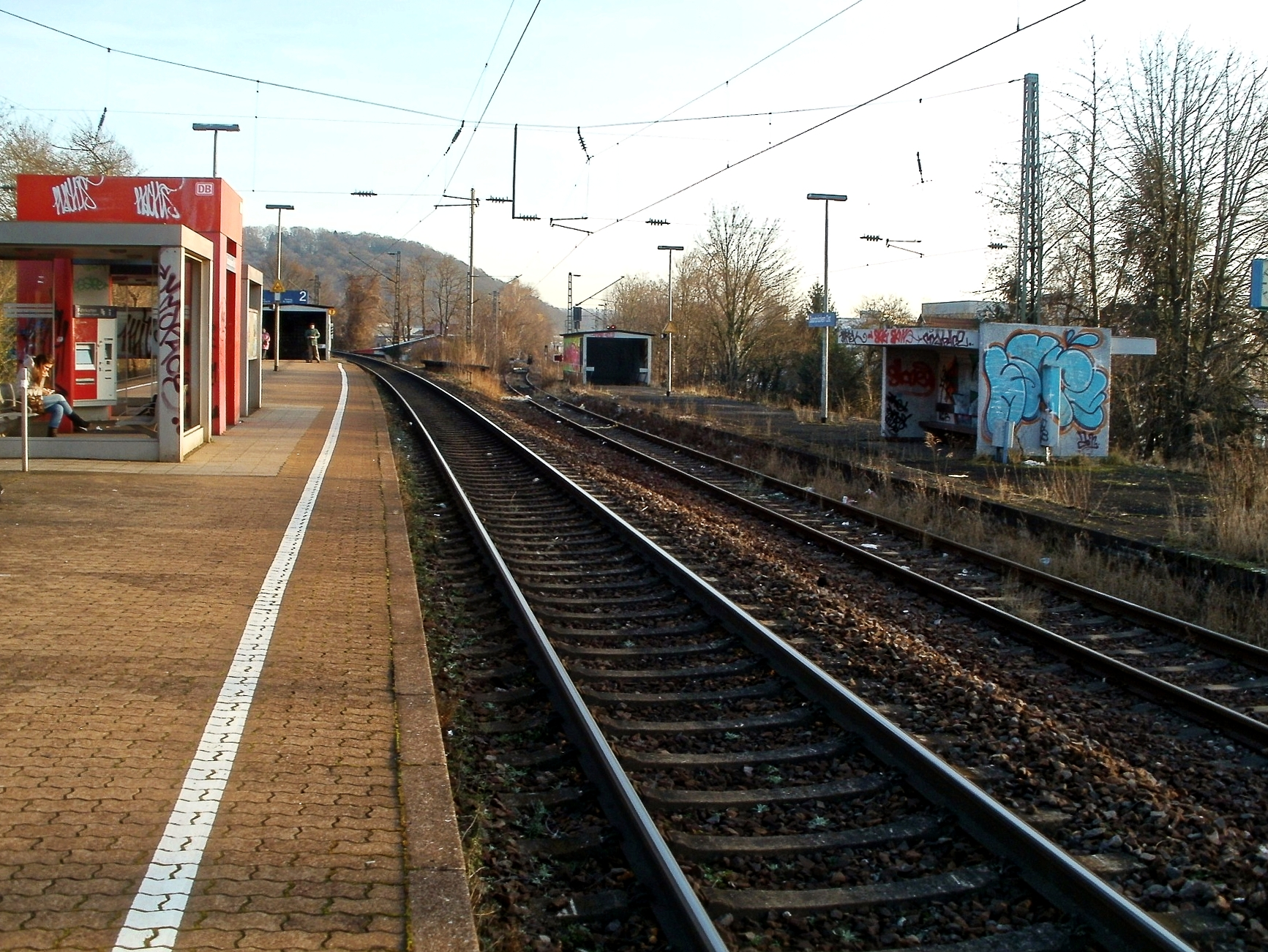
Haltepunkt Saarbrücken Ost

Westlich des inzwischen aufgelassenen Bahnhofs Eichelscheid befand sich zeitweise die Überleitstelle Bruchhof, die ebenfalls das Resultat von Bauweichen war. Hinter Homburg trennt sich die Bahnstrecke Mannheim – Saarbrücken von der historischen Ludwigsbahn, die nach rechts abbiegt und über Bexbach bis Neunkirchen (Saar) führt. In Richtung Süden zweigt die inzwischen stillgelegte Bahnstrecke Homburg – Zweibrücken ab. Die Strecke nach Saarbrücken führt am stillgelegten Zollbahnhof Homburg (Saar) West vorbei und quert die Blies. In diesem Bereich verläuft sie entlang des Nordrandes des Sankt Ingbert-Kirkeler Waldgebiets. Anschließend erreicht sie über Limbach und Kirkel den Bahnhof Rohrbach. In Rohrbach mündet von Südosten kommend die Strecke von Landau ein, kurz vorher unterquert die Magistrale die Autobahn, die danach in südlicher Richtung weiterhin parallel verläuft. Danach führt die Bahn durch ein dicht besiedeltes Tal über St. Ingbert, Rentrisch und Scheidt entlang des Rohrbachs, der dreimal überquert wird. Beim Halberg vereinigt sie sich mit der Bahnstrecke Saarbrücken – Sarreguemines und erreicht mit dem Saarbrücker Hauptbahnhof ihren Endpunkt.

#### Höhenverlauf
Die Strecke fällt nach der letzten Weiche des Bahnhofs Saarbrücken Hbf (208 m ü. NN) kurz nach dem Bft Saarbrücken Hbf So bis zum Haltepunkt Saarbrücken Ost mit bis zu 6,5 ‰ ab und erreicht auf dem letzten Drittel des Bahnsteigbereiches die maximale Längsneigung von 10,9 ‰. Der Abschnitt bis Scheidt (Saar) verläuft weitestgehend flach, daran schließt ab dem östlichen Ende des Bf St. Ingbert ein längerer Anstieg mit maximal 10,5 ‰ Steigung an, bis der erste in einem tiefen Einschnitt liegende Scheitelpunkt bei ca. 272 m ü. NN zwischen Rohrbach (Saar) und Kirkel (beide ca. 258 m ü. NN) erreicht wird. Das nachfolgende Gefälle von bis zu 10,5 ‰ geht kurz vor Limbach (b. Homburg/Saar) (233 m. ü NN) in einen flachen, anschließend mit bis zu 8,5 ‰ ansteigenden Abschnitt über, bis Homburg (Saar) Hauptbahnhof (243 m ü. NN) erreicht wird. Der Höhenverlauf zwischen Homburg (Saar) und Kaiserslautern ist durch ein leichtes Gefälle bis Bruchmühlbach-Miesau (235 m ü. NN) und den, einem ab Hauptstuhl folgenden leichten Anstieg bis Kindsbach (247 m ü. NN), weitestgehend flachen Verlauf bis Kaiserslautern Hbf (250 m ü. NN) gekennzeichnet.
Zwischen Kaiserslautern und dem bei ca. 278 m ü. NN kurz nach dem Heiligenberg-Tunnel liegenden zweiten Scheitelpunkt, welcher zugleich den höchsten Punkt der Strecke darstellt, herrscht eine maximale positive Längsneigung von 4,3 ‰. Einem kurzen, flachen Abschnitt folgend, beginnt das längste Gefälle der Strecke. Zwischen dem zweiten Scheitelpunkt und dem Bahnhof Neustadt (Weinstr) Hbf (142 m ü. NN) werden mit Neigungen von bis zu 8 ‰ 135 Höhenmeter im Pfälzerwald überwunden. Im Abschnitt Neustadt (Weinstraße) – Mannheim herrscht ein insgesamt leichtes Gefälle vor. Die Fernbahn über die Schifferstädter Umfahrung steigt auf dem Neubauabschnitt mit maximal 8 ‰ an und fällt nach der Parallelführung mit der S-Bahn (Schifferstadt liegt bei 103 m ü. NN) zuerst mit über 7 ‰ und einem anschließend leichterem Gefälle ab. Dem starken Anstieg im Ludwigshafen (Rhein) Hbf (94 m ü. NN) folgt die Rampe von der Rheinbrücke in den Mannheimer Hauptbahnhof, welche den Höhenunterschied von etwa sieben Metern mit einem Gefälle zwischen 20 ‰ und 25 ‰ überwindet.

### Kilometrierung
Aufgrund der Tatsache, dass die Magistrale von Mannheim nach Saarbrücken bauhistorisch ein Konglomerat aus mehreren Bahnstrecken darstellt, verfügt sie über keine einheitliche Kilometrierung. Sie weist im Homburger Hauptbahnhof einen Sprung von 31,1 auf 8,3 auf. Der Nullpunkt der Kilometrierung ab Homburg befindet sich an der früheren Landesgrenze zwischen Bayern und Preußen westlich von Bexbach entlang der Bahnstrecke Homburg – Neunkirchen.

### Höchstgeschwindigkeiten

#### Saarbrücken – Kaiserslautern
Im Bahnhof Saarbrücken Hbf sind grundsätzlich maximal 60 km/h zulässig. In den nachfolgenden Abschnitten Saarbrücken – Schafbrücke und Rentrisch – St. Ingbert beträgt die zulässige Höchstgeschwindigkeit 90 km/h. Zwischen Schafbrücke und Rentrisch sind 100 km/h und ab Scheidt (Saar) 110 km/h zulässig. Kurz nach dem Bahnhof St. Ingbert wird die zulässige Höchstgeschwindigkeit schrittweise über 120 km/h und 140 km/h auf 160 km/h angehoben. Die zulässige Höchstgeschwindigkeit wird kurz nach Limbach (b, Homburg/Saar) auf 150 km/h und aufgrund eines engen Bogens vor dem Bahnhof Homburg (Saar) Hauptbahnhof auf 110 km/h (Gegenrichtung 120 km/h) erniedrigt. Nach diesem Bogen wird die zulässige Höchstgeschwindigkeit wieder auf 160 km/h erhöht und erst in Kaiserslautern-Kennelgarten wieder auf 140 km/h (Gegenrichtung 130 km/h) erniedrigt. Ab dem Esig Kaiserslautern Hbf sind nur noch 100 km/h (Gegenrichtung 90 km/h) zugelassen, jedoch wird die Höchstgeschwindigkeit nach dem folgenden Linksbogen wieder auf 140 km/h und außerhalb des Bahnhofs wieder auf 150 km/h erhöht.

#### Kaiserslautern – Mannheim
Der Abschnitt Kaiserslautern – Hochspeyer ist bis zum ersten Rechtsbogen nach Ende des Heiligenberg-Tunnels mit bis zu 150 km/h befahrbar. Die Höchstgeschwindigkeit wird anschließend über 130 km/h auf 100 km/h verringert. Der Abschnitt zwischen Hochspeyer und Neustadt (Weinstraße) ist weitestgehend mit 90–100 km/h befahrbar, eine Ausnahme hiervon bildet der mit 80 km/h befahrbare Abschnitt bei Frankenstein (Pfalz).
Im Bahnhof Neustadt (Weinstr) Hbf wird die zulässige Höchstgeschwindigkeit von 100 km/h (Gegenrichtung 90 km/h) über 130 km/h auf 140 km/h erhöht und nach einem anschließenden engen Rechtsbogen auf 160 km/h ertüchtigt. Diese Höchstgeschwindigkeit gilt bis zum Bft Ludwigshafen-Mundenheim, hier wird die Höchstgeschwindigkeit über 130 km/h auf 80 km/h oder 60 km/h verringert. im Abschnitt Ludwigshafen (Rhein) – Mannheim ist die gewählte Fahrstraße maßgebend für die zulässige Hg. Es können in Abhängigkeit des Zugstraßenziels und gewählten Durchrutschweges 20, 30, 40, 60, 70 oder 80 km/h zulässig sein. Die Signalisierung erfolgt hierbei grundsätzlich über die Geschwindigkeitsanzeiger der Signale.

### Signal- und Sicherungssysteme
Durch die Modernisierung zahlreicher Stellwerke auf die ESTW-Technik ab dem Ende der 1990er Jahre und dem anschließenden Ausbau der Strecke verschwanden größtenteils die Form- und H/V-Lichtsignale. Die Abschnitte Saarbrücken – Kaiserslautern und Hochspeyer – Ludwigshafen (Rhein) sind fast vollständig mit ESTW und Ks-Signalen ausgerüstet. Ausnahmen hiervon bilden neben den Abschnitten Kaiserslautern – Hochspeyer und Ludwigshafen (Rhein) – Mannheim die Bahnhöfe Landstuhl und Schifferstadt. Hier stehen nach wie vor H/V-Signale in Standard- und Kompaktausführung.
Die Steuerung der Stellwerke erfolgt durch die Betriebszentrale Karlsruhe über die vier ESTW-Unterzentralen Saarbrücken, Homburg, Einsiedlerhof und Neustadt (Weinstraße). Ausnahmen bilden abermals die Bahnhöfe Landstuhl und Hochspeyer, welche über einen Anpassungsrechner (BApr) über die FL90 an die UZ Einsiedlerhof bzw. Neustadt (Weinstraße) angeschlossen sind. Neben dem Abschnitt Ludwigshafen – Mannheim sind lediglich die Bahnhöfe Kaiserslautern Hbf und Schifferstadt noch örtlich besetzt.
Die Bahnhöfe Landstuhl, Kaiserslautern Hbf und Hochspeyer sollen im Jahr 2025 drei neue elektronische Stellwerke (ESTW L90) erhalten, welche als ESTW-A in die bestehenden ESTW-UZ in Einsiedlerhof und Neustadt (Weinstraße) integriert werden. Hierbei sollen die bestehenden H/V-Signale durch Ks-Signale ersetzt werden. Die Bedienung erfolgt aus den vorhandenen Steuerbezirken der BZ Karlsruhe.
Die Strecke ist auf gesamter Länge mit der punktförmigen Zugbeeinflussung ausgerüstet. Eine Ausrüstung mit ETCS Level 2 mit Signalen ist im Rahmen der Generalsanierung voraussichtlich ab dem Jahr 2029 vorgesehen.

## Betriebsstellen

### Mannheim Hauptbahnhof

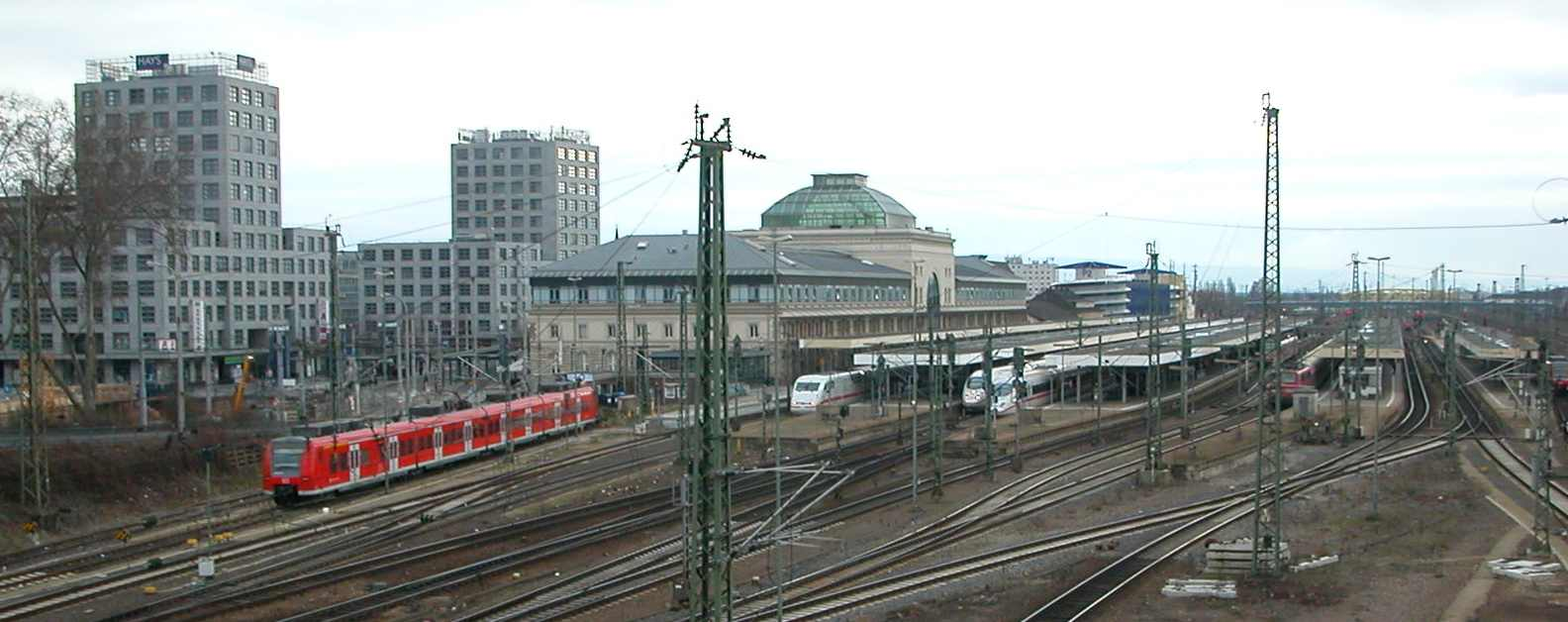
Mannheim Hauptbahnhof

Der Mannheimer Hauptbahnhof im westlichen Teil der Stadt Mannheim ist entlang der Strecke die einzige Betriebsstelle innerhalb von Baden-Württemberg. Er entstand 1876 und somit neun Jahre, nachdem die Verbindungsstrecke nach Ludwigshafen errichtet worden war. Er ersetzte den ursprünglichen Kopfbahnhof am Tattersall. Weitere von ihm ausgehende Bahnstrecken sind die Rheintalbahn nach Basel, die Bahnstrecke Mannheim–Rastatt, die Riedbahn nach Frankfurt einschließlich der 1985 eröffneten westlichen Einführung sowie die Schnellfahrstrecke Mannheim–Stuttgart. Das Empfangsgebäude wurde 2001 saniert.

### Ludwigshafen (Rhein) Mitte

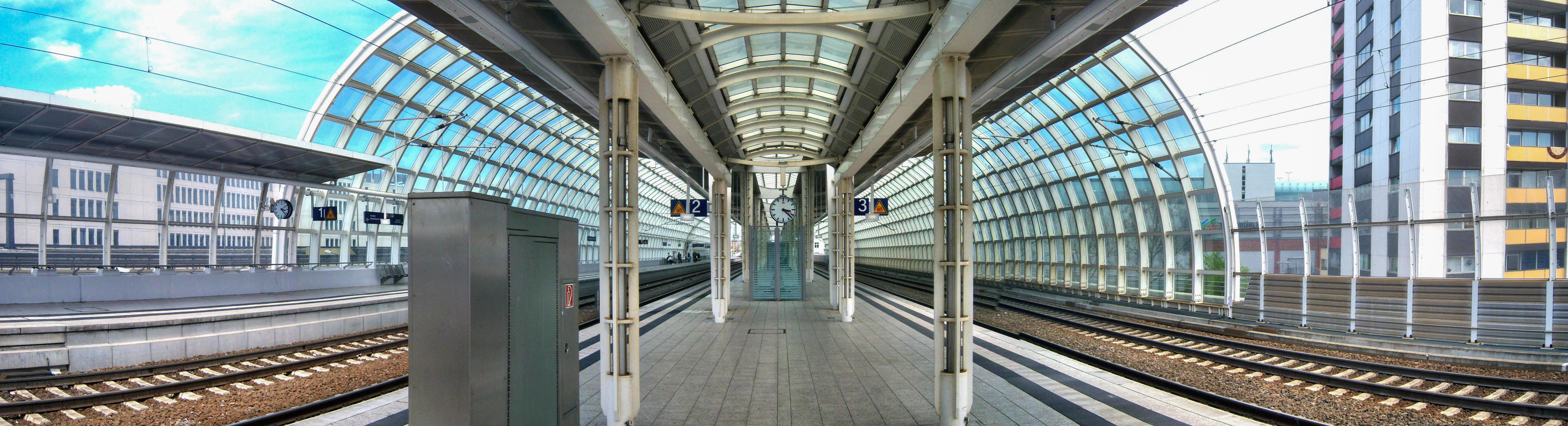
Bahnhof Ludwigshafen (Rhein) Mitte

Den Haltepunkt Ludwigshafen (Rhein) Mitte nahm die DB im Zuge der Eröffnung der S-Bahn RheinNeckar in Betrieb. Er befindet sich unmittelbar westlich der Konrad-Adenauer-Brücke und unweit des Berliner Platzes. Sein Zweck besteht darin, die seit 1969 bestehende zentrumsferne Lage des Hauptbahnhofs zu kompensieren. Er besitzt vier Gleise und eine futuristische Bahnsteigüberdachung.

### Ludwigshafen (Rhein) Hauptbahnhof

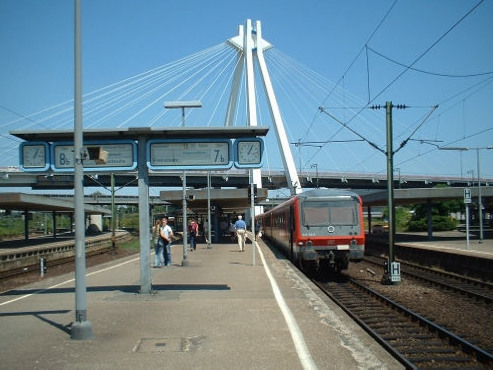
Ludwigshafen (Rhein) Hauptbahnhof

Zum Zeitpunkt der Eröffnung der Ludwigsbahn befand sich der damalige Bahnhof Ludwigshafen als Kopfbahnhof in der Innenstadt unweit des Rheins. Dort wurde die Kohle, für die die Strecke in erster Linie gebaut worden war, zum Weitertransport auf Schiffe umverladen. Mit Eröffnung der Strecke nach Mainz im Jahr 1853 und der Verbindung nach Mannheim 1867 wurde er zum Eisenbahnknotenpunkt. Später erhielt er die Bezeichnung Ludwigshafen (Rhein) Hauptbahnhof als Reaktion auf die Eingemeindung umliegender Orte, die ebenfalls Bahnanschluss erhalten hatten. Dass es sich um einen Kopfbahnhof handelte, erwies sich zunehmend als Betriebshindernis. Aus diesem Grund existierten bereits gegen Anfang des 20. Jahrhunderts Pläne, ihn an einen anderen Standort zu verlegen.
Die entsprechenden Bauarbeiten begannen 1962, der Bahnhof existiert in seiner jetzigen Form seit 1969. Seither ist er ein Trennungs- und Dreiecksbahnhof. 1971 waren die Abrissarbeiten der Gleisanlagen und der weiteren Bahnbauten am vorherigen Standort abgeschlossen. Als Folge der Verlegung verlor der Bahnhof jedoch zunehmend an Bedeutung. So durchfahren ihn aufgrund der geringen räumlichen Distanz zum Mannheimer Hauptbahnhof die meisten Fernzüge ohne Halt. Ein weiterer Bedeutungsverlust trat mit Inbetriebnahme des Haltepunkts Ludwigshafen (Rhein) Mitte ein, da ihn seither einzelne Nahverkehrszüge ebenfalls nicht mehr bedienen.

### Ludwigshafen-Mundenheim

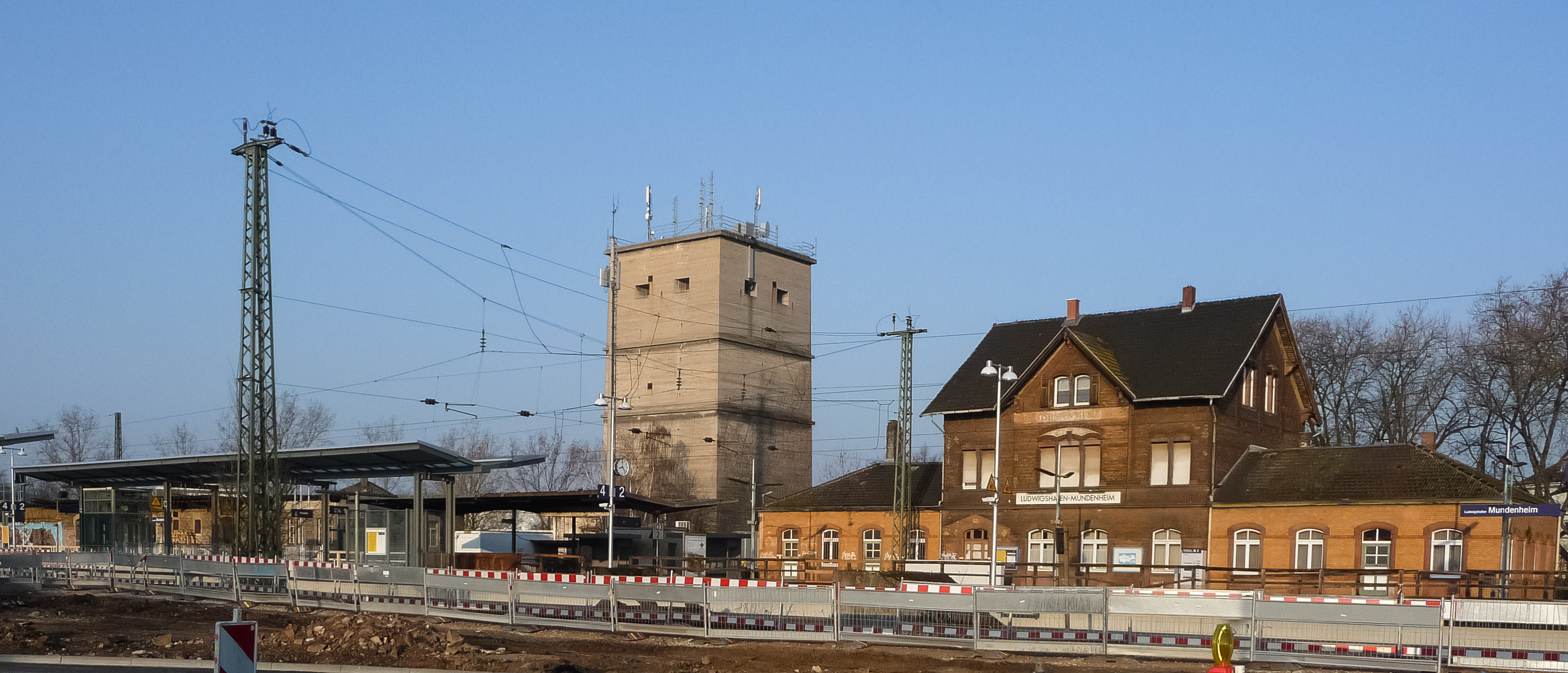
Bahnhof Ludwigshafen-Mundenheim

Der Bahnhof Ludwigshafen-Mundenheim befindet sich im Südwesten des Ludwigshafener Stadtteils Mundenheim. Er entstand 1886 und hieß anfangs nur Mundenheim. Ab 1890 zweigte dort eine Schmalspurbahn nach Dannstadt ab, die ab 1911 bis Meckenheim führte. In Zusammenhang mit dem viergleisigen Ausbau der Hauptbahn zwischen Schifferstadt und Ludwigshafen erhielt er ein neues Empfangsgebäude. Als Folge der Eingemeindung Mundenheims nach Ludwigshafen fand seine Umbenennung in Ludwigshafen-Mundenheim statt. Die Stilllegung der Schmalspurbahn nach Meckenheim folgte 1955. Betrieblich ist der Bahnhof seit Inbetriebnahme des neuen Ludwigshafener Hauptbahnhofs im Jahr 1969 offiziell ein Bahnhofteil davon. Von ihm zweigt eine Güterstrecke ab, die sich entlang des Rheins schlängelt und zur BASF führt.

### Ludwigshafen-Rheingönheim

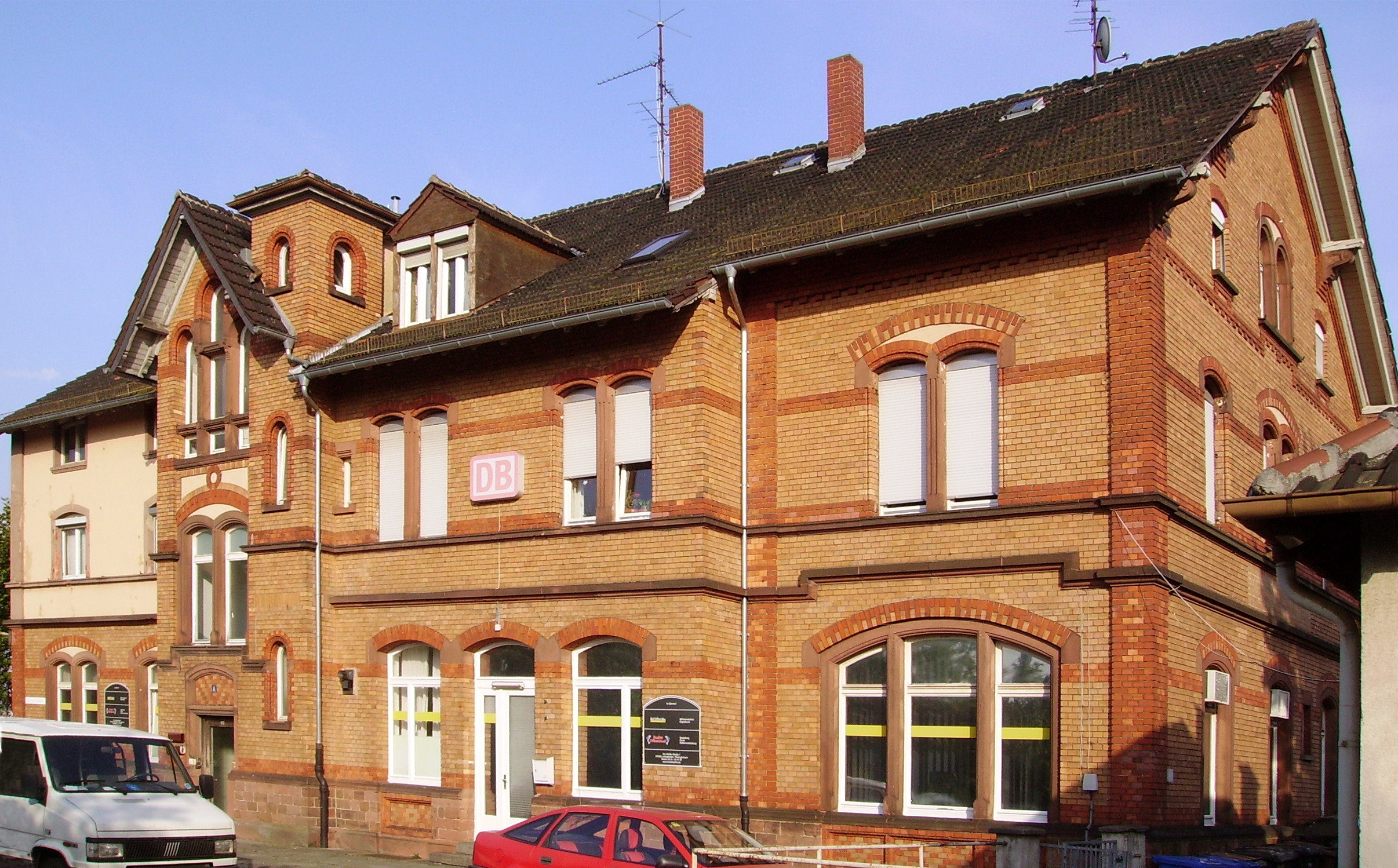
Bahnhof Ludwigshafen-Rheingönheim

Der Bahnhof Ludwigshafen-Rheingönheim liegt im Westen des Ludwigshafener Stadtteils Rheingönheim und entstand um 1870. Ursprünglich hieß er nur Rheingönheim. In Zusammenhang mit dem viergleisigen Ausbau der Hauptbahn zwischen Schifferstadt und Ludwigshafen erhielt er ein neues Empfangsgebäude. Die Reichsbahn benannte ihn nach der Eingemeindung des Ortes nach Ludwigshafen am 15. Mai 1939 in Ludwigshafen-Rheingönheim um.
1963 erhielt Ludwigshafen-Rheingönheim ein zweites Stellwerk zu dem bestehenden Fahrdienstleiter-Stellwerk. Nach Inbetriebnahme des neuen Ludwigshafener Hauptbahnhofs 1969 wurde der Bahnhof Ludwigshafen-Rheingönheim zum 1. April 1970 als Bahnhofteil in den Ludwigshafener Hauptbahnhof integriert. Der örtliche Güterverkehr wurde zeitweise mit Hilfe eines als Zweiwegefahrzeug ausgerüsteten MB-tracs, durchgeführt. Seit Ende 2010 zweigt aus dem Bahnhof das Anschlussgleis eines ortsansässigen Unternehmens ab. Damit entstand zum ersten Mal seit Jahrzehnten entlang der Strecke von Mannheim nach Saarbrücken ein solcher Gleisanschluss neu.

### Limburgerhof

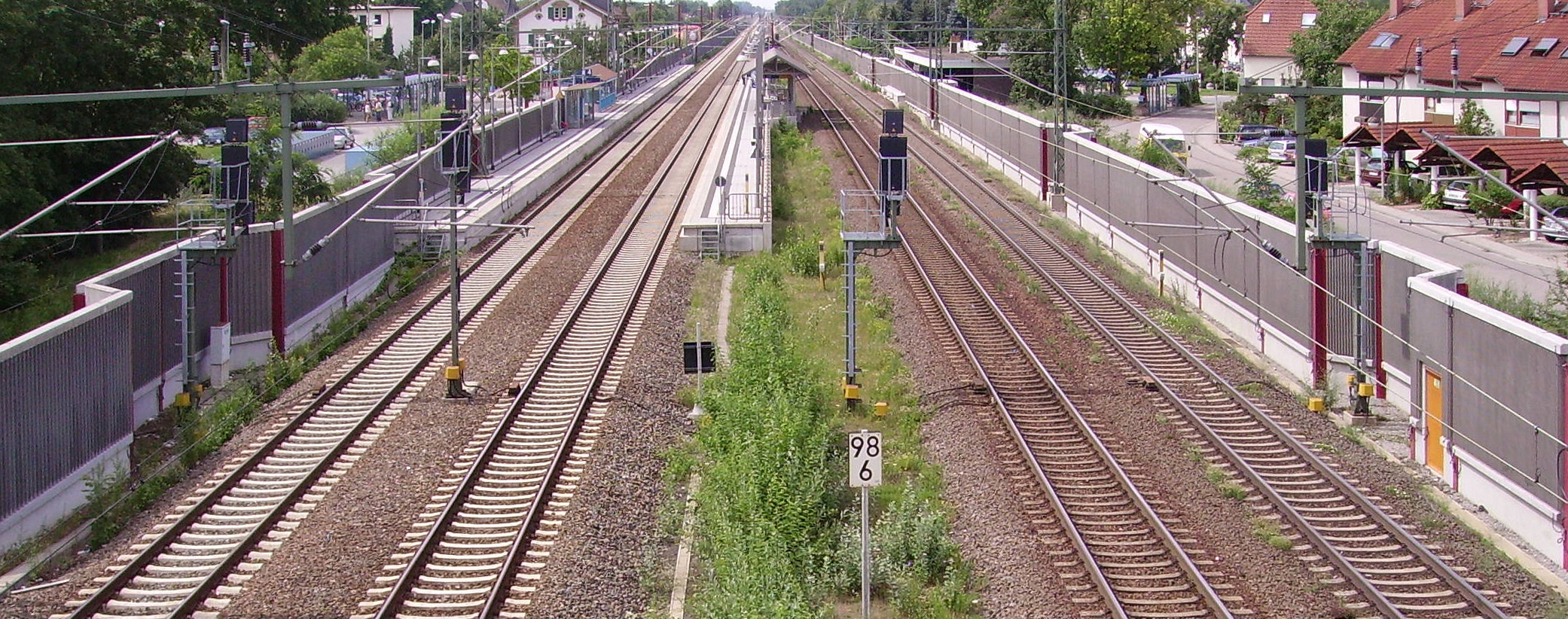
Bahnhof Limburgerhof

Der ehemalige Bahnhof und heutige Haltepunkt Limburgerhof befindet sich mitten im Siedlungsgebiet von Limburgerhof. Er hieß ursprünglich Mutterstadt, die Gemeinde befindet sich jedoch einige Kilometer weiter westlich. Da Mutterstadt ab 1890 Anschluss an die schmalspurige Bahnstrecke Ludwigshafen – Dannstadt erhielt, wurde für den früheren Bahnhof in der Folgezeit inoffiziell die Bezeichnung „Mutterstadt Hauptbahnhof“ verwendet. Mit dem viergleisigen Ausbau der Hauptstrecke erhielt er ein neues Empfangsgebäude an der Westseite der Gleisanlagen, das dem Personenverkehr diente, während der inzwischen denkmalgeschützte Vorgänger fortan ausschließlich für den Güterverkehr zuständig war.:21 Im Zusammenhang mit der Elektrifizierung wurde das Empfangsgebäude abgerissen; an seine Stelle trat ein Nachfolgebau. Seinen heutigen Namen bekam der Bahnhof um 1930, als die zwischenzeitlich in seiner unmittelbarer Nähe entstandene Siedlung Limburgerhof eine selbständige Gemeinde wurde.

### Schifferstadt

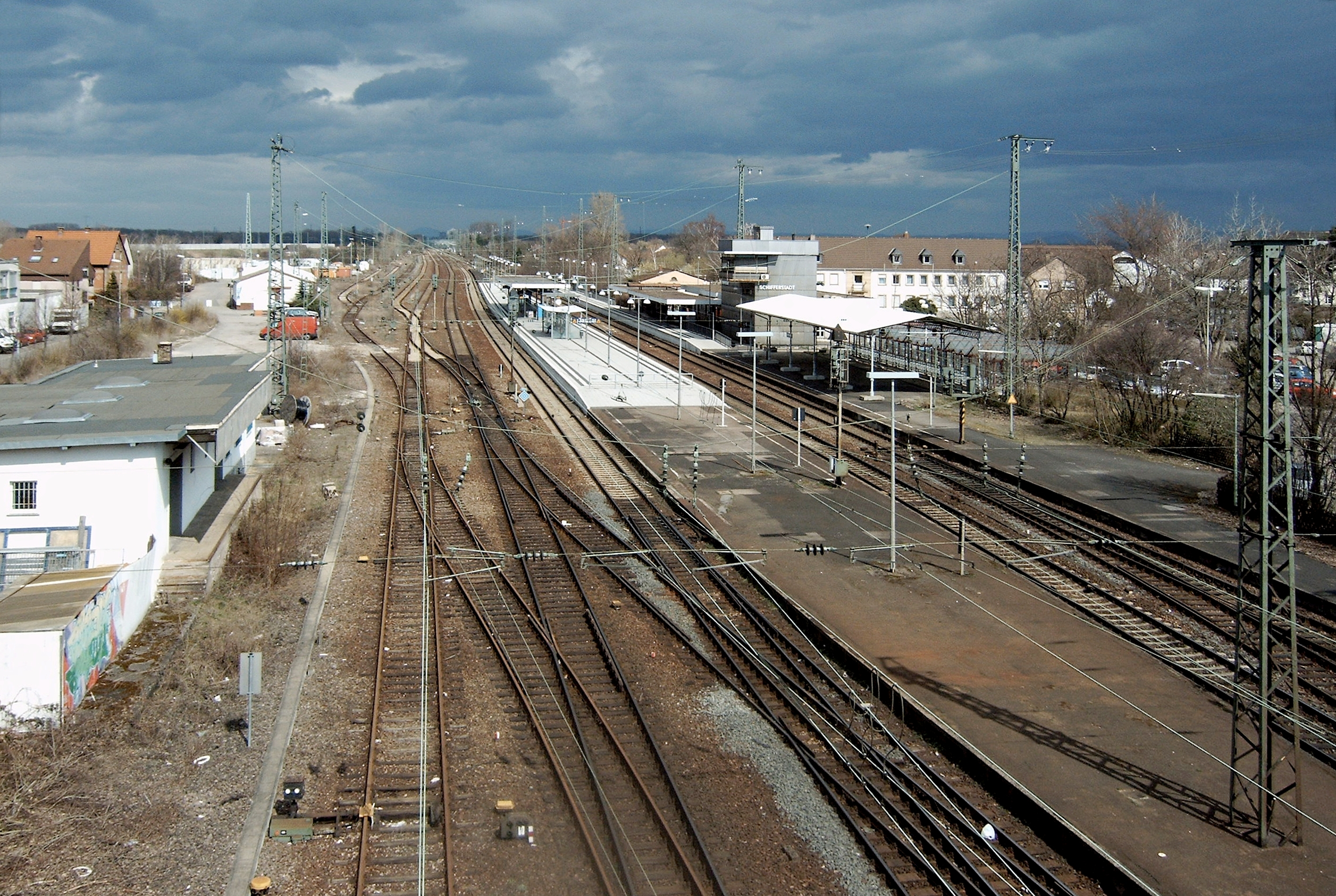
Bahnhof Schifferstadt

Der Bahnhof Schifferstadt befindet sich am nordwestlichen Stadtrand von Schifferstadt und gehört zur Preisklasse 3. Er wurde am 11. Juni 1847 als Teil des Ludwigsbahn-Abschnitts Ludwigshafen-Neustadt eröffnet. Zeitgleich ging die Stichstrecke nach Speyer in Betrieb. Damit wurde Schifferstadt zum ersten Eisenbahnknotenpunkt innerhalb der Pfalz. Die Stichstrecke nach Speyer wurde 1864 bis Germersheim und 1876 bis Wörth verlängert. Im Zuge ihres zweigleisigen Ausbaus Anfang des 20. Jahrhunderts war ein Umbau der Gleisanlagen erforderlich. Die Station bildete einen Lokomotivbahnhof als Dependance des Bahnbetriebswerkes Neustadt. Das ursprüngliche Empfangsgebäude wurde 1964 abgerissen und durch ein neues ersetzt. Teile der Bahnsteigüberdachung aus der Anfangszeit des Bahnhofs stehen unter Denkmalschutz.:28

### Böhl-Iggelheim

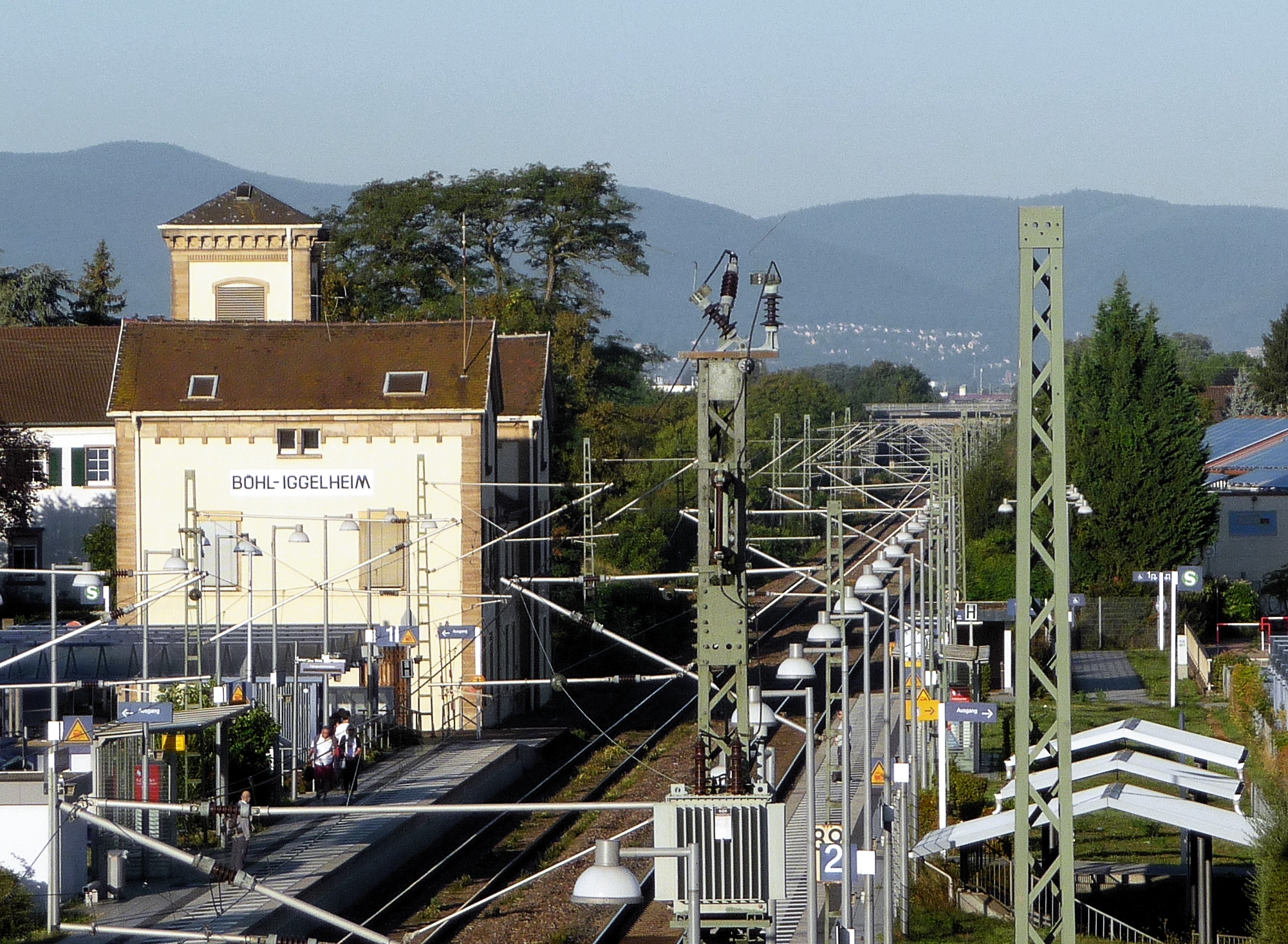
Bahnhof Böhl-Iggelheim

Der ehemalige Bahnhof und heutige Haltepunkt Böhl-Iggelheim befindet sich am südöstlichen Rand von Böhl; einen Kilometer entfernt in Richtung Süden liegt Iggelheim. In den ersten Jahren seines Bestehens trug er die Bezeichnung Böhl. Sein Empfangsgebäude steht unter Denkmalschutz.:5

### Haßloch (Pfalz)
Der Bahnhof Haßloch (Pfalz) befindet sich am nördlichen Ortsrand von Haßloch. Da das ursprüngliche Empfangsgebäude im Zweiten Weltkrieg in Mitleidenschaft gezogen worden war, wurde es 1961 durch ein neues ersetzt.

### Neustadt (Weinstr) Böbig
Der Haltepunkt befindet sich im Nordosten der Kernstadt von Neustadt an der Weinstraße und dient hauptsächlich dem namensgebenden Schulzentrum Böbig. Er ist ein Bahnhofsteil des Neustadter Hauptbahnhofs. An ihm verzweigen sich die Strecke nach Mannheim und die Nordbahn nach Monsheim. Erste Pläne zu seiner Errichtung gab es bereits 1965. Seine Inbetriebnahme fand 1974 statt, um einen Teil des Schülerverkehrs, den zuvor Busse übernommen hatten, auf die Schiene zu verlagern. Treibende Kraft für seine Entstehung war der damalige Lehrer und spätere VRN-Funktionär Werner Schreiner.

### Neustadt (Weinstr) Hauptbahnhof

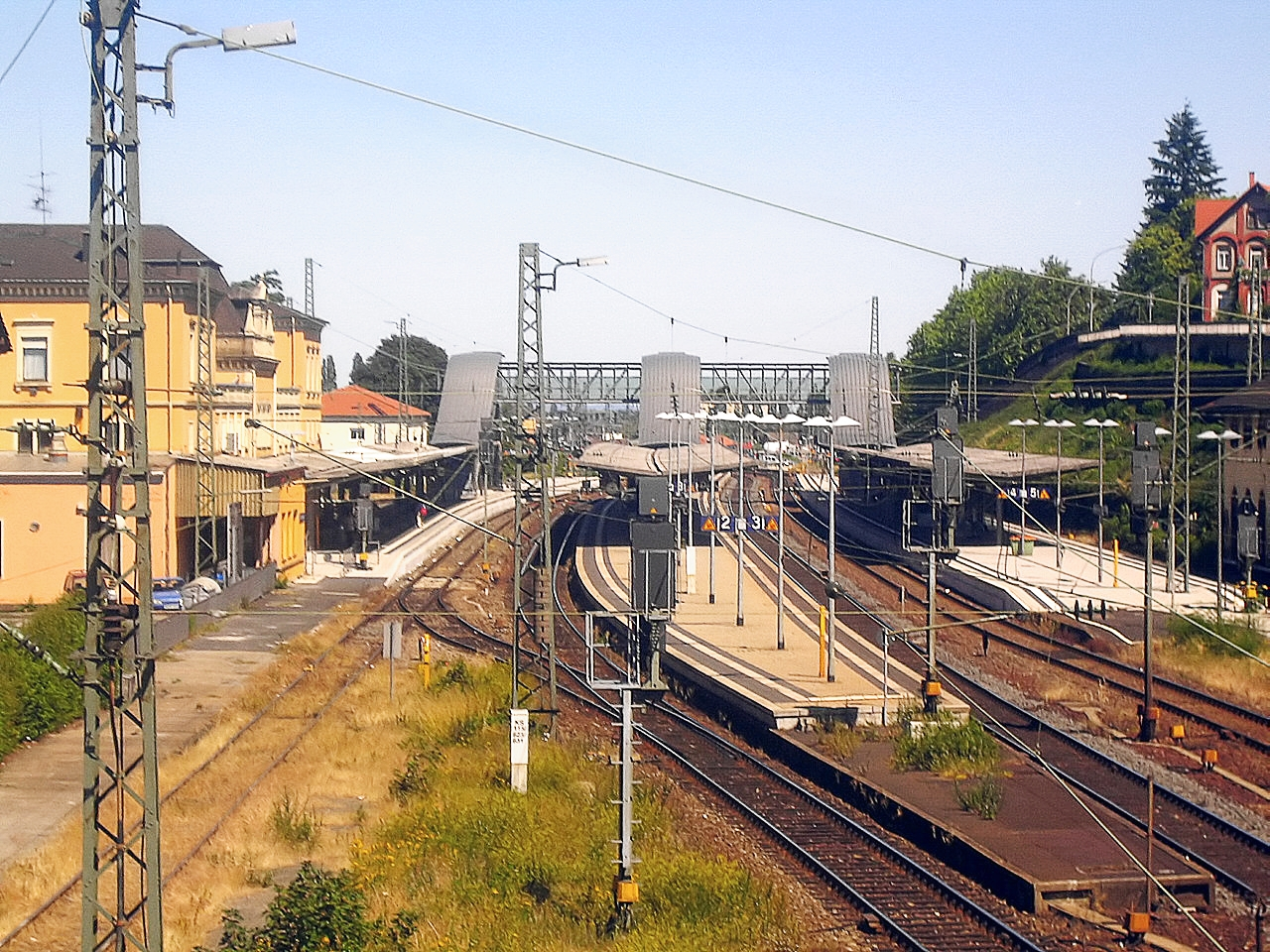
Neustadt (Weinstraße) Hauptbahnhof

Ab 1847 war der Bahnhof, der in den ersten Jahrzehnten seines Bestehens die Bezeichnung „Neustadt (Haardt)“ trug, Endbahnhof der östlichen Ludwigsbahn-Teilstrecke, aus der später die heutige Bahnstrecke Mannheim – Saarbrücken hervorging. Mit der Eröffnung der Maximiliansbahn wurde er nach Schifferstadt (1847) und Ludwigshafen (1853) der dritte Eisenbahnknotenpunkt innerhalb der Pfalz. Später kam die Pfälzische Nordbahn hinzu, die zunächst in Bad Dürkheim endete und seit 1873 bis nach Monsheim führt. Für sie mussten die Bahnanlagen erweitert werden, denen das ursprüngliche Empfangsgebäude weichen musste. Sein Nachfolgebau steht unter Denkmalschutz.
Nach Vollendung der Alsenztalbahn entwickelte sich der Bahnhof zu einem bedeutenden Fernverkehrsknotenpunkt. Nach dem Ersten Weltkrieg verlor der Nord-Süd-Verkehr an Bedeutung, es verblieb der überregionale Verkehr in Ost-West-Richtung. Seit dem 12. März 1964 ist der Bahnhof elektrifiziert. Im Jahr 2003 wurde er mit der Eingliederung in die S-Bahn RheinNeckar modernisiert.

### Schöntal
Die Verladestelle Schöntal befand sich bei der zu Neustadt gehörenden Siedlung Schöntal unmittelbar östlich des Wolfsberg-Tunnels und diente ausschließlich dem Güterverkehr. Bereits 1869 befand sich vor Ort eine Güterverladestelle. In der Folgezeit wurden Forderungen laut, diese zu einem vollwertigen Bahnhof auszubauen, was die Pfälzischen Eisenbahnen jedoch mit Hinweis auf die geringe Entfernung zum Neustadter Bahnhof ablehnten. Die Bayerischen Staatseisenbahnen erhoben ihn zu einem Güterbahnhof. Später war die Betriebsstelle offiziell eine Ausweichanschlussstelle. Von ihr zweigte ein Anschlussgleis zur Achatmühle ab, das um den Wolfsberg herumführte. Das Gleis lag seit Jahrzehnten brach, die Verladestelle wurde 2005 aufgegeben.

### Lindenberg-Knöckel
Diese Ausweichanschlussstelle befand sich am südlichen Ortsrand von Lindenberg (Pfalz) und diente der Papierfabrik Knöckel, Schmidt & Cie. Ihre Bedienung war ausschließlich durch Befahrung des Streckengleises Richtung Neustadt, jedoch in die westliche Fahrtrichtung möglich. Über sie wurde primär Kohle angeliefert, ehe das Unternehmen 2000 in die Insolvenz ging. Die Demontage der entsprechenden Weiche fand 2011 statt.

### Lambrecht (Pfalz)

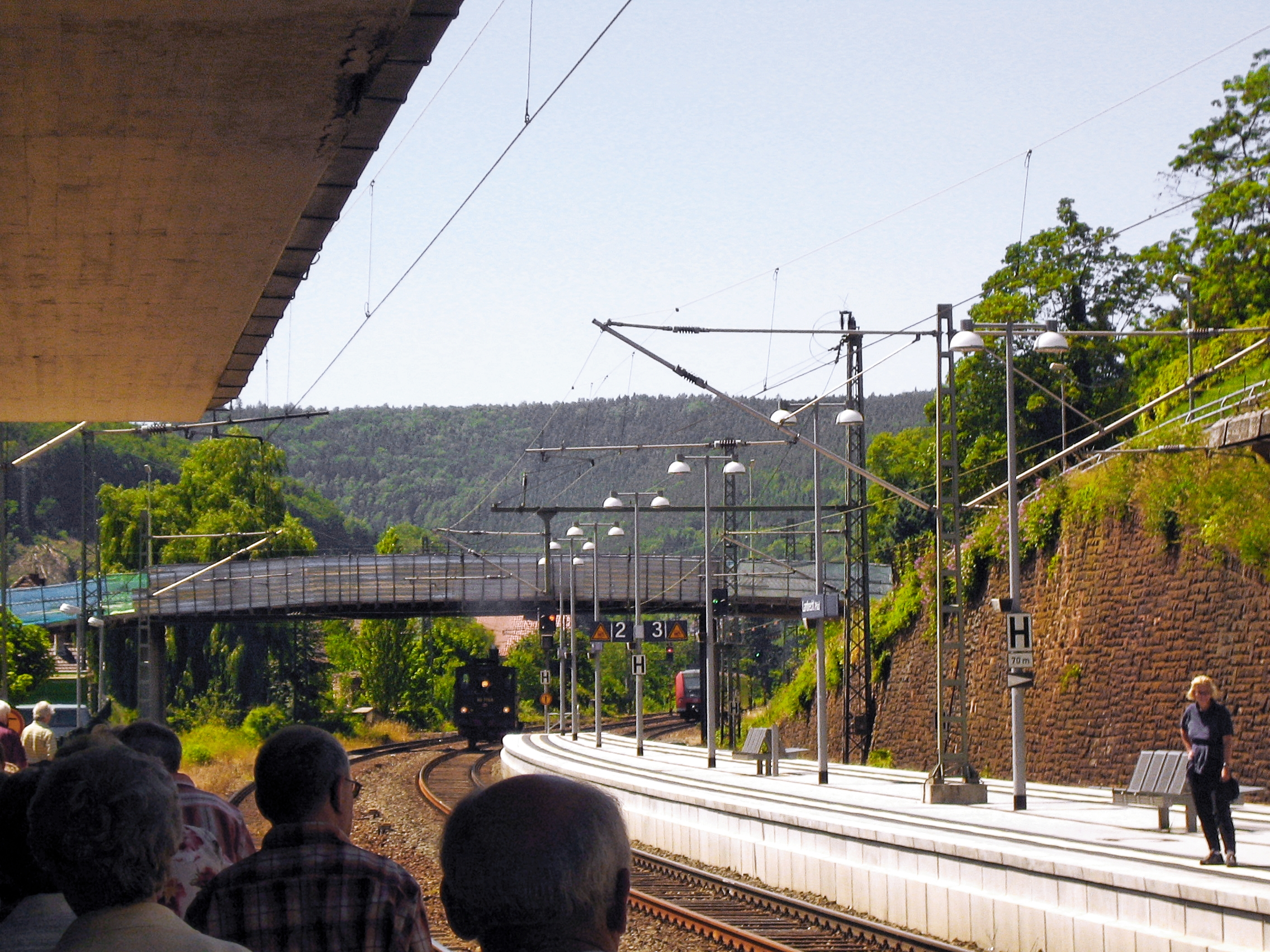
Bahnhof Lambrecht (Pfalz) mit umsetzender Lokomotive des Kuckucksbähnels

Der Bahnhof Lambrecht (Pfalz) befindet sich am nördlichen Stadtrand von Lambrecht (Pfalz). Seit 1909 zweigt von ihm das Kuckucksbähnel ab, seit 1984 eine Museumsbahn. Das ursprüngliche Empfangsgebäude entsprach stilistisch den Bahnhöfen, die in der Pfalz vor allem in der zweiten Hälfte des 19. Jahrhunderts gebaut wurden. Im Zweiten Weltkrieg fiel es den Kampfhandlungen zum Opfer. Das derzeitige Bahnhofsgebäude stammt aus dem Jahr 1957, hat für den Bahnbetrieb jedoch keine unmittelbare Bedeutung mehr. Seit dem 12. März 1964 ist der Bahnhof elektrifiziert.
Die frühere Güterabfertigung, die zuletzt als Wohnhaus gedient hatte, wurde 1999 abgerissen, um Parkraum zu schaffen. Durch die Inbetriebnahme des elektronischen Stellwerks in Neustadt am 16. Mai desselben Jahres fiel am Bahnhof der letzte Arbeitsplatz weg. Zudem demontierte die Bundesbahn mehrere Gleise, sodass der Bahnhof seither nur noch dreigleisig ist.

### Neidenfels
Der Haltepunkt Neidenfels befindet sich am südlichen Ortsrand von Neidenfels innerhalb einer S-Kurve und gehört zur Preisklasse 6. Seine Inbetriebnahme fand am 31. Januar 1998 statt. Bereits im 19. Jahrhundert gab es entsprechende Bestrebungen, jedoch verwies die Bahnverwaltung auf das Gefälle der Strecke in diesem Bereich, das das Bremsen der Züge erschwerte.
Bereits wenige Jahre nach Inbetriebnahme der S-Bahn RheinNeckar mussten aufgrund der hohen Nachfrage zwischen Neustadt und Kaiserslautern Züge in Dreifachtraktion verkehren. Aufgrund der geringen Bahnsteiglänge konnten sie zunächst nicht in Neidenfels halten. Aus diesem Grund wurden 2010 die Bahnsteige innerhalb von fünf Monaten in Richtung Norden auf insgesamt 210 Meter verlängert. Die Eröffnung fand im November des Jahres statt. Im unmittelbaren Einzugsgebiet befinden sich einige Wanderwege.

### Weidenthal

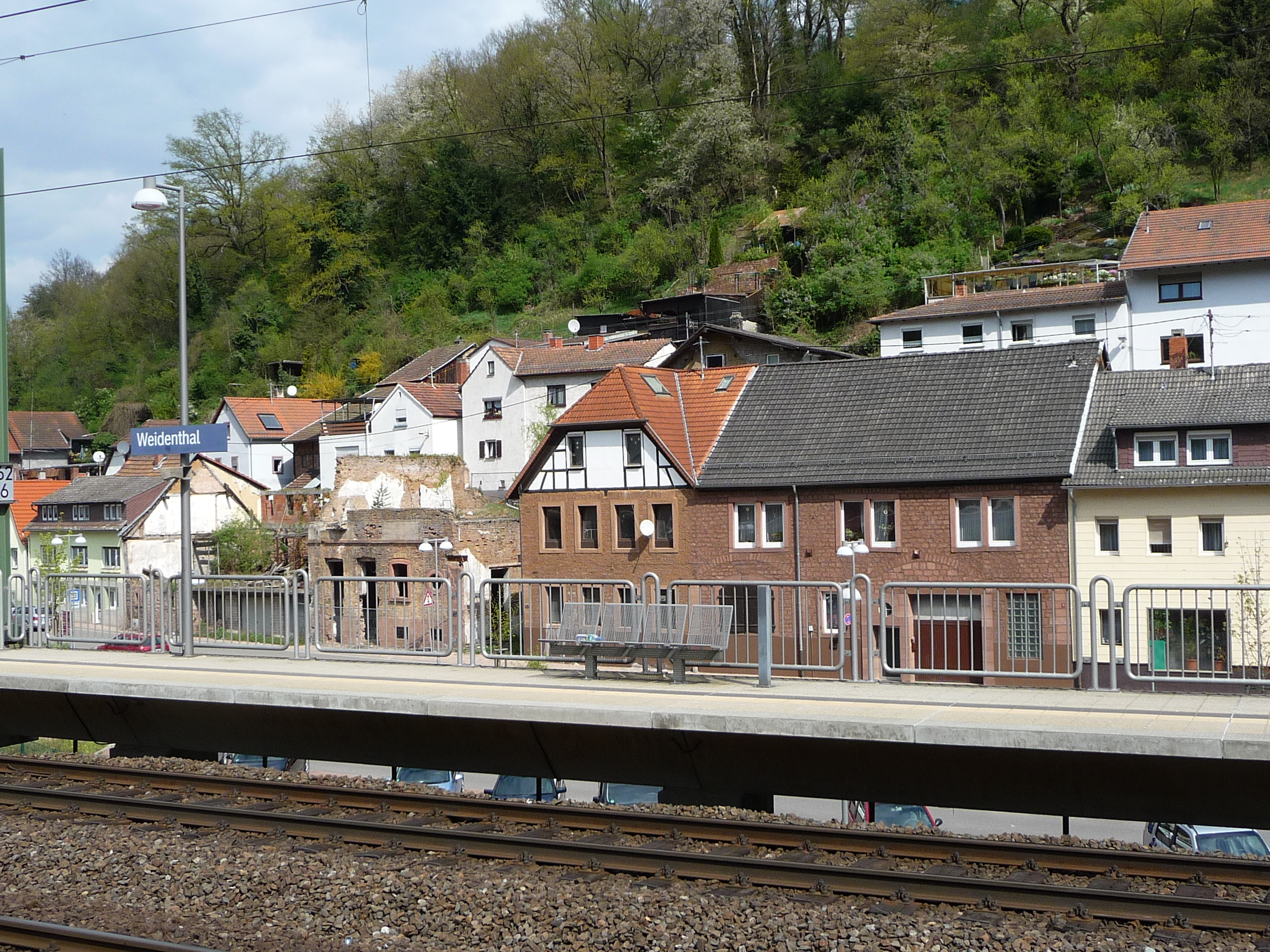
Haltepunkt Weidenthal

Der dreigleisige Bahnhof Weidenthal befindet sich im Süden der Gemarkung der Ortsgemeinde Weidenthal und gehört zur Preisklasse 5. Die Bahnsteige des Bahnhofs lagen früher im südlichen Bahnhofsbereich, wo sich auch das denkmalgeschützte frühere Empfangsgebäude befindet. Im Zuge der Bauarbeiten für die S-Bahn RheinNeckar entstanden neue Bahnsteige rund 800 Meter weiter in einer ortsnäheren Lage im nördlichen Bahnhofsbereich.
Der Bahnhof besitzt drei Bahngleise, von denen das mittlere als Überholgleis dient. Er stellt eine von insgesamt drei Möglichkeiten für Zugüberholungen zwischen Neustadt und Kaiserslautern dar.
Der örtliche Steinbruch war mit seinen eigenen Anschlussgleisen ein wichtiger Güterkunde. Dort wurden in den ersten Jahrzehnten Schleifsteine und Mühlsteine produziert und verladen. Gegenwärtig wird von Weidenthal aus das Anschlussgleis der im benachbarten Neidenfels ansässigen Feinpapierfabrik Glatz bedient.

### Frankenstein (Pfalz)

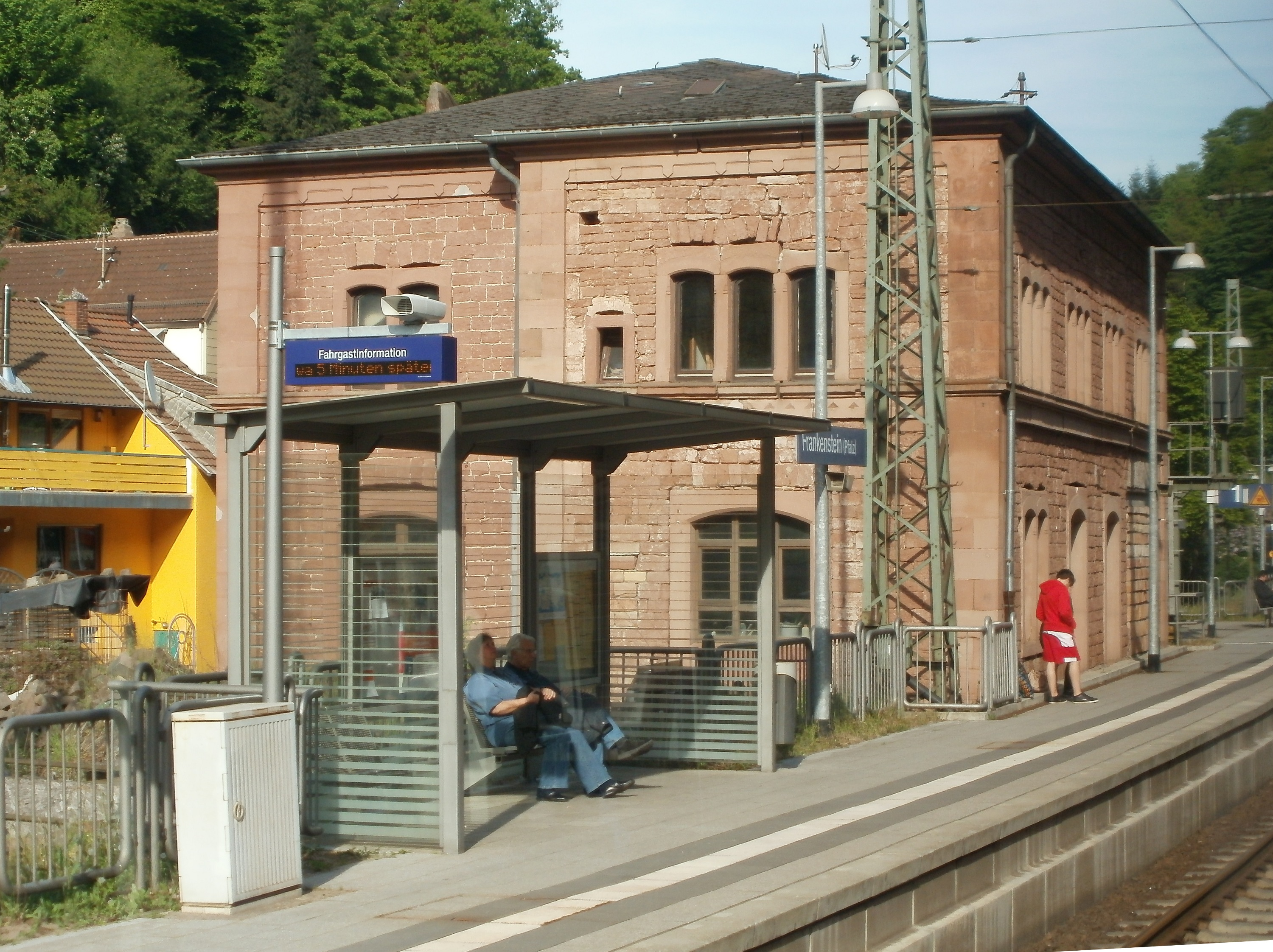
Bahnhof Frankenstein

Bei der Entstehung des früheren Bahnhofs Frankenstein (Pfalz) spielten die Interessen von Paul Camille Denis, dem Erbauer der Ludwigsbahn, eine große Rolle. Er ließ sich zeitweise vor Ort nieder, erwarb die Burg Diemerstein und baute in unmittelbarer Nähe die sogenannte Villa Denis. Vom 2. Dezember 1848 bis zum 25. August 1949 war der Bahnhof östlicher Endpunkt des westlichen, von Bexbach kommenden Ludwigsbahn-Abschnitts. Er befindet sich am westlichen Siedlungsrand von Frankenstein. Unmittelbar östlich davon schließt sich der Schlossberg-Tunnel an. Nördlich erstreckt sich der Ortsteil Diemerstein.
Im Hinblick auf die Größe Frankensteins fiel das denkmalgeschützte Empfangsgebäude architektonisch sehr anspruchsvoll aus, was ebenfalls auf den Einfluss Denis’ zurückzuführen ist. Von der Bauweise her ähnelt es einem Schloss. Seit 1964 ist er betrieblich ein Haltepunkt.

### Hochspeyer Ost
Die Betriebsstelle Hochspeyer Ost (Abkürzung SHY O) ist Bestandteil des Hochspeyerer Bahnhofs und befindet sich im Osten der Gemarkung der Ortsgemeinde Hochspeyer. Von ihr zweigt die Verbindungskurve zur Alsenztalbahn ab, die Fernzügen der Relation Bingerbrück – Neustadt – Straßburg diente. Sie wird gegenwärtig selten befahren.

### Hochspeyer

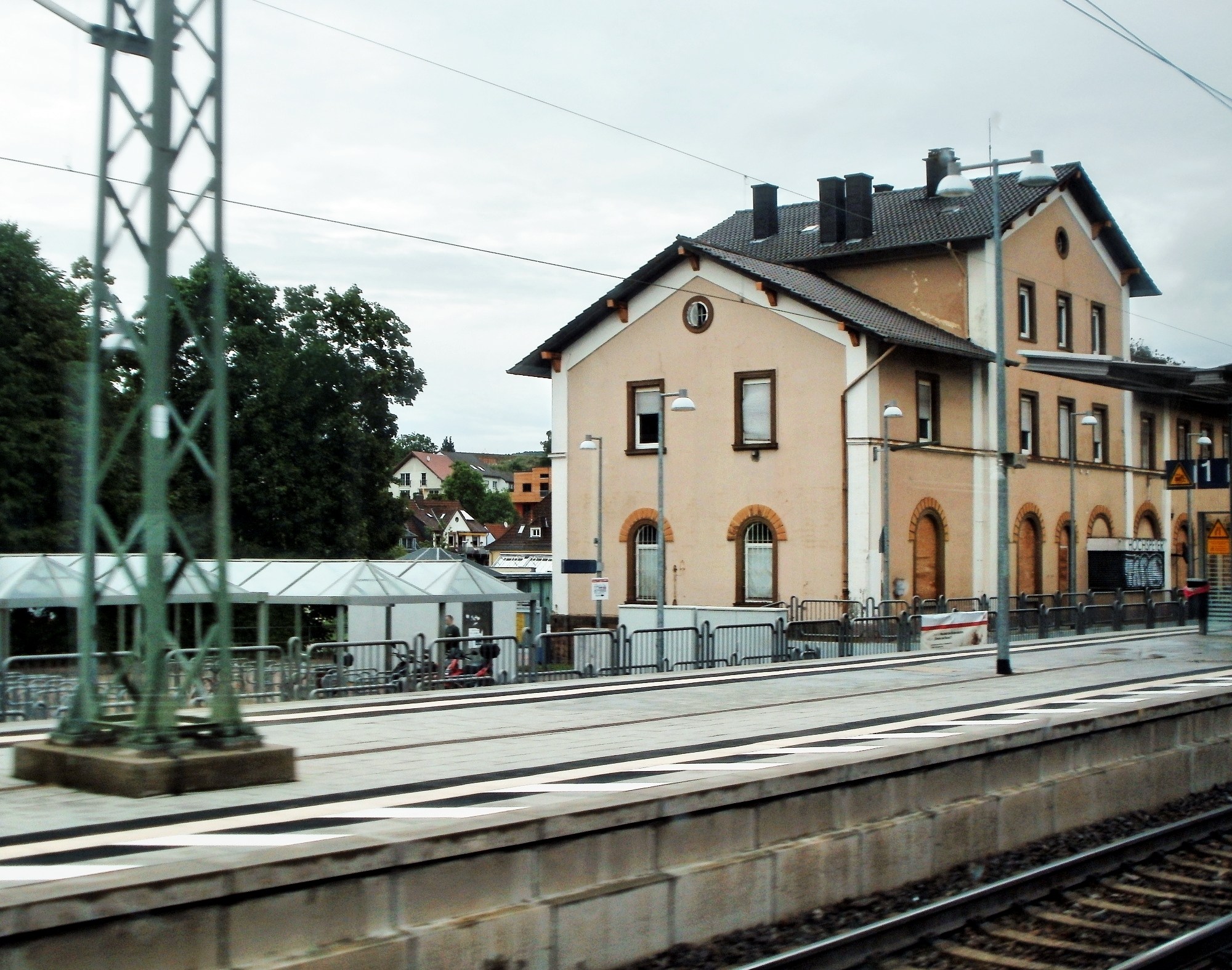
Bahnhof Hochspeyer

Der Bahnhof Hochspeyer – im Osten der Ortsgemeinde gelegen – entstand zeitgleich mit Eröffnung der abzweigenden Alsenztalbahn in den Jahren 1870 und 1871. Auf diese Weise wurde er zum insgesamt achten Eisenbahnknotenpunkt innerhalb der Pfalz. Sein Empfangsgebäude, das für den Bahnbetrieb inzwischen keine Bedeutung mehr aufweist, entspricht dem Baustil, der entlang den restlichen Bahnhöfen entlang der Alsenz sowie denjenigen zwischen Landau und Zweibrücken. Trotz des Status als Bahnknotenpunkt verlor er diese Bedeutung durch die 1875 eröffnete Bahnstrecke Kaiserslautern–Enkenbach teilweise wieder.
Zum 1. Mai 2007 wurde dasjenige Stellwerk, das im Empfangsgebäude untergebracht war, an das elektronische Stellwerk (ESTW) in Karlsruhe zugeschlagen, womit der örtliche Fahrdienstleiter entfiel. Früher gehörten weitere Stellwerke zum Bahnhof. Eins davon befand sich an der Überführung der Bundesstraße 48. Dieses wurde zwischenzeitlich renoviert und zu einer Gaststätte umfunktioniert. Dieses wurde zu Zeiten der Deutschen Reichsbahn errichtet.

### Althochspeyer
Der Bahnhof Althochspeyer befand sich im Westen von Hochspeyer in der Nähe der Heidestraße. Er war der ursprüngliche Bahnhof der Gemeinde Hochspeyer. Sein Bau wurde erst nachträglich beschlossen. In den statistischen Jahrbüchern war er oft als „Bahnhof am Kreuz“ verzeichnet. Mit Inbetriebnahme der Alsenztalbahn und des neuen Hochspeyerer Bahnhofs verlor er seine Funktion für den Personenverkehr und erhielt den neuen Namen Althochspeyer. Mit Rücksicht auf ein Chemieunternehmen, das sich in seinem Bereich angesiedelt hatte, und wegen seiner Bedeutung für die Holzindustrie blieb er als Güterbahnhof erhalten. Während der Zeit der Königlich Bayerischen Staatseisenbahnen war er der Kategorie 4 zugeordnet. Zum 1. April 1944 gab ihn die Deutsche Reichsbahn auch als Güterbahnhof auf. Sein früheres Empfangsgebäude beherbergte fortan Wohnungen für Eisenbahner.

### Kaiserslautern Hauptbahnhof

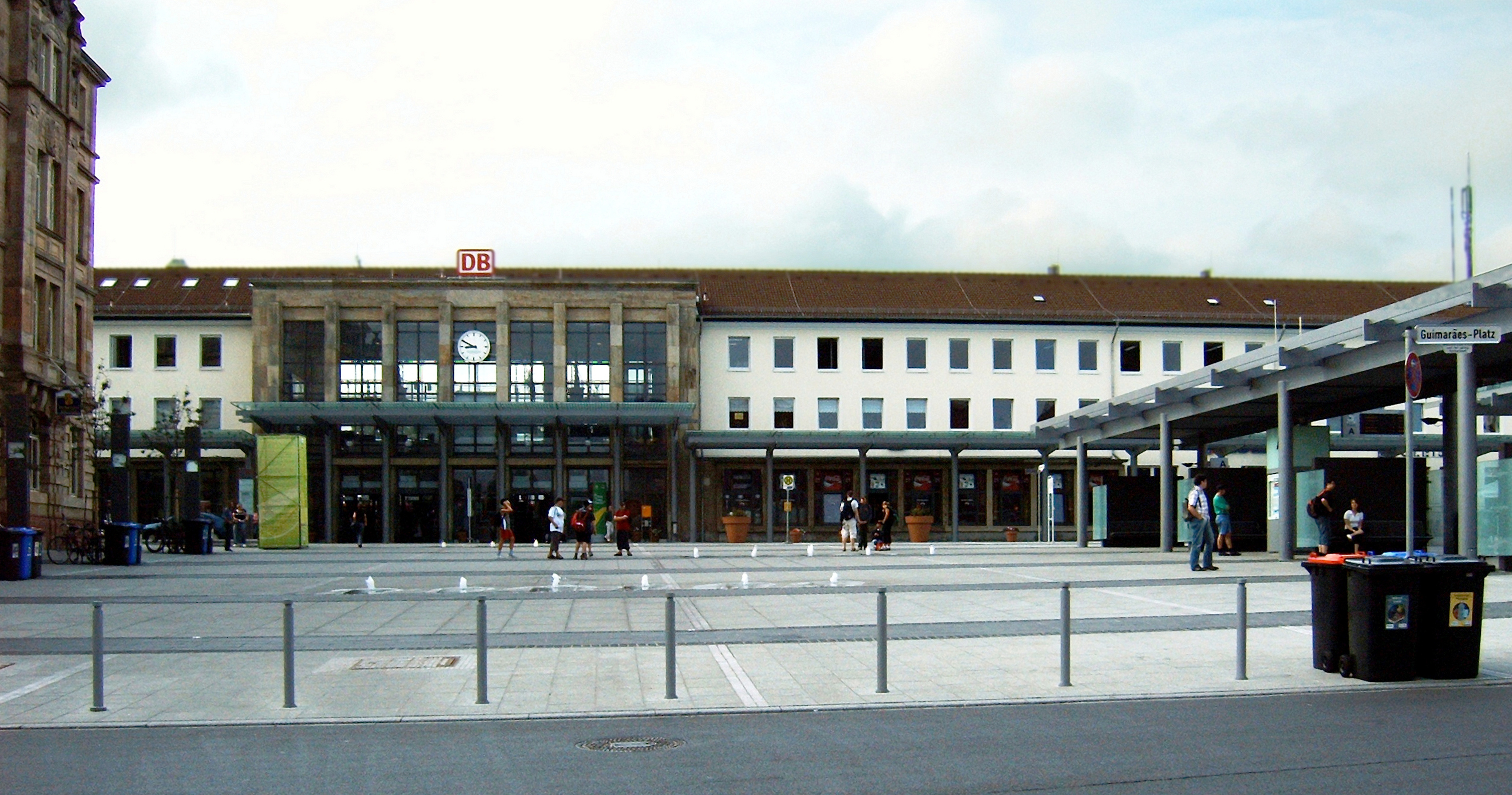
Kaiserslautern Hauptbahnhof

Die Eröffnung des Kaiserslauterer Hauptbahnhofs fand am 1. Juli 1848 statt, als die Ludwigsbahn-Gesellschaft den Abschnitt Homburg – Kaiserslautern in Betrieb nahm. Ein halbes Jahr später folgte die Verlängerung bis Frankenstein, ehe 1849 die damalige Strecke von der Rheinschanze bis Bexbach durchgängig befahrbar war. Trotz seiner großen Bedeutung wurde er erst 1875 mit Eröffnung der Bahnstrecke Kaiserslautern – Enkenbach, die als Zufuhrstrecke zur Alsenztalbahn und zur Donnersbergbahn diente und damit vergleichsweise spät zum Eisenbahnknotenpunkt. 1879 erhielt er ein neues Empfangsgebäude. Zusätzlich an Bedeutung gewann der Bahnhof durch die Eröffnung der Lautertalbahn im Jahr 1883 und der Vollendung der Biebermühlbahn nach Pirmasens 1913. Das zweite Bahnhofsgebäude wurde im Zweiten Weltkrieg stark beschädigt und in der Nachkriegszeit abgerissen.

### Kennelgarten
Der Haltepunkt Kennelgarten befindet sich im Westen der Stadt Kaiserslautern. Die Deutsche Reichsbahn nahm ihn am 1. Januar 1927 in Betrieb. Er diente in erster Linie der für Eisenbahner errichteten Siedlung Bahnheim.

### Kaiserslautern-Ausbesserungswerk
Der ehemalige Haltepunkt Kaiserslautern-Ausbesserungswerk befand sich wie das Kaiserslauterer Ausbesserungswerk im Kaiserslauterer Stadtteil Vogelweh und besaß einen Mittelbahnsteig. Er diente ausschließlich dem Werksverkehr und es gab keinen öffentlichen Zugang. Nachdem das Werk an Bedeutung eingebüßt hatte, wurde der Halt aufgegeben. Der Mittelbahnsteig und die Überdachung wurden Mitte 2015 abgerissen.

### Vogelweh, Einsiedlerhof und Rangierbahnhof Einsiedlerhof

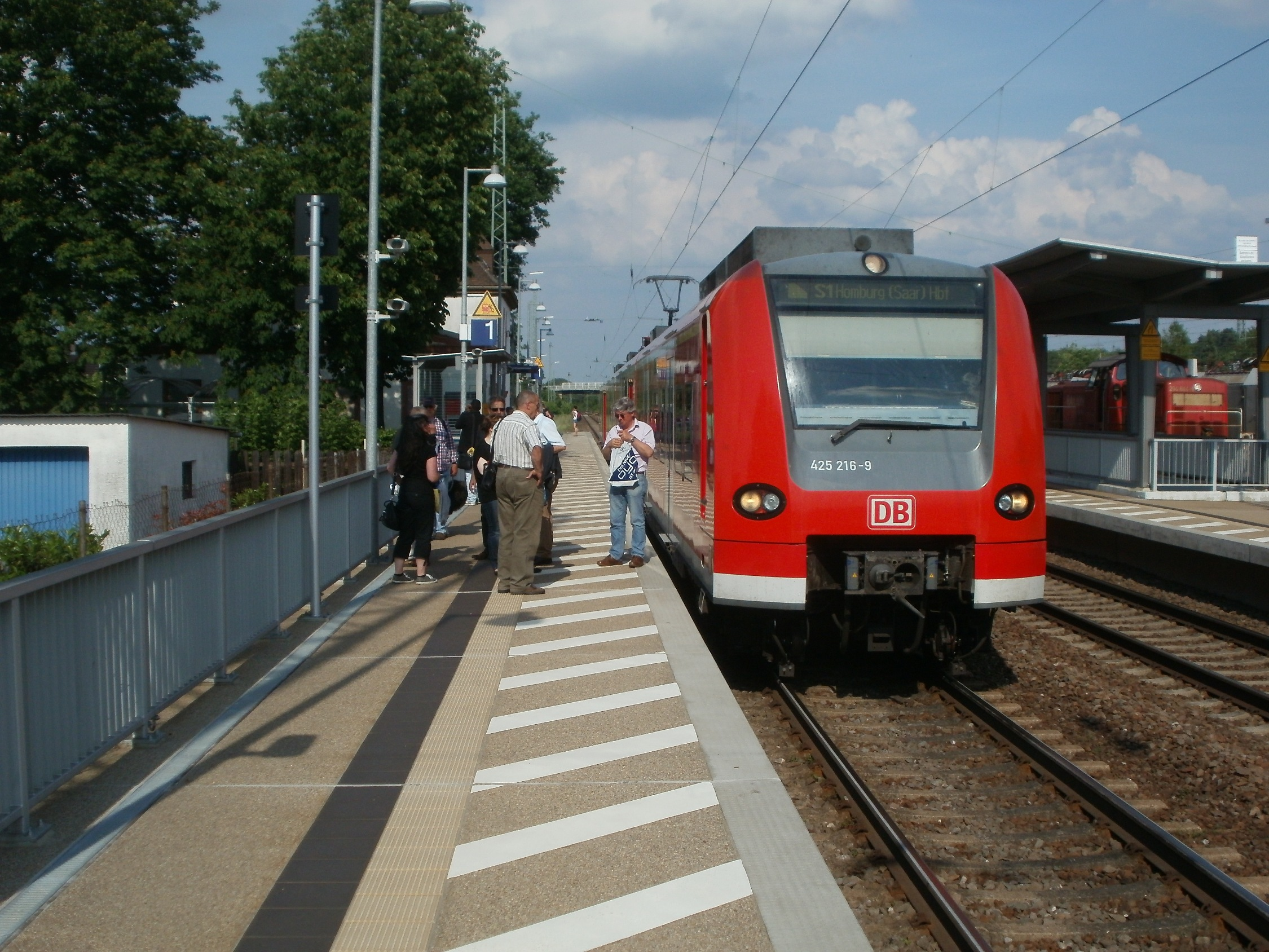
Bahnhof Einsiedlerhof

Der Rangierbahnhof Einsiedlerhof wurde 1921 fertiggestellt, da sein Vorgänger am Kaiserslauterer Hauptbahnhof an die Grenzen seiner Leistungsfähigkeit angelangt war. Seither ist er Zugbildungsbahnhof für Güterzüge innerhalb der Westpfalz. In den letzten Jahrzehnten büßte er wegen der zunehmenden Verlagerung des Gütertransportes auf die Straße an Bedeutung ein.
In seinem Einzugsgebiet befinden sich mit Einsiedlerhof und Vogelweh zwei Haltepunkte. Letzterer ging zum 5. Oktober 1952 in Betrieb.
Der Bahnhof Einsiedlerhof entstand um 1900 als Haltepunkt. Er wurde im Zusammenhang mit der Errichtung des gleichnamigen Rangierbahnhofs als Bahnhof ausgebaut und erhielt ein neues Empfangsgebäude, das inzwischen funktionslos ist. Der Bahnhof wurde barrierefrei umgebaut (um 2012) und hat jetzt drei Gleise, die von Personenzüge angefahren werden. Der Bahnhof Einsiedlerhof liegt zentral innerhalb des Kaiserslauterer Stadtteils.

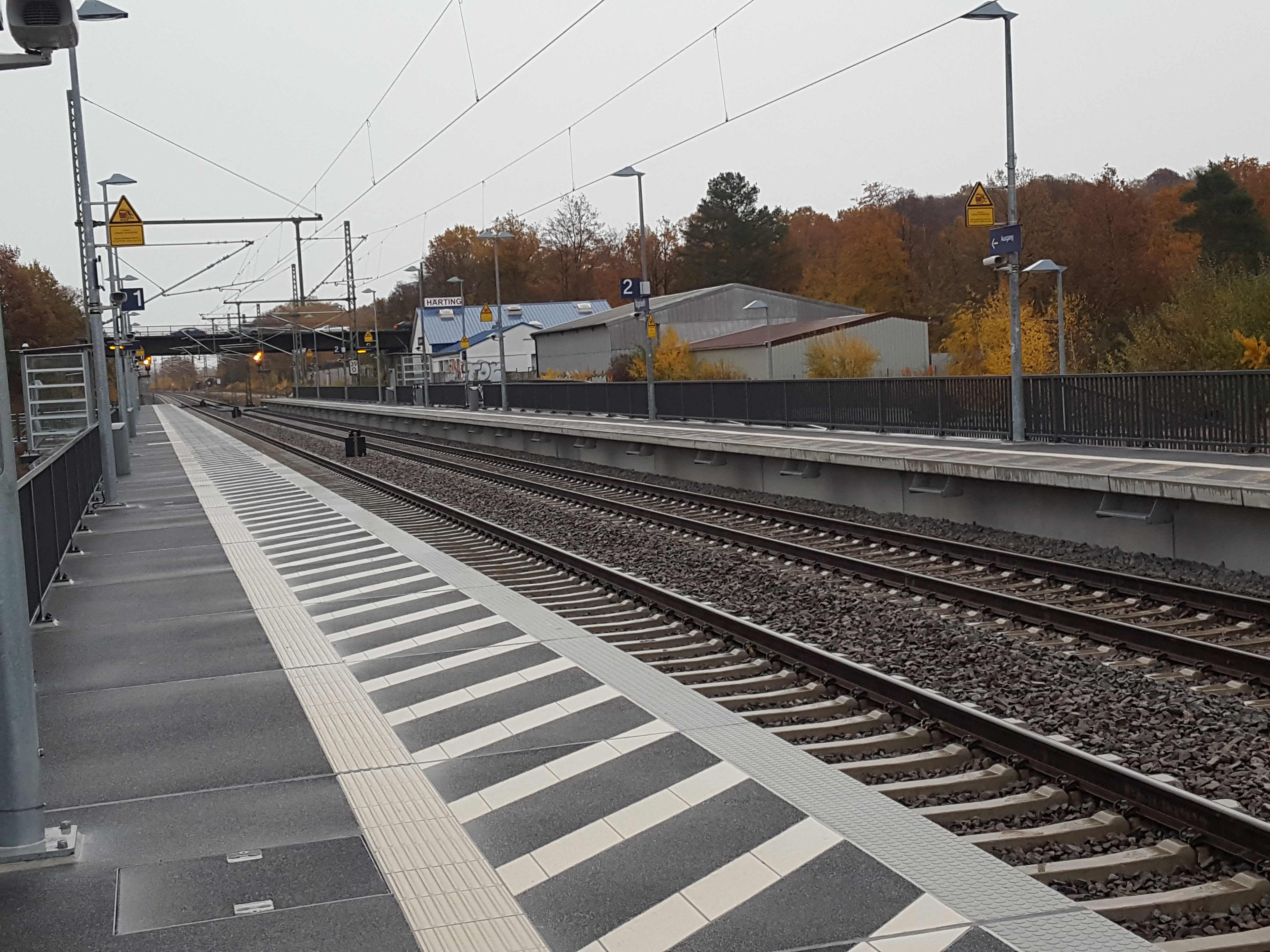
Bahnhof Vogelweh (Neubau 2018)

Der Haltepunkt Vogelweh befindet sich am nordwestlichen Rand des gleichnamigen Kaiserslauterer Stadtteils und entstand nach dem Zweiten Weltkrieg. Der Bahnhof war ein Inselbahnhof, bei dem der Bahnsteig zwischen den Gleisen ist. Nach Umbau im Frühjahr 2018 ist er barrierefrei.

### Kindsbach
Der Bahnhof Kindsbach entstand nach 1871 und befindet sich im Nordwesten der Ortsgemeinde Kindsbach. Er gehört zur Preisklasse 6 und wird von den Zügen der S-Bahn RheinNeckar, der Relation Kaiserslautern – Kusel und der Regional-Express-Linie RE 60 Kaiserslautern – Saarbrücken bedient. Ein bedeutender Güterkunde war ab den 1920er Jahren das Unternehmen Formsandwerke Ludwigshafen am Rhein, das vor Ort Formsand abbaute und diesen per Seilbahn zum Bahnhof transportierte.

### Landstuhl

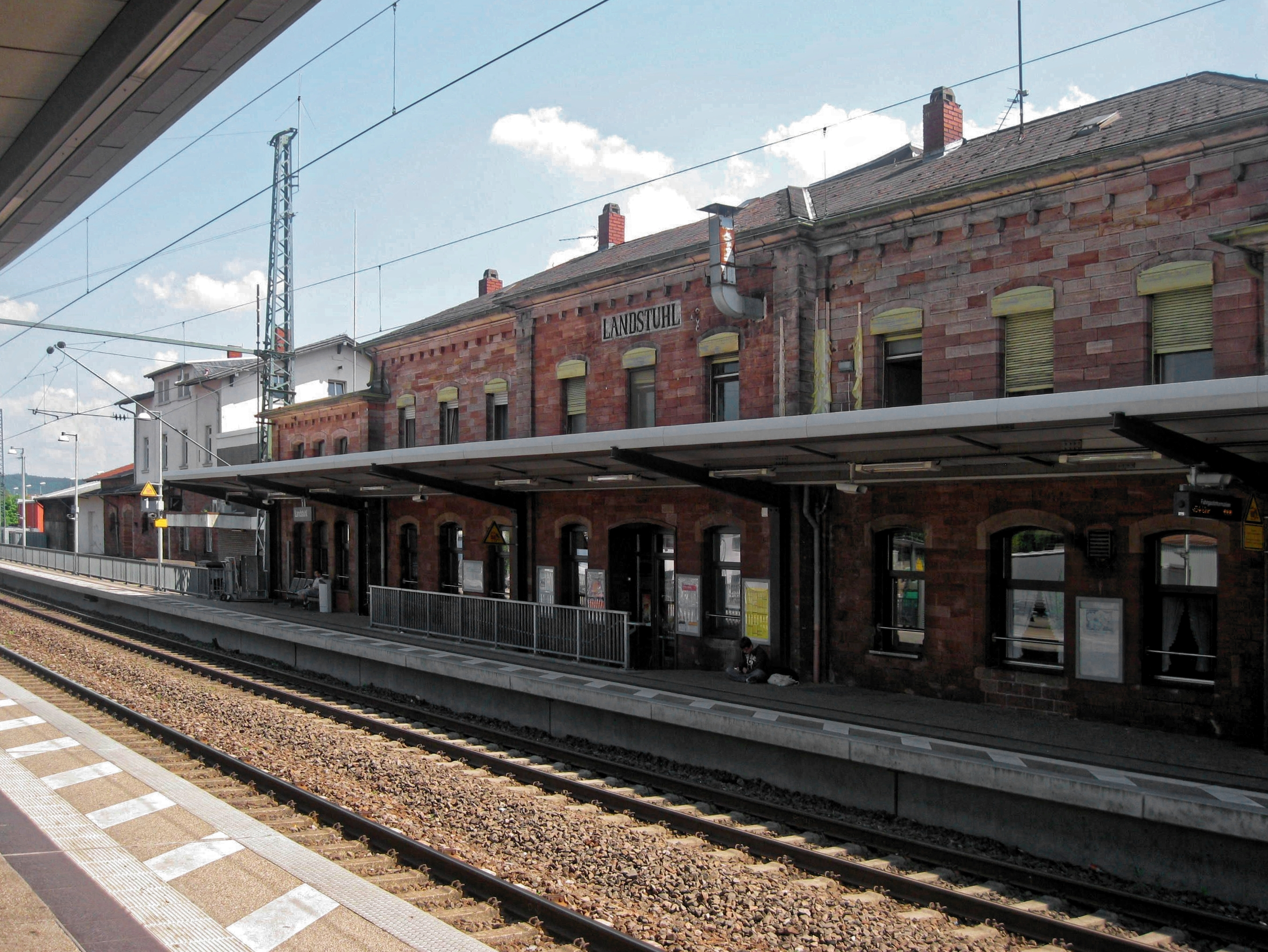
Bahnhof Landstuhl

Der Bahnhof Landstuhl befindet sich am nördlichen Stadtrand und besitzt vier Gleise. Seine Inbetriebnahme erfolgte 1848 mit der Ludwigsbahn-Teilstrecke Kaiserslautern – Homburg. In diesem Abschnitt war er stets der bedeutendste Unterwegsbahnhof. Seit 1868 zweigt die Strecke nach Kusel nordwestlich des Bahnhofs ab. Dadurch wurde der Bahnhof nach Schifferstadt (1847), Ludwigshafen (1853), Neustadt an der Haardt (1855), Homburg (1857), Winden (1864) und Schwarzenacker (1866) der siebte Eisenbahnknotenpunkt innerhalb der Pfalz. Vereinzelt halten Intercitys am Bahnhof. Der Güterverkehr kam zwischenzeitlich zum Erliegen.

### Hauptstuhl

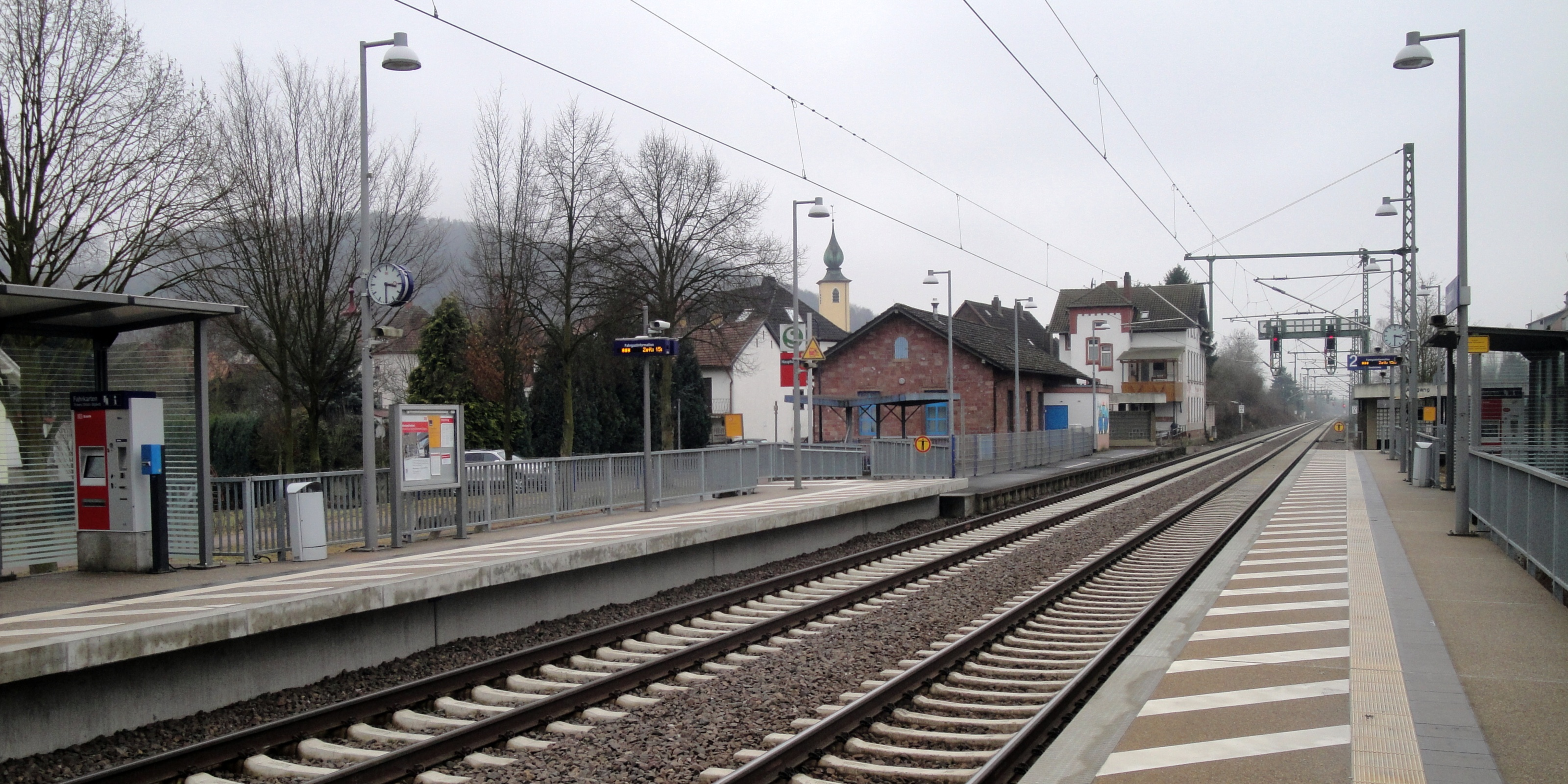
Bahnhof Hauptstuhl

Der Bahnhof Hauptstuhl befindet sich im Norden der Ortsgemeinde Hauptstuhl. Er gehört zur Preisklasse 6. Im nördlichen Bahnhofsbereich waren die inzwischen nicht mehr bestehenden Anlagen für den Güterverkehr angesiedelt. 1971 erhielt der Bahnhof ein Zentralstellwerk mit der Bezeichnung „Hf“. Mit dem Umbau der Station für den Betrieb der S-Bahn RheinNeckar wurde die Bahnsteiglänge verkürzt.  Das frühere Empfangsgebäude kaufte die Gemeinde und baute es zum Bürgerhaus um. Vom Bahnhof zweigt das Anschlussgleis zum Miesau Army Depot ab.

### Bruchmühlbach-Miesau

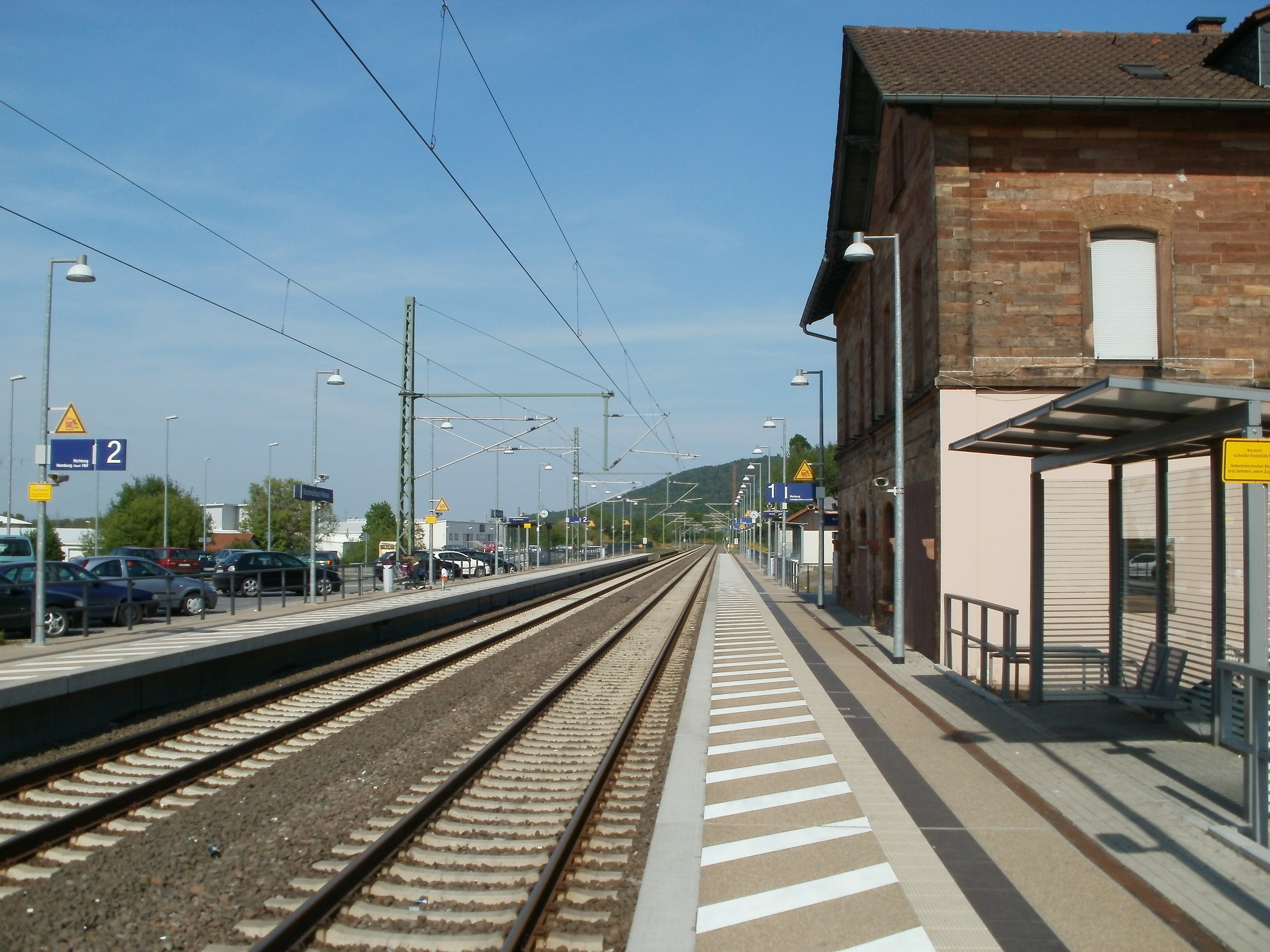
Bahnhof Bruchmühlbach-Miesau

Der inzwischen zum Haltepunkt zurückgebaute frühere Bahnhof Bruchmühlbach-Miesau hieß ursprünglich nur Bruchmühlbach. Während der Zeit, als das Saarland noch nicht zur Bundesrepublik Deutschland gehörte, fand hier die Grenzkontrolle (Polizei- und Zollkontrolle) statt. Außerdem unterhielt die DVKB (damals die DB-eigene Bank) hier eine Wechselstube, da das Saarland noch bis zum 5. Juli 1959 wirtschaftlich an Frankreich angegliedert war.
Am 27. Januar 1969 löste hier ein Drucktastenstellwerk der Bauart DrS2-erw die bestehenden mechanischen Stellwerke ab.
Nachdem in der rheinland-pfälzische Verwaltungsreform die neue Ortsgemeinde Bruchmühlbach-Miesau gebildet worden war, erhielt der Haltepunkt seinen heutigen Namen. Er liegt am westlichen Ende von Bruchmühlbach und gehört zur Preisklasse 6. Mit dem Ausbau der Strecke für den Fernverkehr und ihrer Integration ins Netz der S-Bahn RheinNeckar wurde ein benachbarter Bahnübergang aufgehoben und die Fußgängerüberführung demontiert.

### Eichelscheid
Der Bahnhof Eichelscheid befand sich auf der Gemarkung des Homburger Stadtteils Bruchhof-Sanddorf. Er entstand Anfang der 1890er Jahre und trug zunächst die Bezeichnung Eichelscheid-Lambsborn. Im Personenverkehr diente er hauptsächlich Bewohnern der Gemeinden Bechhofen, Lambsborn, Rosenkopf und Wiesbach. Im Güterverkehr spielte vor allem die Entladung von Dünger eine Rolle. Ab 1947 hatte er – bedingt durch die Abtrennung des Saargebiets – die Funktion eines Zollbahnhofs. Mit der Rückgliederung des Saarlands 1959 ließ ihn die Bundesbahn auf.

### Homburg (Saar) Hauptbahnhof

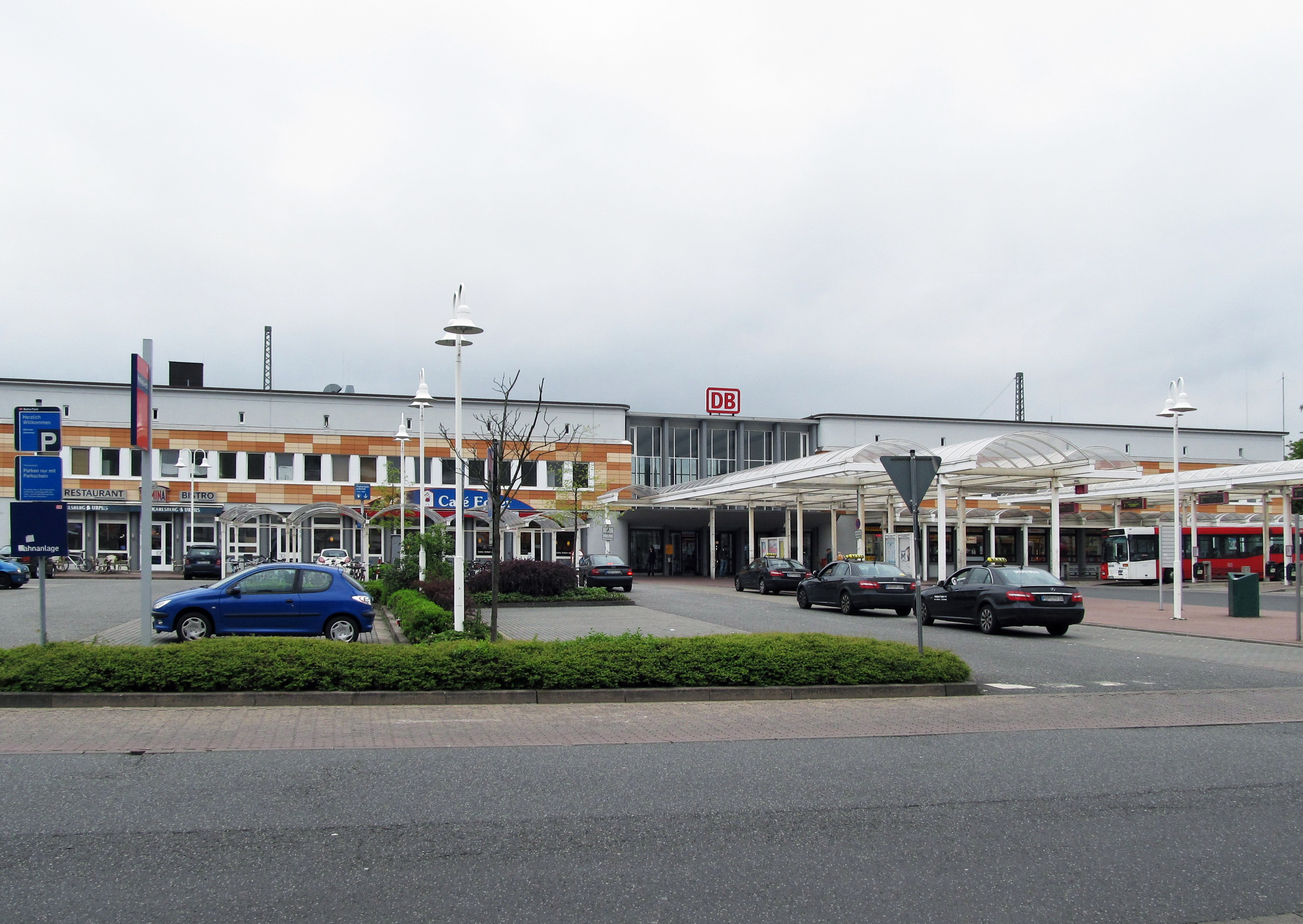
Homburg (Saar) Hauptbahnhof

Bis 1923 hieß der Bahnhof Homburg (Pfalz). Er wurde bereits 1848 mit dem Ludwigsbahn-Abschnitt Kaiserslautern – Homburg eröffnet. 1857 kam die inzwischen stillgelegte Bahnstrecke Homburg – Zweibrücken hinzu. Damit wurde er nach Schifferstadt (1847), Ludwigshafen (1853) und Neustadt (1855) der vierte Eisenbahnknotenpunkt innerhalb der damaligen Pfalz (Bayern).
Am 1. Januar 1904 folgte die Strecke Homburg – Limbach – Kirkel – Rohrbach, die wie die vier Monate später vollendete Glantalbahn aus strategischen Gründen entstanden war. Nach dem Ersten Weltkrieg war der Bahnhof Teil des Saargebiets und nach dem Zweiten Weltkrieg Teil des Saarlandes, deshalb heißt er seither Homburg (Saar). Als Folge dieser Entwicklung verkehrten die Züge der Bliestalbahn meistens nach Homburg anstatt wie zuvor nach Zweibrücken. Der Personenverkehr nach Zweibrücken endete 1989, der ins Bliestal 1991. Neben der Lage an der Magistrale von Mannheim nach Saarbrücken ist der Bahnhof östlicher Endpunkt der Strecke aus Neunkirchen, die ab Bexbach ebenfalls Teil der historischen Ludwigsbahn ist.

### Zollbahnhof Homburg (Saar) West
Der Zollbahnhof Homburg (Saar) West ist auf das 1920 neu geschaffene Saargebiet zurückzuführen. Er entstand nördlich der seit 1904 bestehenden Strecke auf Gemarkungen von Homburg und der Gemeinden Limbach und Altstadt. Es existierten Verbindungskurven zu den Strecken nach Neunkirchen und Zweibrücken. Entlang der Bestandsstrecke diente der Haltepunkt Homburg (Saar) West auf Höhe des Zollbahnhofs den dortigen Arbeitern.

### Limbach (b Homburg, Saar)
Ursprünglich hieß der Bahnhof Limbach-Altstadt. Mit der Modernisierung der Bahnstrecke Mannheim – Saarbrücken baute ihn die DB als Haltepunkt zurück. Er befindet sich zentral innerhalb von Limbach und gehört zur Preisklasse 6. 2007 ersetzten zwei Außenbahnsteige den bisherigen Mittelbahnsteig. Das frühere Empfangsgebäude spielt für den Bahnbetrieb keine Rolle mehr.

### Kirkel

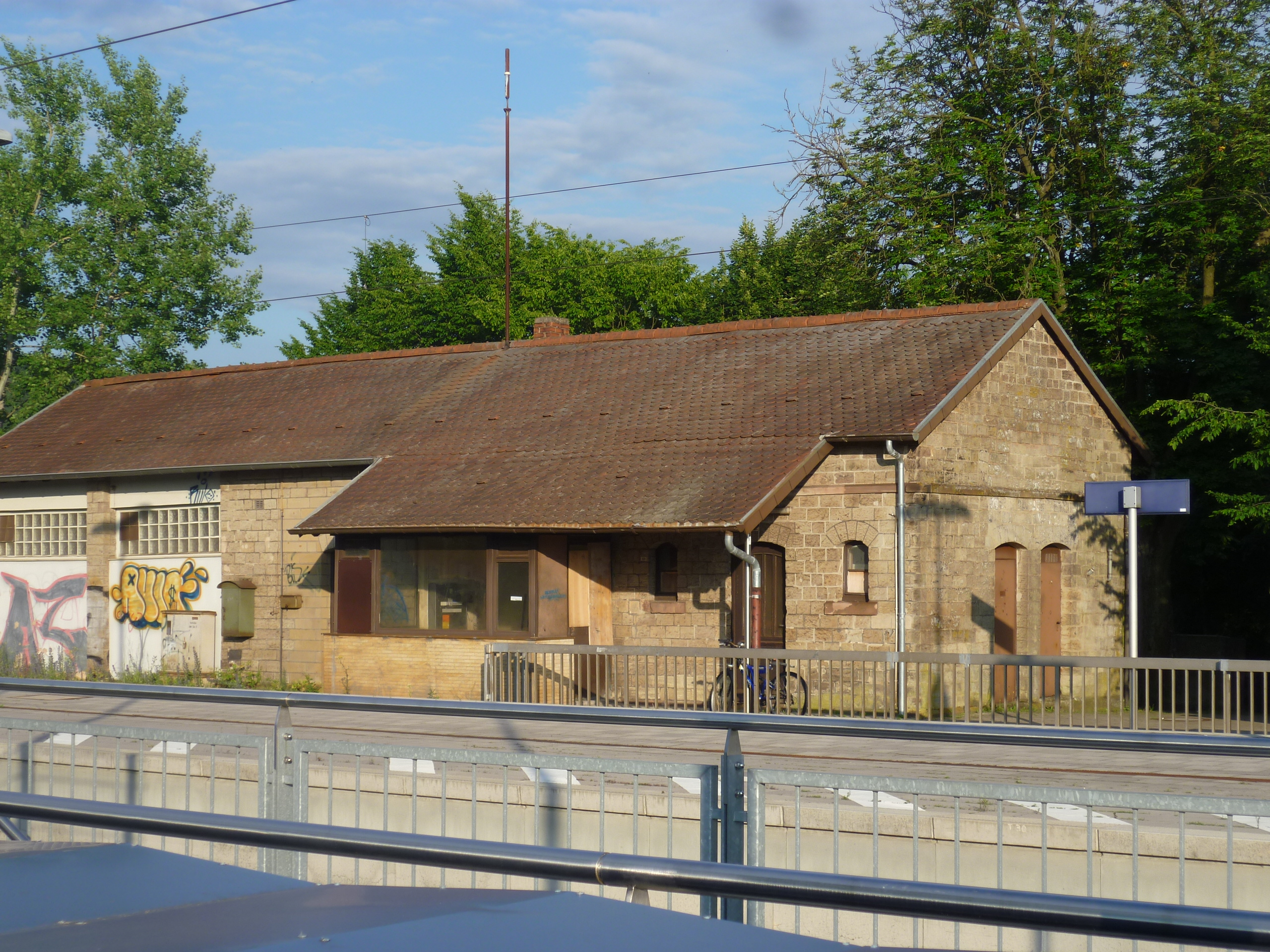
Bahnhof Kirkel

Der Bahnhof Kirkel befindet sich am nordwestlichen Ortsrand von Kirkel und gehört zur Preisklasse 6. Er entstand am 1. Januar 1904 mit Eröffnung des Streckenabschnitts Homburg – Rohrbach. In den ersten Jahren trug er den Namen Kirkel-Neuhäusel.

### Rohrbach (Saar)
Der Bahnhof Rohrbach (Saar) befindet sich am südwestlichen Ortsrand von Rohrbach und gehört zur Preisklasse 6. Er entstand 1895 als Teil der Umgehungsstrecke der 1867 auf voller Länge eröffneten Würzbachbahn Schwarzenacker – St. Ingbert, da der Hasseler Tunnel sich als Problem für den Bahnbetrieb herausgestellt hatte. Seit Eröffnung des Abschnitts Homburg – Rohrbach 1904 hat er den Status eines Eisenbahnknotenpunkts. Aus der Würzbachbahn und einigen weiteren Strecken weiter östlich ging später die heutige Bahnstrecke Landau – Rohrbach hervor, deren westlicher Endpunkt der Bahnhof seither ist.

### St. Ingbert

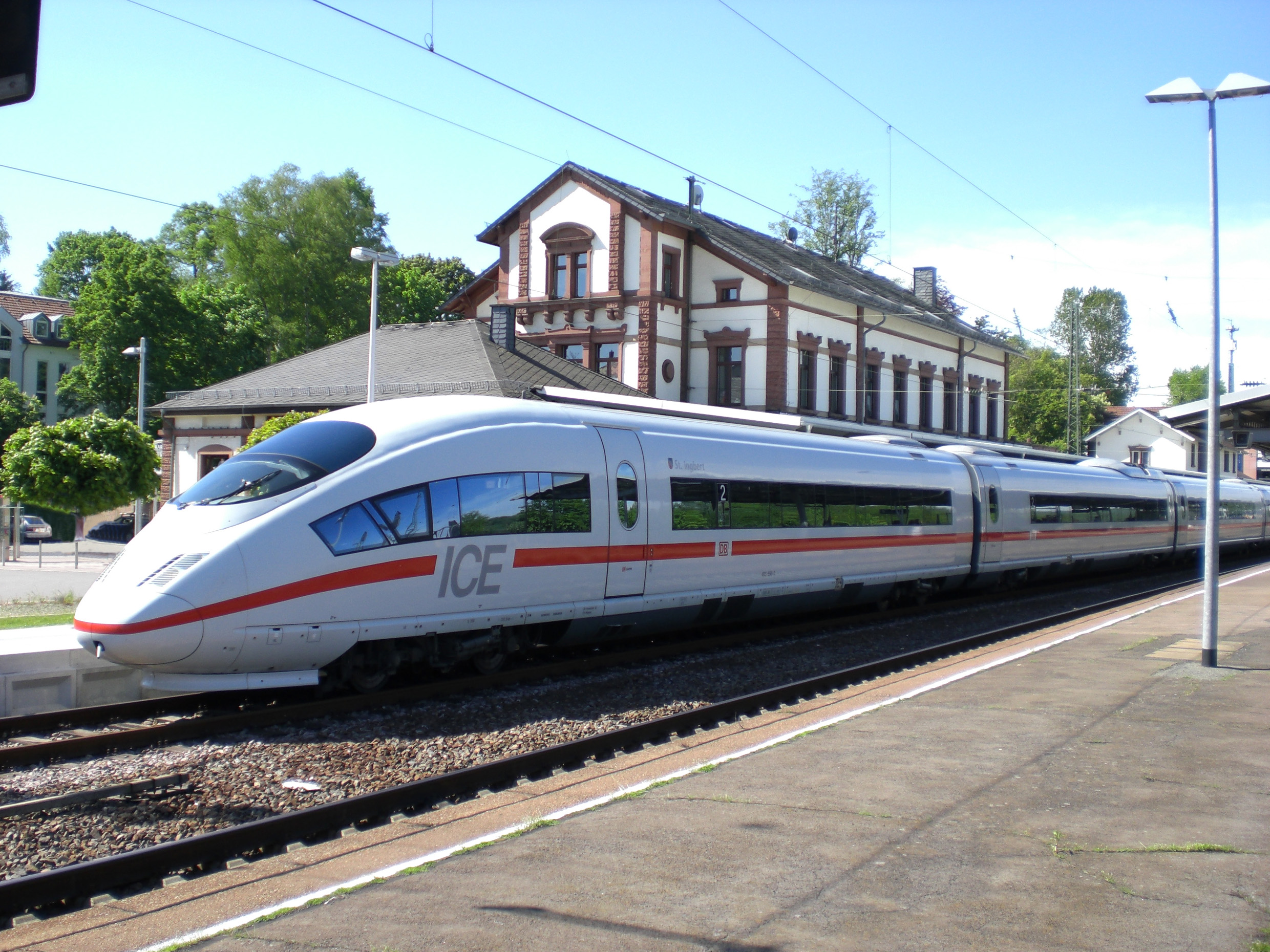
Bahnhof St. Ingbert

Der Bahnhof St. Ingbert gehört zur Preisklasse 3. Er entstand 1867 als westlicher Endpunkt der in Schwarzenacker beginnenden Würzbachbahn und war seinerzeit der am weitesten westlich gelegene Bahnhof innerhalb der damaligen Pfalz. Mit der Verlängerung der Strecke nach Saarbrücken im Jahr 1879 wurde er Durchgangsbahnhof. Gleichzeitig erhielt er sein heutiges Empfangsgebäude, das im Laufe der Jahre umgebaut wurde. Östlich des Bahnhofs erhielt die Strecke 1895 aufgrund der Problematik des Hasseler Tunnels einen neuen Verlauf. Zwischen Rohrbach und Saarbrücken ist der Bahnhof der einzige Unterwegshalt der Regionalzüge Saarbrücken – Pirmasens.

### Rentrisch
Der frühere Bahnhof Rentrisch befindet sich am westlichen Rand des St. Ingberter Stadtteils Rentrisch und gehört zur Preisklasse 6. Seine Eröffnung fand am 7. Februar 1932 statt. Inzwischen wurde er als Haltepunkt zurückgebaut. Er besitzt einen Mittelbahnsteig.

### Scheidt (Saar)

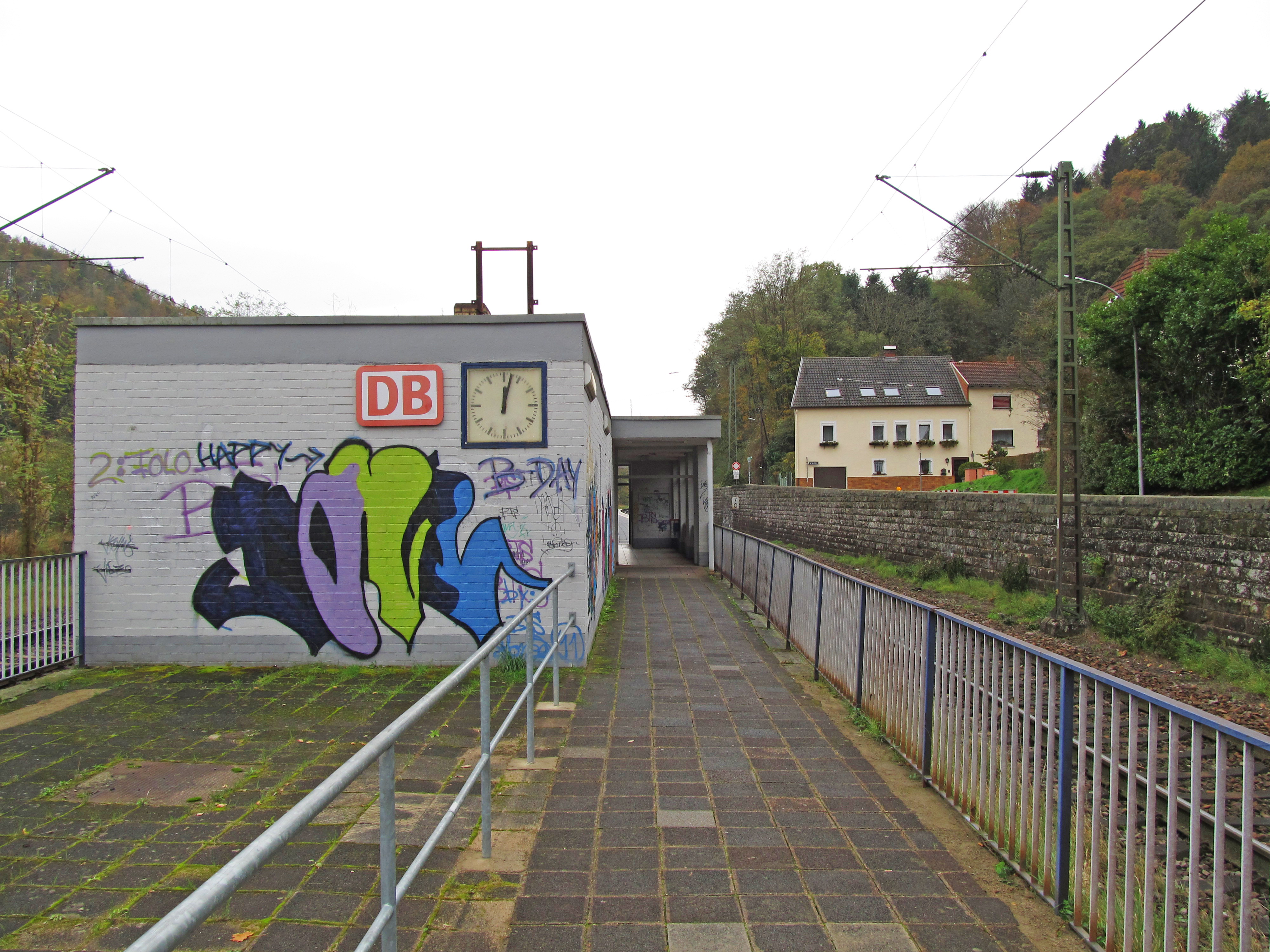
Bahnhof Scheidt (Saar)

Der Haltepunkt Scheidt (Saar) befindet sich zentral innerhalb des Saarbrücker Stadtteils Scheidt und gehört zur Preisklasse 6. Er entstand 1879 mit Eröffnung des Streckenabschnitts St. Ingbert – Saarbrücken.

### Schafbrücke
Der inzwischen zum Haltepunkt zurückgebaute ehemalige Bahnhof Schafbrücke hieß ursprünglich Bischmisheim. Nachdem der Stadtteil Schafbrücke in seiner heutigen Form entstanden war, erhielt er seinen jetzigen Namen. Von ihm zweigte einst eine aus strategischen Gründen gebaute Verbindungskurve nach Brebach an der Bahnstrecke Saarbrücken – Sarreguemines ab. Er gehört zur Preisklasse 6.

### Saarbrücken Ost
Der Haltepunkt Saarbrücken Ost dient in erster Linie den Saarbrücker Stadtteilen Rotenbühl, Kaninchenberg, Sankt Arnual und Eschberg. Er entstand nach dem Zweiten Weltkrieg und gehört zur Preisklasse 5. Dort zweigt die Bahnstrecke nach Sarreguemines ab.

### Saarbrücken Hauptbahnhof

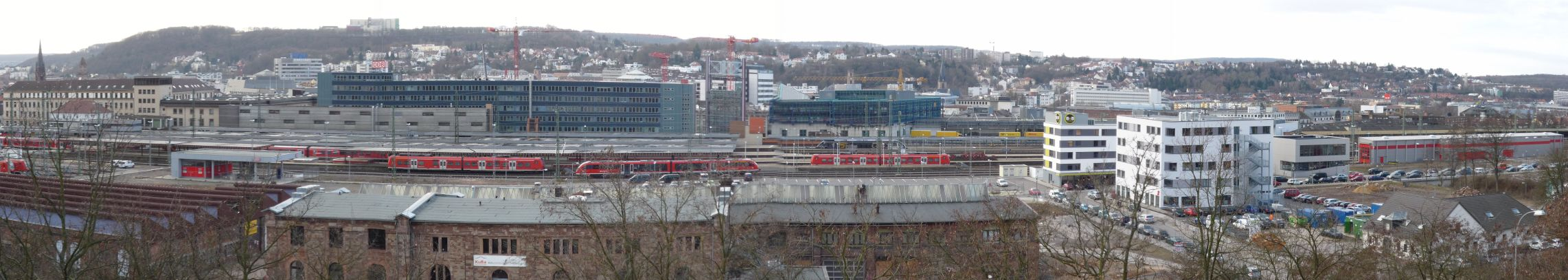
Saarbrücken Hauptbahnhof

Der Saarbrücker Hauptbahnhof existiert seit 1852 und hieß anfangs St. Johann-Saarbrücken. Er war damals westlicher Endpunkt der Magistrale Ludwigshafen – Homburg – Neunkirchen – Saarbrücken. Heute ist er die bedeutendste Bahnstation im Saarland. Er ist Endpunkt mehrerer weiterer Bahnstrecken wie der Fischbachtalbahn, der Forbacher Bahn, der Nahetalbahn, der Saarstrecke und der Bahnstrecke Saarbrücken–Sarreguemines. Das ursprüngliche Empfangsgebäude befand sich zwischen den Gleisen, damit war die Betriebsstelle ein Inselbahnhof. Die DB ließ es 1960 abreißen und durch ein neues ersetzen.